# Urbanistica dell'Aquila

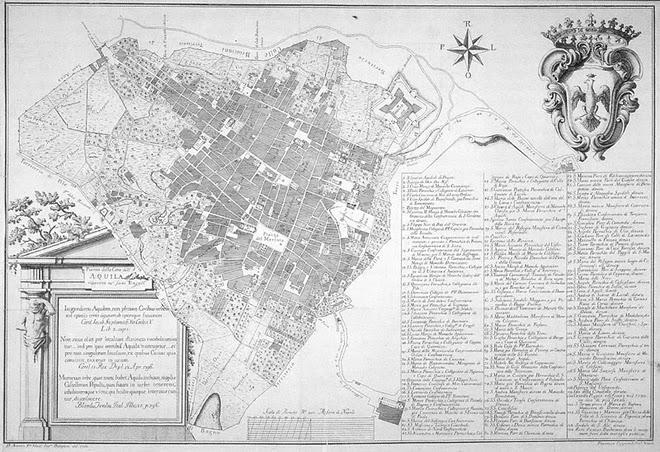
Pianta dell'Aquila nel 1753, nella ricostruzione effettuata dopo il sisma del 1703

L'urbanistica dell'Aquila riguarda lo studio dei cambiamenti orografici della città (il centro con i Quattro Quarti) e dei borghi circostanti, da sempre legati alla sua storia sin dalla prima fondazione nel 1254 e soprattutto dopo la nuova fondazione del 1265, per continuare poi con l'espansione del centro principale, e le sue varie ricostruzioni per i terremoti del 1461, del 1703 e del 2009.

## Storia

### Epoca italica e romana
- Amiternum: è la principale città italico-romana esistente sulla Conca Aquilana. L'antica arx sorgeva in cima al Colle San Vittorino, nella località omonima che attualmente porta questo nome, dove venne eretto il castello dai Longobardi. Il primitivo vicus italico era uno dei tanti sparsi nella conca, oggi non pervenutici, se non nei frammenti lapidei ed archeologici rinvenuti nel contado di Scoppito, Pizzoli, Preturo e Coppito. La civitas di Amiternum ("presso il fiume Aterno") per la sua importanza strategica fu scelto dai Sabini come centro amministrativo locale, comunicante con Reate nel Lazio, occupata nel 293 a.C. dai Romani durante la terza guerra sannitica[1], tre anni più tardi entrò a far parte della nuova potenza romana, ottenendo la cittadinanza senza diritto di voto. Dal punto di vista urbano, l'antico oppidum italico si andò spostando sempre più a valle, per acquistare sempre più maggior prestigio, stando a poca distanza dalla nuova via Tiburtina Valeria che portava nella Marsica, e dalla via Salaria che permetteva il collegamento con Interamnia Urbs (Teramo) mediante il Passo delle Capannelle.

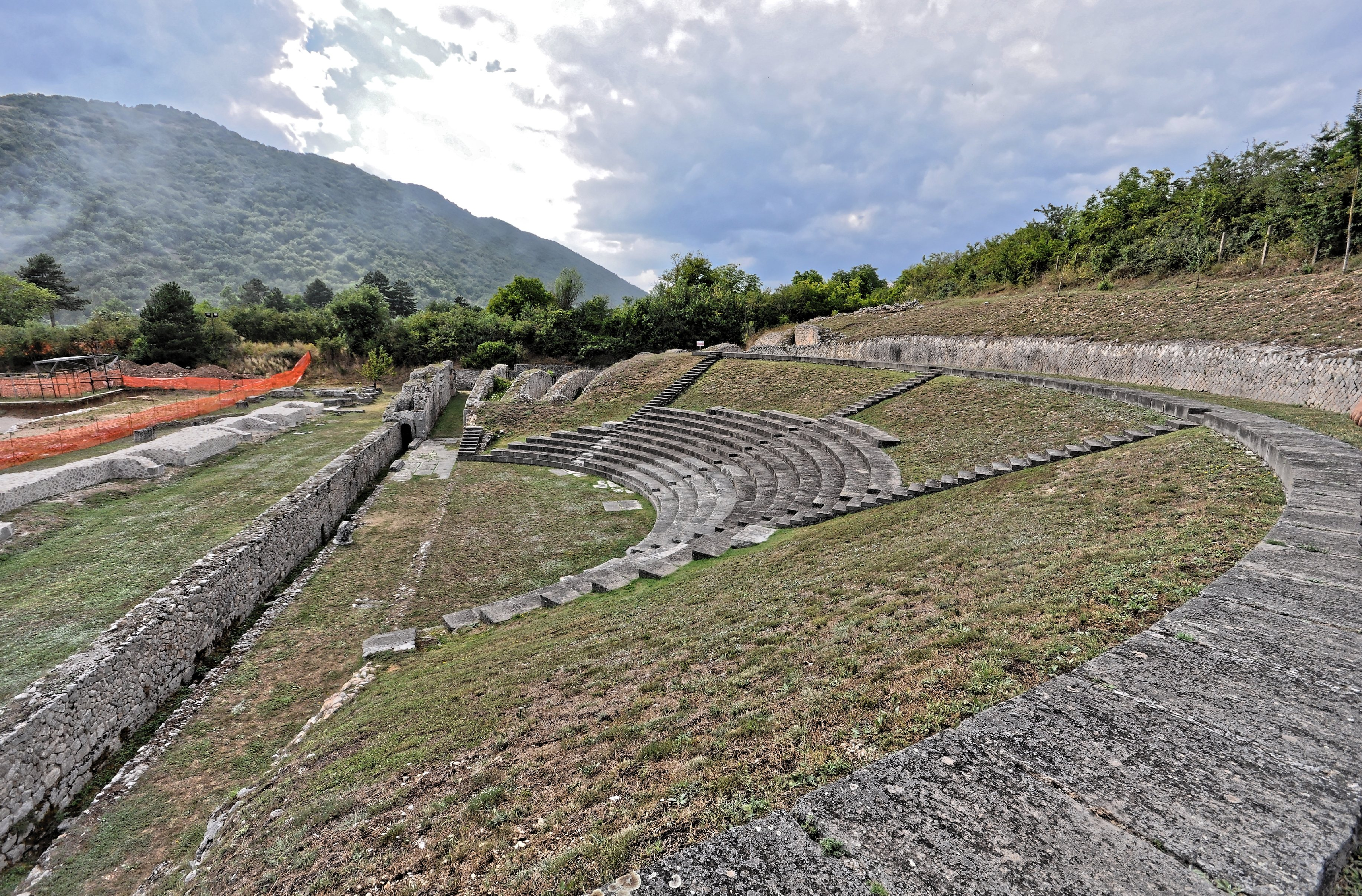
Il teatro romano di Amiternum

Stando anche più vicino al fiume Aterno, in una vasta piana, la città si espanse alla tipica maniera romana, venendo rifatta con l'asse viario a scacchiera dei cardi e decumani, con l'impianto termale sulla destra del fiume, alimentato da un acquedotto la cui iscrizione è stata recuperata nel 1890, poi da un altro acquedotto sulla sinistra dell'Aterno, che iniziava a Villa Raiolo di Pizzoli, terminando nella zona Ara di Saturno, dove oggi si trova il teatro romano di Amiternum. Infine l'impianto centrale della città era costituito dal foro, con i templi della Triade, la basilica, la curia, e appena fuori il grande anfiteatro romano di Amiternum del I secolo), ancora oggi molto ben conservato, che caratterizza ancora l'intera area. Infatti dell'antica città poco è rimasto, a causa di continue spoliazioni e distruzioni da parte di barbari e terremoti, benché le fonti attestino che Amiternum venne abitata sino alle soglie dell'VIII secolo, quando gli aitanti si spostarono sull'altura del Colle San Vittorino, dove venne edificata la chiesa di San Michele. Prima del 1257, era sede della diocesi, condivisa con Forcona.

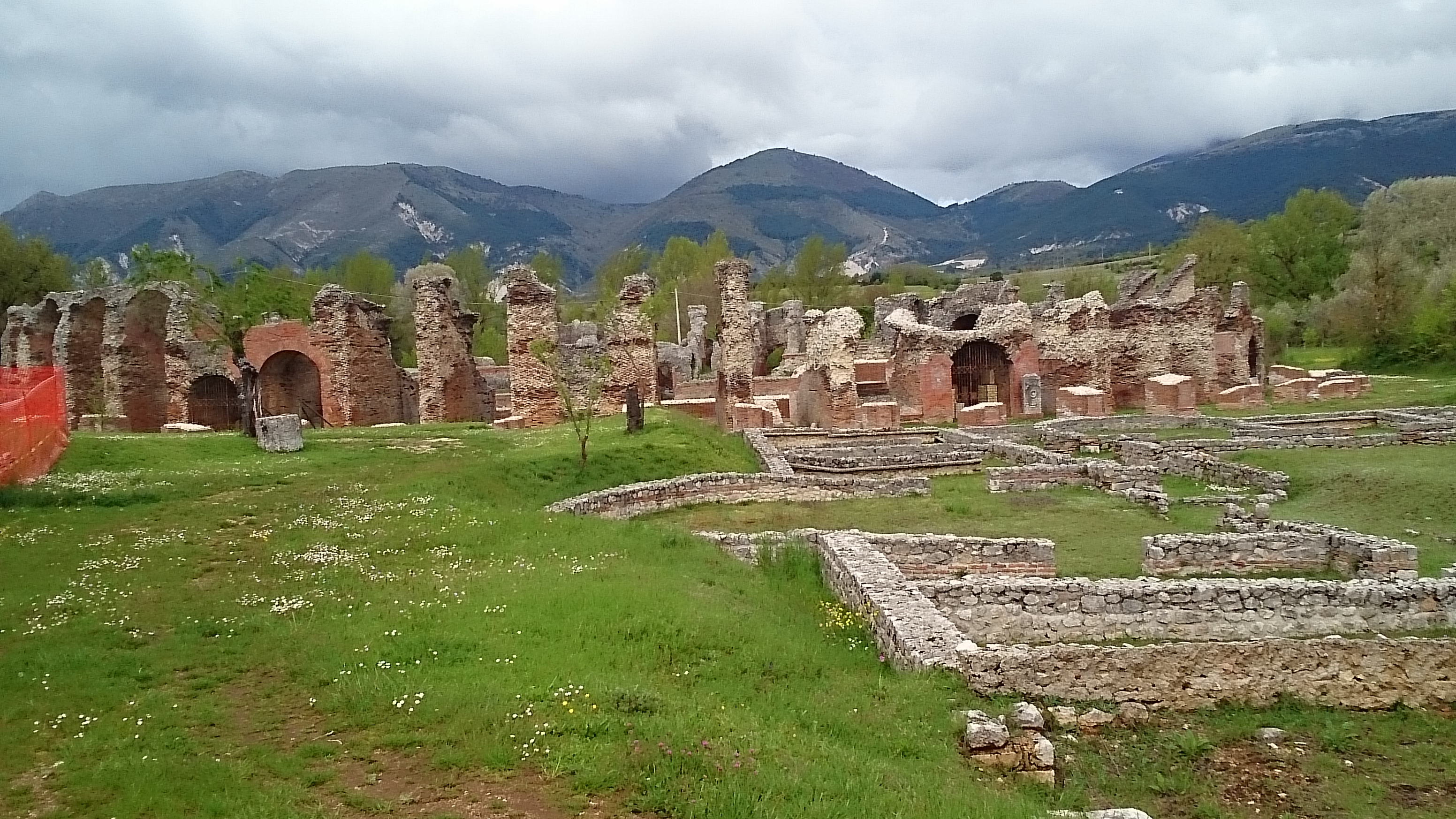
L'anfiteatro romano

- Forcona: l'antica Furconia si trova da tutt'altra parte rispetto alla posizione di Amiternum, precisamente nella zona est dell'attuale centro aquilano, in contrada Civita di Bagno. Fondata dagli Italici Vestini, era un semplice vicus, e tale rimase anche con la conquista romana, poiché i ritrovamenti del 1995 non lasciano trasparire rovine di una città ben dotata di asse viario a scacchiera, e di edifici monumentali di pregio, se non delle cisterne. Dopo la caduta di Roma, la città divenne la seconda principale della conca, benché il primato continuasse ad esser detenuto da Amiternum, nel IV secolo d.C. fu inclusa nella provincia Valeria della Marsica, insieme ad Amiternum, Carsoli e Rieti[2]. Divenuta una gastaldia longobarda nel VI secolo, inclusa nel ducato di Spoleto, Forcona comunicava con Amiternum, Valva, Pinna e Rieti, venendo inclusa nel 926 nel comitato d'Abruzzo della provincia Valeria. Condivise con Amiternum la sede diocesana, godette della figura di un importante vescovo, San Ranieri, nominato da papa Niccolò II nel 1059, con il compito di costruire una grande cattedrale per la diocesi, dedicata a San Massimo d'Aveia, che fu martirizzato a Fossa nel III secolo. Tale cattedrale, che conservò il titolo sino al 1257, è ancora oggi esistente lungo la via Marsicana di Civita di Bagno, addossata alla chiesa nuova di San Raniero.

### La fondazione (1254-1265)
Riassumendo brevemente i fattori che portarono, dal 1250, gli abitanti dei borghi circostanti la piana di Acculi o Acquili (dove oggi si trova la fontana delle 99 cannelle), le cause furono la necessità dei cittadini di riunirsi in un solo grande nucleo, per ragioni economiche e politiche. Nei diversi villaggi che si erano costituiti nella conca dal passaggio dei Longobardi, passando poi a quello dei Franchi e dei Normanni, mediante la potente famiglia dei Conti dei Marsi di Celano di origine francese, s'era venuta a tessere una fitta rete di villaggi-roccaforte e di torri di avvistamento sopra i picchi rocciosi delle montagnette lungo la catena del Sirente-Velino e dei Monti Cagno e Ocre, fino appunto alla piana di Amiternum. Il fitto rapporto di vassallaggio che i Conti avevano con i loro feudatari, e con i potenti monasteri dell'abbazia di Montecassino, dell'abbazia di Farfa, e dell'abbazia di San Vincenzo al Volturno, e dunque con il Pontefice stesso, sia in maniera diretta che indiretta, andava dunque contro gli interessi del sovrano Federico II di Svevia, che si adoperò nel primo ventennio del 1200 per smantellare questo tessuto di rapporti di signorie varie e baronie, e in Abruzzo il cambiamento avvenne con la presa di Celano e la cacciata momentanea dei Conti Berardi.

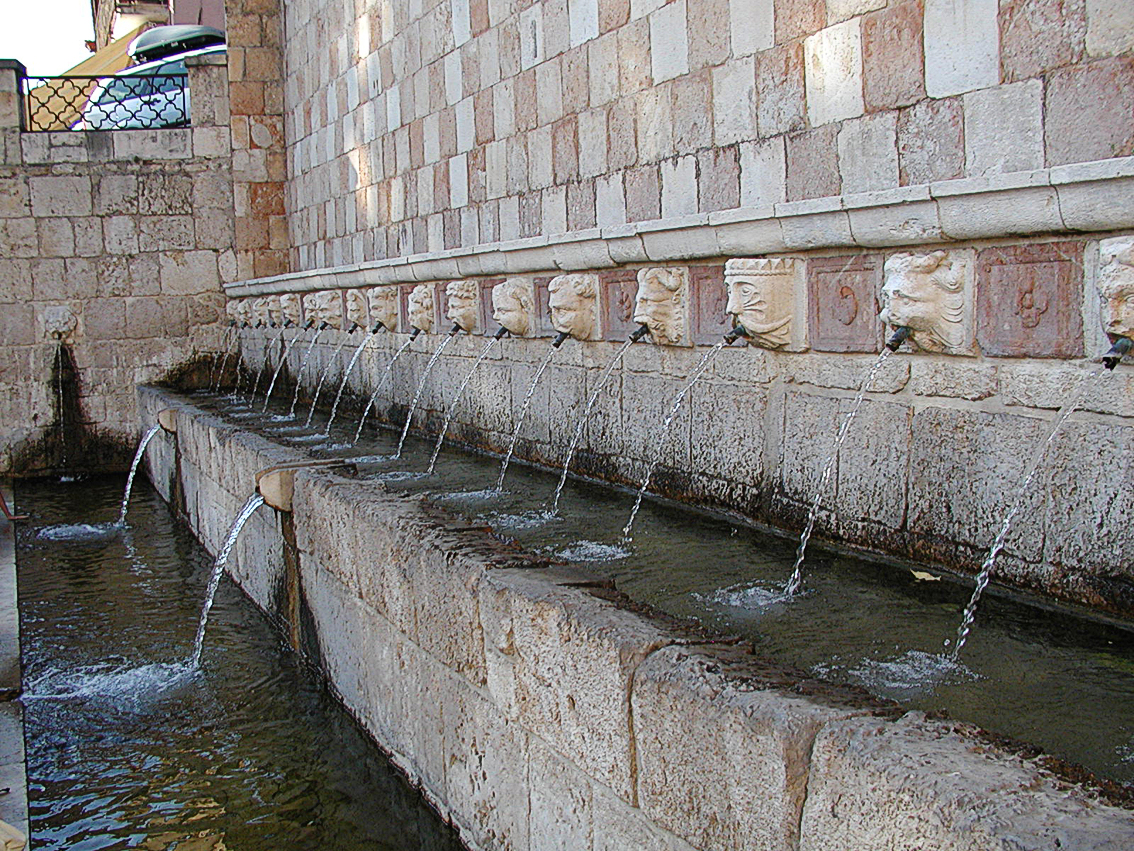
Mascheroni delle 99 cannelle

I cittadini di Forcona, Amiterno, e Poppleto (Coppito) si ribellarono a Federico, che reagì con la forza distruggendo le antiche rocche, e pian piano iniziò a delinearsi il progetto di costruzione di una grande città, mediante la concessione del papa Gregorio X di un privilegio speciale. Anche se però il privilegio venne concesso più tardi da Corrado IV figlio di Federico, al livello politico L'Aquila nacque come una realtà sotto la protezione papale e imperiale (poiché Corrado con la dovuta cautela conservò sempre il desiderio di ricoprirla di privilegi affinché l'avesse come alleata), che faceva parte di una rete di città-satellite che in qualche maniera contrastavano il potere temporale dell'imperatore sull'area del Papato, mentre al livello socio-economico, L'Aquila venne a costituirsi in maniera del tutto originale. Come descritto anche dallo storico Anton Ludovico Antinori, i commercianti e i nuovi coloni provenienti dai castelli situati nella conca, vennero a costruire le case coloniche presso la piana di Acculi, tal toponimo deriverebbe dalla ricca presenza di acque, e successivamente lo stemma civico assunse il simbolo dell'aquila imperiale degli Svevi, e poi degli Angiò.
La fase di popolamento continuò per tutto il 1255, il diploma di Corrado prevedeva la ripartizione in locali dell'area individuata, suddividendo dunque le micro-zone coloniche dei vari commercianti provenienti dai singoli castelli.

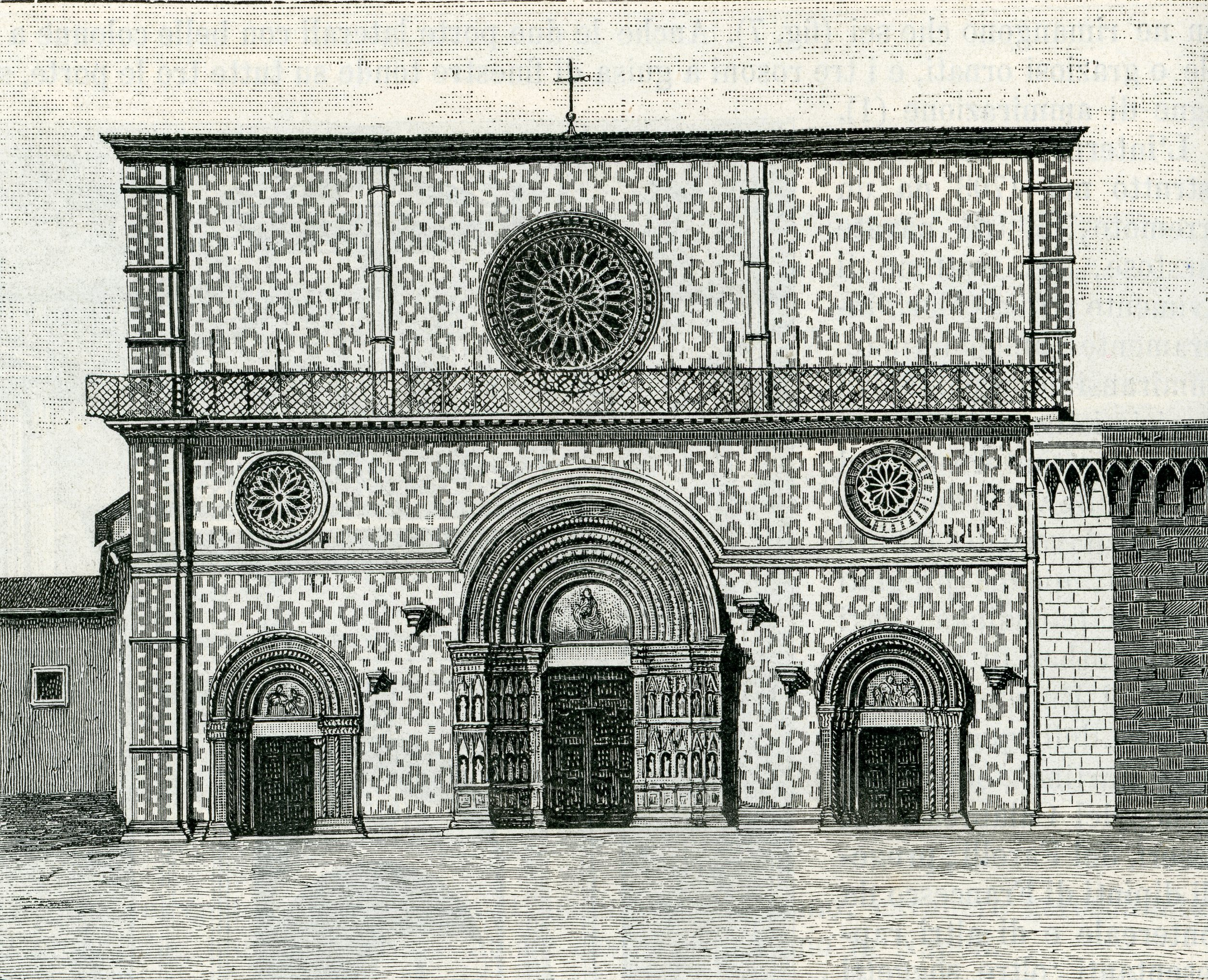
Incisione storica della facciata della basilica di Santa Maria di Collemaggio

Tali "castelli", che secondo la leggenda riportata anche dal primo storico aquilano Buccio di Ranallo fossero 99, erano semplici roccaforti militari che presidiavano il territorio, con la torre-casa del barone di turno, e le piccole case dei commercianti e dei feudatari che avevano in gestione temporaneamente lotti di terra della piana. Lo storico Bernardino Cirillo, negli Annali della Città d'Aquila cita tutti i castelli che fondarono la città, e il numero raggiungeva quasi la novantina, malgrado oggi molti siti originali siano stati completamente stravolti dall'espansione edilizia, o addirittura scomparsi a causa dei catastrofici terremoti, come quello del febbraio 1703. Fatto sta che le rocche vere e proprie ancora oggi sono esistenti, ossia quelle di maggior pregio, i cui abitanti ebbero il privilegio e il potere economico di costruire nella città d'Aquila locali più espansi, mentre per altri castelli di minore importanza, come Vio, Genca, Gignano, Forfona, non resta poco più, nel tessuto odierno del centro storico aquilano, che il toponimo del locale stesso, mentre dei borghi esterni le mura sopravvive il borgo di San Pietro della Jenca (Genca) presso Assergi, mentre di quest'altri citati come esempio si conservano soltanto i toponimi e le ipotizzabili località dove sorgessero le case.
Di natura sempre turbolenta, i cittadini dell'Aquila, fedeli al papato, nella persona di papa Alessandro III, e mai distaccatisi completamente dalla loro natura di commercianti-signori feudali, vennero a scontrarsi con il re Manfredi di Svevia, successore di Corrado, in rotta di collisione col pontefice. Nel 1259 in seguito alla ribellione dei Conti dei Marsi e di Poppleto, Manfredi accerchiò la città e la saccheggiò, distruggendola. Dunque si viene a comprendere che l'aspetto orografico, per suddivisione in quarti e locali colonici, potrebbe aver avuto origine nel 1245-55, ma forse per l'incompiutezza dei lavori di fondazione, e per la distruzione totale di Manfredi, essa venne rifatta daccapo nel 1265 per volere dell sovrano Carlo I d'Angiò.

### Caratteristiche della nuova città di fondazione
Le stesse notizie sul ripopolamento della città provengono da Buccio di Ranallo, con grande affluenza di nuovi coloni per via del successo della città nella battaglia di Tagliacozzo contro Corradino di Svevia, e per la serie di privilegi che Carlo concesse agli aquilani in segno di riconoscenza. La fiorente città s'avviava verso lo sviluppo, e si risolse la delicata questione del riconoscimento delle proprietà dei contadini degli originali "castra" di provenienza, proprio con l'assegnazione del locale dentro l'area delle mura, con il permesso di erezione della chiesa che sarebbe stata un duplicato della parrocchia dell'originale castello di appartenenza, per non disperdere le rendite e i possessi delle montagne, appartenendo proprio alla parrocchia.
In effetti, se non si considerano i grandi cambiamenti dentro le mura a causa dei terremoti, le poche piazzette provviste di palazzo signorile e di chiesa confermano perfettamente l'aspetto originale dell'urbanistica di rifondazione della città. E sempre in merito alla leggenda dei 99 castelli, la città avrebbe avuto 99 piazze, 99 chiese, 99 palazzi signorili, ripartiti dal 1276 in Quattro Quarti, con 4 chiese capoquartiere, ossia i quarti di Santa Giusta, Santa Maria, San Pietro e San Marciano (ex San Giovanni). E ciascuno di questi quarti era, come lo è oggi, almeno secondo la tradizione della toponomastica, ripartiti in piccoli locali di fondazione dei coloni provenienti dai castelli. Il primato del nome dei Quarti e delle grandi parrocchie, ovviamente è dato dall'importanza socio-politica delle famiglie che colonizzarono i lotti, sia nobili che di origine mercantile, come si vedrà per i nobiluomini Branconio di Collebrincioni stanziatisi nel rione Santa Maria, e per i ricchi Gaglioffi di Coppito, nel rione San Pietro.

### Studio dell'impianto ortogonale dell'Aquila (1575)

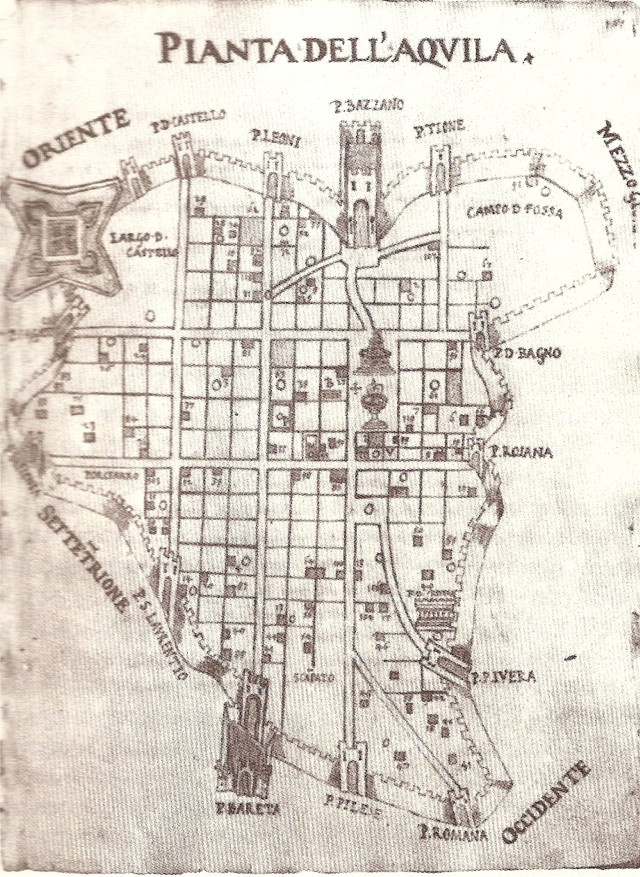
Pianta dell'Aquila nel 1575, opera di Fonticulano

Il disegno della città dell'Aquila non può prescindere dall'immagine e dall'immaginario derivanti dalle sue prime rappresentazioni alla fine del Cinquecento, tutte legate alla figura del matematico Girolamo Pico Fonticulano, in particolare la sua pianta della Città del 1575, e le due piante derivate, quella del 1581 di Egnazio Danti (conservata nella Galleria delle carte geografiche nel Vaticano), e l'altra del 1600 di Jacopo Lauro, non rispecchiano perfettamente l'assetto urbano dell'Aquila. Fonticulano attribuisce al tessuto urbano quasi indistintamente una matrice geometrica a maglie ortogonali, che evidentemente non corrisponde alla realtà, se non per un richiamo alla strutturazione della città all'epoca angioina. Sicuramente Fonticulano riprese l'ideale di una città ideale, prospettica e perfetta negli assi, seguendo la maniera della prospettiva che andava in voga nell'arte del tardo Rinascimento, poiché notevole è il rinnovo figurativo che la città dovette subire nella ricostruzione posts sisma 1703. Sul piano di rappresentazione sono stati utilizzati due livelli di scala, il primo relativo al livello urbano, il secondo a specifici settori, sul medesimo registro della sezione storico-sincronica riferita alla città storicizzata, con sovrapposizione della lettura storico-critica sul rilievo della città attuale.
I caratteri del disegno urbano dell'Aquila derivano dalla sintesi dell'impianto medievale angioino della fondazione e un diffuso sistema di piazze: gli studi collocano la nascita della città infatti all'interno del complessi rapporti di potere tra Stato e Chiesa, e nella riorganizzazione territoriale da parte dei Cistercensi a propositi "locali", che giustificano il passaggio da una frammentaria realtà feudale alla realizzazione nel 1254-55 di una città di fondazione, per quanto riguarda il grande balzo in avanti sul ruolo ed estensione territoriale. Proprio in vista delle ripartizioni alla maniera cistercense, è necessaria ricordare che l'Abruzzo nel XIII secolo venne colonizzato da questo nuovo ordine monacale, che venne a contrapporsi ai Benedettini di Montecassino, con la fondazione dell'abbazia di Santa Maria di Casanova a Villa Celiera nel 1991. Nell'aquilano nel 1222 venne fondato il monastero di Santo Spirito d'Ocre, poi la grancia di Santa Maria del Monte a Campo Imperatore, dipendente da Casanova, l'abbazia-parrocchia di San Benedetto delle Carfasse ad Arischia nel 1303. Santa Maria di Casanova rappresenta il riferimento abruzzese del sistema di abbazia e rifattosi a quella di Ripalta sul Gargano a San Severo (1201), funzionali al processo della mena delle greggi. L'assetto urbano dell'Aquila sarebbe stato ispirato agli impianti di Beaumont-de-Lomagne (1279), Mirande (1281) o Solomiac (1323), bastides che si articolano con tracciati ortogonale, piazza del mercato al centro, spazialmente delineati dal disegno a isolati nel tessuto dentro le mura. Nel territorio del "Comitato aquilano" i modelli di questi spazi sono visibili in Amatrice, Antrodoco, Borgo Velino, Cittareale, Cittaducale, Leonessa, tutti centri di fondazione angioina.
Nell'impianto urbano gli assi principali che attraversano il centro storico da porta a porta delle mura, sono Corso Federico II, poi Corso Vittorio Emanuele a nord di Piazza Duomo, e via Roma-Corso Umberto I, poi dai Quattro Cantoni (incrocio delle quattro strade maggiori) via San Bernardino, tra loro ortogonali, così come anche via Cascina e via Garibaldi. Il disegno urbano non resta definito dal solo tessuto viario, in quanto vi si integra un molteplice sistema di piazze e slarghi, gerarchizzato dalla scala urbana del capo-quarto (Santa Giusta, Santa Maria di Paganica, San Pietro, San Marciano), a quella del semplice locale (Piazza San Silvestro, Piazza San Flaviano, Piazza San Marco, Piazza San Domenico); altre piazze di alto rango sono quelle legate alla politica e all'economia, come Piazza Duomo o del Mercato, e Piazza Palazzo, dove si trova il Palazzo Margherita d'Austria, già del Capitano Regio.
I locali si strutturano intorno alla lor piazza, chiesa e fontana con la duplicazione, anche del nome, della parrocchiale dei centri di provenienza (esempi di San Silvestro, San Pietro di Coppito, Santa Maria di Paganica, Santa Giusta di Bazzano, San Marciano), e secondo un rapporto biunivoco intus-extra moenia tra loro urbani e rispettivi castelli, così che i cittadini inurbati possano continuare ad esercitare il possesso degli stessi diritti, ad uso dei pascoli dei paesi di provenienza. Queste stesse piazze nel corso del Cinquecento, diventeranno il coagulo per gli insediamenti nobiliari, come i Branconio, i Franchi, i Pretatti, i Camponeschi, gli Alfieri.

### Larenovatio urbis(XV-XVI secolo)

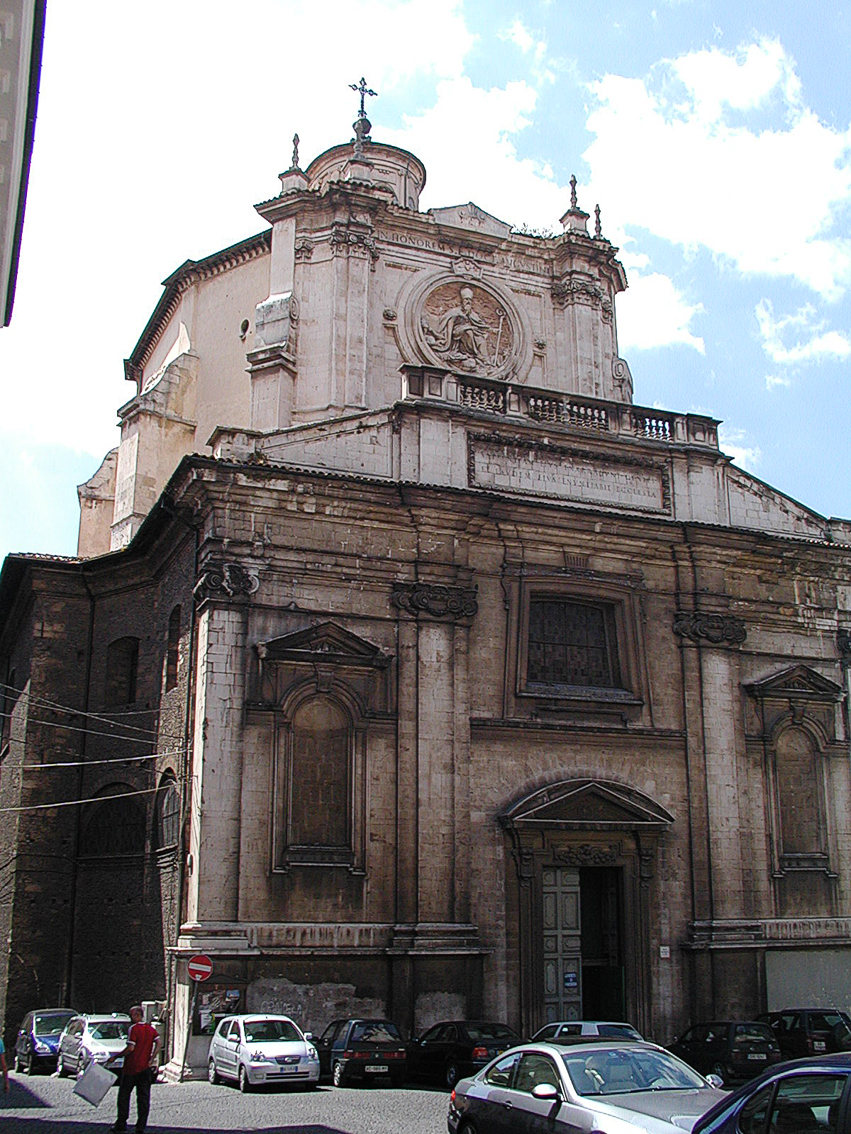
Facciata di Sant'Agostino

Altra significativa componente che caratterizza l'impianto urbano aquilano sono gli insediamenti monastici che si inseriscono, secondo differenti modalità e tipologie, all'interno della città, ai limiti del tessuto edificato e a ridosso delle mura fortificate, o anche esternamente, come la Basilica di Santa Maria di Collemaggio (1288), fuori Porta di Bagno. I Francescani s'insediarono dentro le mura, con il complesso monastico affacciato su Piazza Palazzo, che oggi costituisce il Palazzo del Convitto "Domenico Cotugno", ricavato nel 1878 dall'antico convento, inglobato nel nuovo edificio sul corso Vittorio Emanuele, i Celestini si insediarono sull'asse del corso Federico II con la chiesa di Santa Maria dei Raccomandati, e poi presso la chiesa di Santa Caterina d'Alessandria in Piazza San Biagio (prospiciente la facciata della Basilica di San Giuseppe Artigiano); i Domenicani nell'antico complesso di Palazzo Gaglioffi e della Beata Antonia (per cui esiste il monastero del Corpo di Cristo) in via Sassa. In posizione marginale al palazzo, i Domenicani si collocarono ad occidente al confine del rione San Pietro con San Marciano, sull'antico asse di via Forcella, con la chiesa di San Domenico la cui facciata raggiunge i massimi vertici della costruzione angioina abruzzese, i Francescani si erano stanziati a oriente con il complesso della Basilica di San Bernardino (metà XVI secolo), sull'asse di via Roma-Corso Umberto Il, poi via San Bernardino, con orto estesi sino alle mura; gli Agostiniani da San Giacomo-Sant'Onofrio si attestarono con Carlo I nel 1270 sia a meridione con il complesso della chiesa di Sant'Agostino ed ex Prefettura, e a nord con la chiesa di Sant'Amico, con le agostiniane femmine.
Ad occupare gli ampi spazi tra l'edificato e le mura, i complessi celestiniani di Sant'Agnese e San Basilio (oggi ex ospedale San Salvatore) a nord di Porta Paganica, quelli delle agostiniane di Santa Lucia (oggi sede dell'Opera salesiana don Bosco) e le Clarisse del convento di Santa Chiara di Acquili (presso via XX Settembre). La renovatio urbis dell'Aquila avvenne nella metà del Cinquecento in base a due fatti: l'infeudamento sotto la corona Spagnola di Carlo V, quando la città passò in mano a don Pedro Alvarez de Toledo, che per punire la città per l'aver abbracciato la causa francese mediante Ludovico Franchi, impose una pesante tassazione, volendo erigere il mastio del Forte spagnolo, su progetto di Pietro Luis Escrivà, locato in posizione dominante sulla città. 

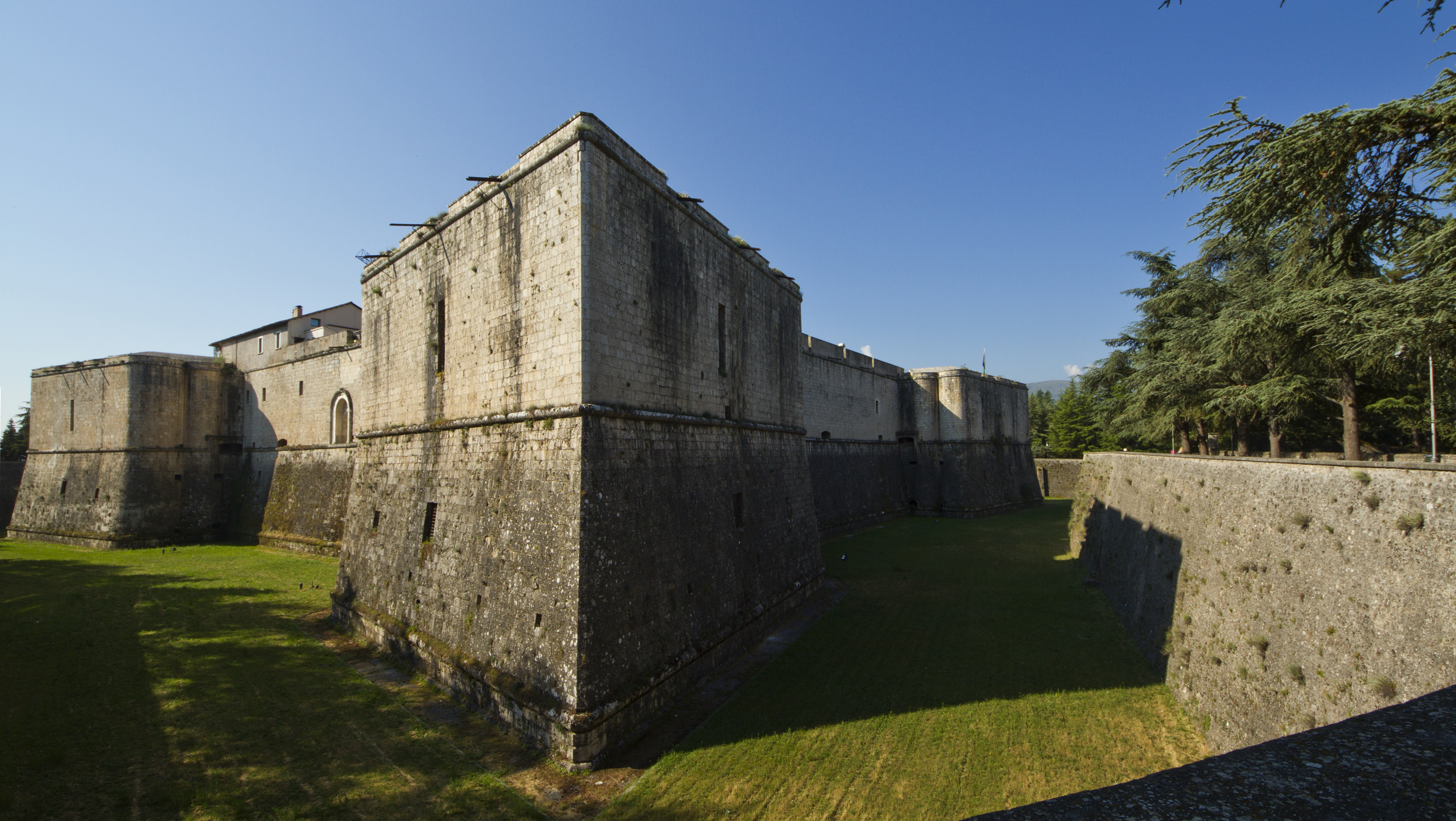
Esterno del Castello Spagnolo

La formazione della tagliata interna comportò la demolizione di alcuni "locali" del rione Santa Maria, e la distruzione totale del Guasto. S'innesta inoltre un processo di polarizzazione urbana sulla nuova struttura, con la chiusura di entrambe le porte sul lato nord delle mura (Porta Pizzoli e Porta Paganica), e il rafforzamento degli assi stradali, entrambi convergenti sul castello, del Corso in direzione nord-sud, e di via Castello-via Garibaldi, in direzione est-ovest, sui quali vanno anche ad attestarsi diversi insediamenti palaziali. Il secondo evento storico è l'arrivo in città delle duchessa Margherita d'Austria, figlia di Carlo V, sposatasi con Ottavio Farnese, ereditando dunque una parte dell'Abruzzo Ulteriore, insieme a Penne, San Valentino e Montereale. Margherita prese sede nel vecchio palazzo del Capitano, trasformandolo dal 1572 al 1577 nel Palazzo Margherita, lasciando di originale la torre civica medievale.
La città presenta ampi vuoti nelle zone periferiche, e anche all'interno delle mura, la piazza San Bernardino, dove giunge a compimento la facciata del 1542 di Nicola Filotesio, e lo spazio del Borgo Rivera dove si affacciano la fontana delle 99 cannelle e la chiesa di San Vito da Tornimparte, dove è ipotizzabile un intervento del Fonticulano.

#### Trasformazione dell'isolato di Piazza Santa Margherita (XVI secolo)
In tale contesto è emblematico, in ordine al processo storico di formazione, trasformazione e stratificazione del tessuto urbano, il caso dei luoghi centrali della città storica tra gli slarghi di Piazza Palazzo, Piazza Santa Margherita e Piazza Annunziata. Le due sezioni storico-sincroniche evidenziano con chiarezza il transito dell'assetto riferibile all'ultimo quarto del XVI secolo, a quello sullo scorcio del XVIII secolo. Le planimetrie sono incentrate sulle tre piazze citate, tutte tangenti all'asse urbano principale di via Roma-Corso Umberto, che attraversa da ovest a est l'interno centro orizzontalmente, tra Porta Barete e Porta Leone. L'assetto urbano sullo scorcio del XVI secolo era piuttosto diverso dall'attuale.

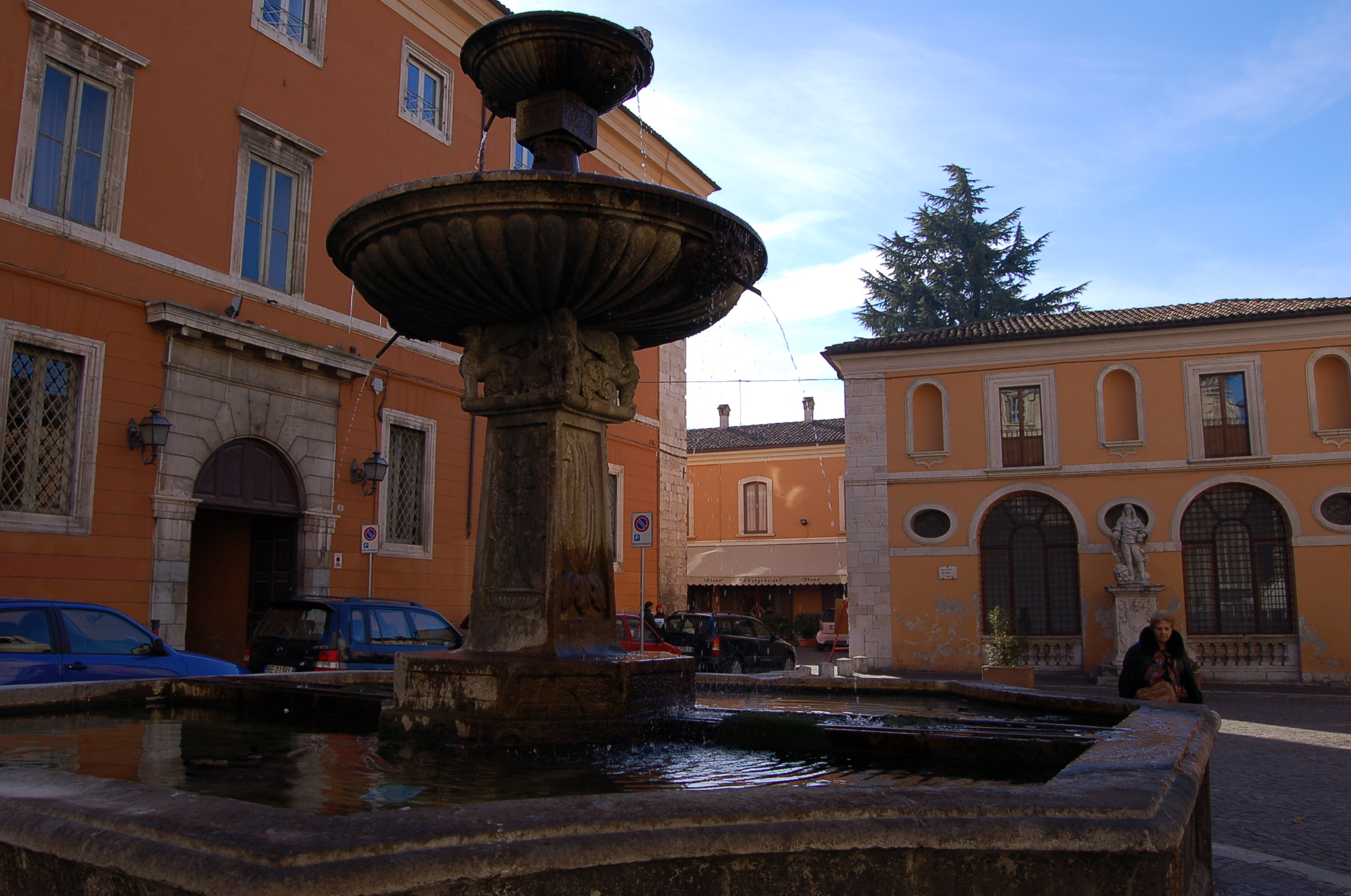
Piazza Santa Margherita nel 2006

Su Piazza Palazzo s'affacciavano, nel lato orientale, la chiesa convento di San Francesco a Palazzo, dove tra il 1879 e il 1893 fu allestita la biblioteca provinciale Salvatore Tommasi, insieme al liceo classico del Palazzo del Real Convitto; sul lato occidentale il Palazzo Margherita, esito del radicale intervento di ristrutturazione e ampliamento, la torre civica dell'orologio con la campana "reatinella", più alta prima del t"taglio ì" operato dagli spagnoli, che troncarono anche i campanili di Santa Maria Paganica e Santa Maria del Carmine, per evitare possibili rappresaglie degli aquilani contro il castello dell'Escrivà. Su Piazza Santa Margherita, esattamente posta dietro il Palazzo comunale, prospettava sul lato settentrionale il Palazzo Conte di Montorio, residenza del tesoriere regio, sul lato occidentale si affacciava la piccola chiesa di Santa Margherita, poi ampiamente rifatta nel XVII secolo con l'istituzione in città della Compagnia del Gesù, appartenente al locale Forcella (1294), e la sede della Camera Aquilana, residenza degli eletti, il Magistrato e i Signori, che aveva acquistato funzione pubblica già nel 1495, ristrutturata e ampliata nel 1570 e il 1572, oggi pressoché a tutti nota come il Palazzetto dei Nobili.
Nel XVI secolo l'isolato compreso tra il lato occidentale di Piazza Santa Margherita, via Annunziata, via Roma (oggi questo tratto è stato dedicato al Tenente Andrea Bafile) e via Burri, appariva molto diverso dall'attuale, suddiviso in tre isolati stretti e lunghi da due strade non più esistenti. Il primo era interposto tra via Roma e via Forcella, e aveva in testata, sul fronte Piazza Santa Margherita, l'omonima chiesa del locale con a fianco un giardino (oggi compreso nel chiostro del Convitto Camponeschi), pertinenza del retrostante Palazzo Quinzi verso l'Annunziata. Il secondo isolato correva lungo via Forcella e comprendeva la Camera Aquilana dei Nobili, che affacciava sulla piazza, e la casa di Pietro Fonticola, in angolo tra via Annunziata e via Forcella; il terzo si sviluppava lungo l'attuale via Burri con la casa di Giorgio Saturnino. Con l'arrivo a L'Aquila della Compagnia dei Gesuiti di Sant'Ignazio, che nel 596 si insediava nel Palazzo della Camera, si avviarono profonde modifiche urbane.
A partire dalla realizzazione della nuova chiesa del Gesù e del Collegio Aquilano (1626-fine secolo), ossia il Palazzo Camponeschi, che comportava il taglio e la rifusione dei tre isolati preesistenti di forma allungata, la chiusura delle due strade tra di loro interposte e il tracciamento dell'attuale via Camponeschi, sull'allineamento della Piazza Santa Margherita. In realtà la chiesa che il Collegio restarono incompiuti, in particolare alla chiesa del Gesù vennero a mancare il paramento di facciata, transetto, cupola ed abside; con la ricostruzione posts sisma 1703 la piazza di Santa Margherita e dell'Annunziata trovano il loro definitivo assetto attraverso un lungo e complesso processo di trasformazione che porta alla definizione formale e figurativa dei due invasi. 
Nella Piazza Santa Margherita a settentrione sul sito cinquecentesco di Palazzo Conte di Montorio si colloca il Palazzo Pica Alfieri, risultato di un corposo intervento di ristrutturazione compiuto tra il 1711 e il 727, contiguo ad esso Palazzo Quinzi (completato nel 1726) la cui angolata si affaccia sulla piazza; a oriente il fronte del Palazzo Margherita, a occidente la facciata incompiuta della chiesa di Santa Margherita o del Gesù, a sud il Plaazzetto dei Nobili, riedificato nel 1712. La piazza dell'Annunziata si conforma come un singolare spazio urbano triangolare, convergente sulla settecentesca chiesa omonima, edificata dai castellani di Preturo nel XV secolo circa, spazio su cui incombe il fronte di Palazzo Carli (sede del Rettorato universitario sino al 2009), ricostruito tra il 1708 e il 1725

#### Lo sviluppo del palazzo residenziale gentilizio

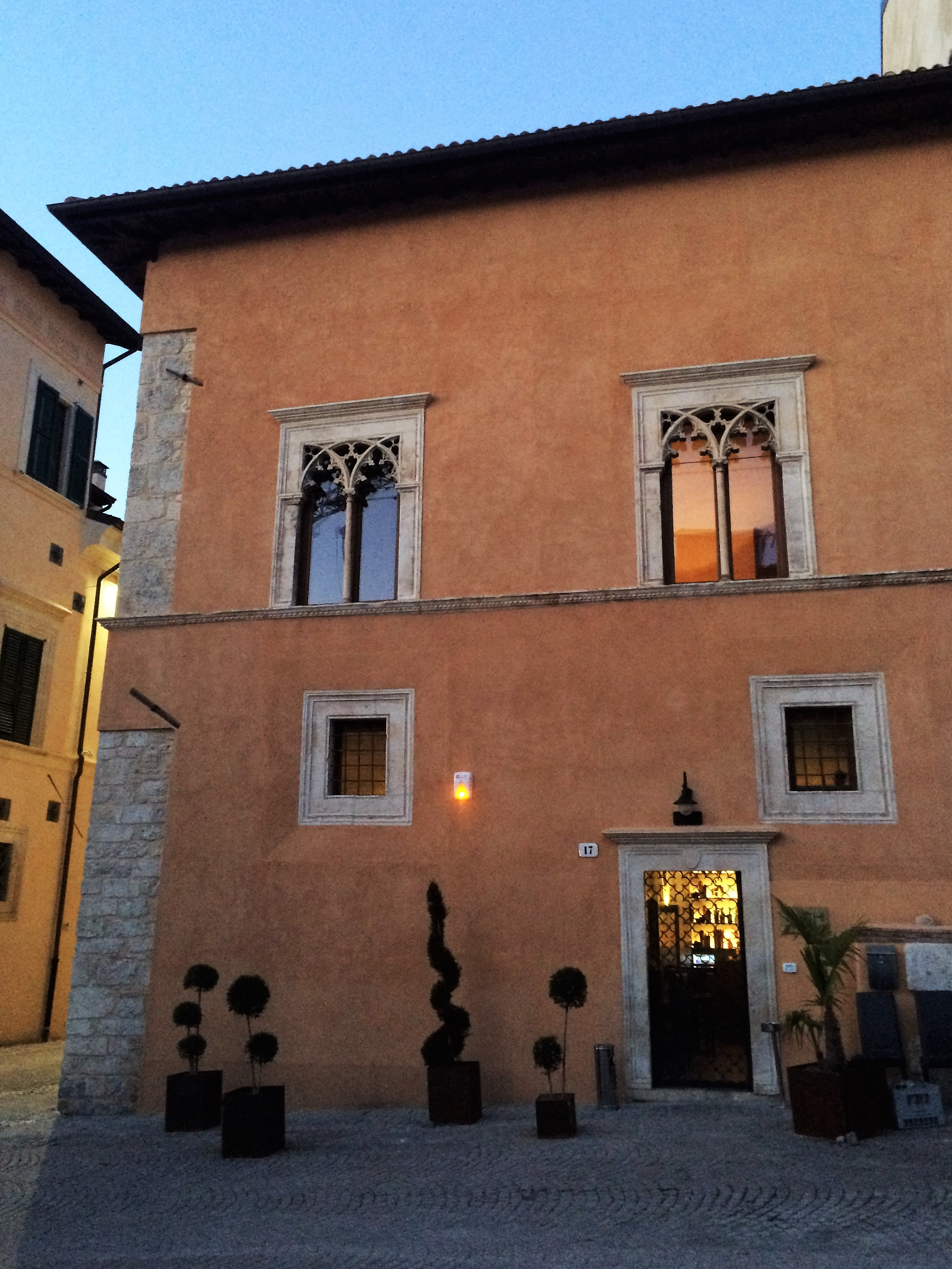
Palazzo Cappa Camponeschi (foto 2017)

La corte si sviluppa nel rifacimento dei palazzi signorili tra il XV-XVI secolo, e ancor maggiormente dopo il terremoto del 1703. Il tema del palazzo quattro-cinquecentesco dell'Aquila si connota essenzialmente come tema della corte, anche al di fuori di qualunque tematica di riconnessione figurativa agli spazi della città. Al di là di alcuni elementi architettonici specifici che ricorrono nei portali del Palazzo Dragonetti di via Santa Giusta, Palazzo Franchi-Fiore di via Sassa), le logge aperte sul fronte della strada (il Palazzo Dragonetti, Casa di Jacopo di Notar Nanni in via Bominaco), cantonali in pietra, le finestre spesso eleganti e variamente conformate alle facciate. Il cortile aquilano raramente, di grande respiro spaziale, tende a qualificarsi come valore spaziale figurativo autonomo, tanto che nel processo di ricostruzione dopo il terremoto del 1703 è ricorrente il modernamento figurativo sui fronti stradali che inglobano, metabolizzandoli, i preesistenti cortili rinascimentali.
Il cortile rinascimentale di stampo toscano è evidente in Palazzo Carli (1495), impostato su due ordini, uno inferiore ad arcate a tutto sesto su colonne per tre lati, e uno superiore, su quattro lati, a semplici colonne senza trabeazione, che sostengono direttamente lo sporto di gronda. Un'altra trabeazione, che costituisce anche il prospetto del portico superiore, gira tutt'intorno alla corte. Nell'ordine inferiore un portale di accesso alla scala caratterizza il quarto lato e presenta il sintagma architettonico dell'arco murato inquadrato dell'ordine, che va rapportato all'uso fiorentino non seriale, distinto dal sistema architettonico romano, appunto seriale.
Il sintagma è costituito da un arco murario, decorato all'intradosso da un partito decorativo a cassette con rosoni, inquadrato dall'ordine architettonico, due colonne scanalate e rudentate nel terzo inferiore, con capitello, che sostengono una doppia trabeazione che gira su quattro lati del cortile, tangente agli archi a chiave. Più complessa è la lettura del cortile di Palazzo Franchi Fiore in via Sassa, dove è riproposto lo stesso motivo architettonico dell'arco murario, inquadrato dall'ordine e con caratteristiche del tutto analoghe a quello di Palazzo Carli. Sia C. Gavini che M. Chini relazionarono i due cortili anche rispetto al possibile stesso autore; in tal caso potrebbe rafforzarsi la proposta critica di individuare tra i massimi architetti del Quattrocento Silvestro dell'Aquila, che ne 1471 avrebbe potuto avere una bottega per la realizzazione non solo di opere d'arte a tema religioso, ma anche civile, essendosi egli collegato in varie sue opere all'arte toscana.
La datazione del cortile (1510-22) rende tuttavia poco probabile tale interpretazione, per la morte nel 1502 dell'artista, la consapevolezza prospettica che caratterizza i Palazzi Carli e Franchi, appare estranea agli altri cortili del tardo Quattrocento aquilano, dove lo spazio della corte si articola su modulazioni libere e da rigorosi impianti prospettici e in cui, le accentuazioni umanistiche e recuperi tardo-medievali, si manifesta piuttosto come riproposizione di un linguaggio architettonico, dunque senza picchi di originalità
La scala principale di accesso si presenta sostanzialmente aperta, e articolata spazialmente sul cortile di cui costituisce parte integrante del piano distributivo e figurativo, così la casa di Nicola e Giacomo di Notar Nanni di via Bominaco, la casa di Salvati-Agnifili in Piazza Cardinale, il Palazzo Burri-Gatti in Corso Vittorio Emanuele, la Casa De Rosis in via San Benedetto in Perillis, e le due case di via Bominaco ai civici 5 e 13. Di eccezione è il Palazzo Alfieri, oggi convento di Santa Maria degli Angeli in via Fortebraccio, caratterizzato da un ampio cortile porticato a due ordini, in cui però convivono arcate ogivali e arcate a tutto sesto. E ancora l'elegante cortile del Palazzo Dragonetti-De Torres in via Santa Giusta, a tre ordini, forse la massima espressione locale delle possibilità creative connesse all'adozione dello stile toscano.
Gli ambienti dei cortili nell'arco del Cinquecento vennero realizzati in forme più ampie, come nel Palazzo Bonanni in Corso Vittorio, a tre ordini, e nel Palazzo Lucentini Bonanni in Piazza Regina Margherita (1588), dove però appare evidente la ripresa di impianti compositivi quattrocenteschi, completamente estranei ai modelli tipici del palazzo gentilizio di ambiente romano, e ciò lo si vede anche nel Palazzo Dragonetti di via Fortebraccio, Palazzo Baroncelli-Cappa in via Paganica, e Palazzo Antonelli di via Monteluco (1574), oltre che per Palazzo Alfieri-Ossorio di via Cimino (1583), la casa Giovine in via Collepietro (1584), la casa Pica in via Guastatore (1593), o la più tarda casa Cesura in via Ortolani. 

### L'Aquila nella pianta del Pacichelli (1695) e del Vandi (1753)

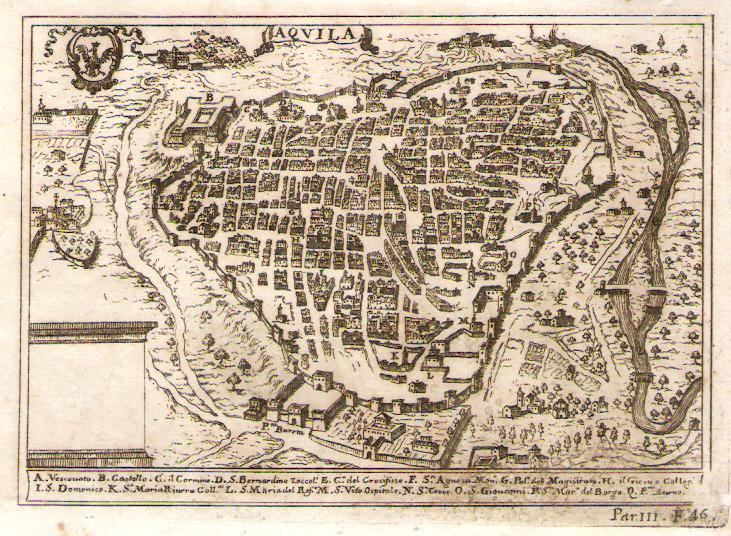
L'Aquila nel disegno dell'abate Giovan Battista Paichelli, prima del 1703

Si è visto come le carte più fedeli alla storia, partendo da quella del Fonticulano (1575), testimoniassero come la città, ancora oggi, mostra l'impianto originario di lottizzazione del terreno dentro le mura del 1316, in quattro Quarti, diviso nel 1276 da Lucchesino da Firenze, ossia Santa Giusta, Santa Maria, San Pietro e San Marciano o Giovanni di Lucoli. E di come questi Quarti a loro volta fossero ripartiti in locali, appartenenti ai coloni dei rispettivi castelli di appartenenza, e che secondo la tradizione riportata anche da Buccio di Ranallo, questi locali erano dotati di una piazza, una chiesa, una fontana (facendo riferimento elle falde acquifere dell'Aterno, e dei collegamenti con il luogo di Acculi, dove si trovano le 99 cannelle), che captava le acque anche dagli storici acquedotti romani, presenti ad Amiternum, e di cui oggi si conserva una "Torrione" presso via Alcide De Gasperi, così denominato per la sua altezza (15 metri in origine, troncati però col sisma del 2009).
Nella pianta dell'abate Giovan Battista Pacichelli del 1695 circa, così come in quella precedente di Joan Blaeu del 1663, è possibile vedere la città com'era nell'aspetto originario, prima del catastrofico terremoto del 2 febbraio 1703, che costrinse la comunità a una ricostruzione che rispettò sì gli assi ortogonali, ma modificò l'ampiezza delle piazze e degli orti, come è visibile dalla pianta di Antonio Vandi del 1753. La carte del Pacichelli, come quella del Fonticulano, è provvista di lettere alfabetiche per la legenda delle costruzioni e dei luoghi più importanti, ed è mostrata con gli assi della Rose dei Venti ruotati, il punto Nord diventa il lato est della città facendo capo a Porta Bazzano, il punto Sud diventa la parte ovest dell'Aquila, facente capo a Porta Barete. La leggenda riporta:
- A: Vescovado, Piazza Duomo e Cattedrale di San Massimo - come anche nelle altre rappresentazioni del Bleau e del Cardone, il Duomo mostra la facciata romanica con tre rosoni, e tre portali romanici, e una torre campanaria tardo gotica, opera dello stesso Fonticulano. Il terremoto del 1703 ha quasi distrutto di fatto il Duomo, lasciando intatto solo il lato gotico su via Roio, pertanto la cattedrale odierna è tardo settecentesca, non avendo nulla a che vedere con la costruzione del XIII-XV secolo, se non l'orientamento verso Oriente.
- B: Castello - vale e adire il Forte spagnolo eretto nel 1534 nella parte nord del Quarto Santa Maria, è evidente notare come il castello insista prepotentemente verso l'ingresso dell'attuale Corso Vittorio Emanuele, e come un bastione occupi l'area dei locali Genca e Guasto, troncando le mura all'altezza di Porta Paganica, e collegandosi direttamente con il suo torrione (oggi chiesetta del Crocifisso), e con la successiva torre del monastero di San Basilio andando verso ovest, mentre ad est il locale di Tempèra fu occupato ugualmente, ma non esisteva ancora la Porta Castello, rifatta dopo il 1703 in forme monumentali, e spostata rispetto all'originaria posizione.
- C: Chiesa del Carmine - la chiesa ancora oggi esistente situata su via Adamo da Rotweill, fondata dai castellani di Assergi e affidata dal XVII secolo ai Monaci Carmelitani. Il campanile è tronco, tagliato appositamente dagli spagnoli insieme al torrione della chiesa di Santa Maria Paganica, dato che ambedue sorgevano in punti molto elevati della città, e con le torri potevano, da parte degli aquilani, sparare cannonate verso il castello.
- D: Basilica di San Bernardino - benché nella pianta di Pacichelli disegnato approssimativamente, nella pianta del Cardone e del Bleau è molto più dettagliata, soprattutto nella facciata di Cola dell'Amatrice con i classici oculi che ripropongono il modello buonarrotiano di San Lorenzo a Firenze, nonché i rosoni delle facciate romaniche aquilane.
- E: chiesa del Crocifisso - ancora oggi caratterizzata quasi solamente dal torrione di Porta Paganica, sorge ad ovest del Castello, edificata esattamente durante l'occupazione spagnola, nel XVII secolo.
- F: Convento di Sant'Agnese - il convento fu fondato dal San Giovanni da Capestrano nel 1455, ad ovest del monastero di San Basilio, a ridosso delle mura. Soppresso nell'Ottocento, fu radicalmente trasformato nel primo Novecento quando divenne sede dell'ospedale civile San Salvatore, con scuola di ostetricia. La chiesa vista dall'alto è ancora riconoscibile nell'impianto, benché l'antico convento nella parte attaccata alle mura, seguendo la curvatura all'altezza di Porta Pizzoli, ha un impianto molto irregolare. Visibili ancora la pianta della chiesa e della torre campanaria, la facciata si trova in Piazza Giulio Natali.
- H: Palazzo del capitano Regio - oggi Palazzo Margherita sorgente in Piazza del Palazzo, è caratterizzato anche nella carta del Pacichelli dalla svettante torre civica del XIII secolo, con l'orologio e la campana "reatinella". Sorgente nel Quarto di San Pietro, il palazzo fu rimaneggiato nella metà del '500 da Margherita d'Austria, ma ampiamente ricostruito dopo il 1703.
- H: Chiesa del Gesù - corrisponde alla chiesa di Santa Margherita, posta esattamente dietro il Palazzo Margherita. Sia nelle piante del Pacichelli del di Cardone non è ben definita, forse perché ancora in piena trasformazione barocca, accelerata di molto dopo il terremoto del 1703, per volere dei Padri Gesuiti.
- I: Chiesa di San Domenico - ancora oggi esistente, nonché la chiesa più grande della città dopo quella di Santa Maria Paganica, sorge nel Quarto di San Pietro, nella parte sud-ovest. Nella pianta di Pacichelli il rione degli Amiternini non doveva essere densamente abitato, come dimostrano le ampie parti vuote attorno alla chiesa, nel Gonfalone di Cardone invece è ben visibile la facciata romanica rivolta a sud, a salienti e provvista di tre rosoni, dei quali quello maggiore al centro, oggi sostituito da una finestra barocca, dato che la parte superiore insieme al tetto crollò completamente con la scossa del 2 febbraio 1703. Il campanile era arretrato, a torre, oggi sorge di lato, all'ingresso della Corte dei Conti, ricavata dall'ex convento.

- K: Chiesa di Santa Maria della Rivera - sarebbe l'antichissima chiesa citata già nel XII secolo prima della fondazione della città, con diploma di Corrado IV: la chiesa fu una delle prime del villaggio di Acculi, prima ancora della fondazione del Duomo nella piazza grande, ed era inclusa nel quarto di San Giovanni o San Marciano, occupando la parte non colonizzata a sud-ovest. La chiesa nel XIII secolo fu occupata dalle monache Clarisse, divenendo il monastero di Santa Chiara, che sorge sotto via XX Settembre.

- L: Chiesa-torre di Santa Maria o Santo Spirito dei Bastardi - si trova sotto via XX Settembre, poco distante dal piazzale della Rivera con le 99 cannelle. Esistente sin dal XIII secolo, oggi si conserva molto bene la torre di difesa a pianta quadrangolare.

- M: Chiesa di San Vito e ospedale della Rivera: la chiesa esiste ancora oggi, affacciata sul piazzale della fontana delle 99 cannelle.
- N: Chiesa di Santa Croce - corrisponde alla chiesa della Madonna dei Sette Dolori

- O: Chiesa capoquartiere di San Giovanni di Lucoli - oggi è la chiesa di San Marciano, rifatta dopo il 1703 dai castellani di Roio, sopra il sito della preesistente chiesa di San Giovanni Battista dei Castellani di Lucoli, in forme meno monumentali delle altre tre chiese capoquartiere, senza la torre campanaria, e con una facciata piuttosto povera, eccettuato il portale romanico della precedente chiesa. Nel 1940 un restauro ha voluto riproporre lo stile romanico delle altre chiese aquilane.

- P: Chiesa di Santa Maria del Borgo - corrisponde alla chiesa di Sant'Apollonia o delle Buone Novelle, presso Porta Roiana, sotto via XX Settembre

- Q. Fiume Aterno

Si può notare come questa carta manchi di molti monumenti segnalati nella legenda, quali le chiese di San Silvestro, San pietro di Coppito, Santa Maria di Paganica, il convento dei Francescani sul corso Vittorio Emanuele, le chiese di Santa Giusta e San Flaviano, di San Marco di Pianola e di Sant'Agostino con relativo convento. Nella parte nord tuttavia sono raffigurate, anche se in maniera fantasiosa, le chiese del Soccorso, presso il cimitero attuale aquilano, e la basilica di Santa Maria di Collemaggio. Poi verso nord-ovest i convento di San Giuliano e della Madonna Fore (o la chiesa della Madonna di Pettino?).
A sud invece, presso Porta Barete, il Pacichelli dovette dare una resa molto vicina all'originale di Porta Barete, all'estremo confine occidentale di via Roma, con una porta a doppio fornice, corrispondente alla coeva Porta Bazzano, dall'altra parte della città. La porta faceva parte del rione Santa Croce, presso il Quarto di San Pietro, nel 1826 fu parzialmente demolita per essere ricostruita in forme monumentali, ma alla fine il progetto non venne attuato, e si realizzò semplicemente un accesso più ampio al viale Corrado IV, per permettere il collegamento con la campagna di Pile e Coppito. Accanto a Porta Bare c'è porta Romana, dove probabilmente la duchessa Margherita d'Austria edificò la sua personale fattoria della "Cascina", e dove alla fine del XIX secolo venne costruita la caserma "Francesco De Rosa", oggi quasi del tutto demolita.

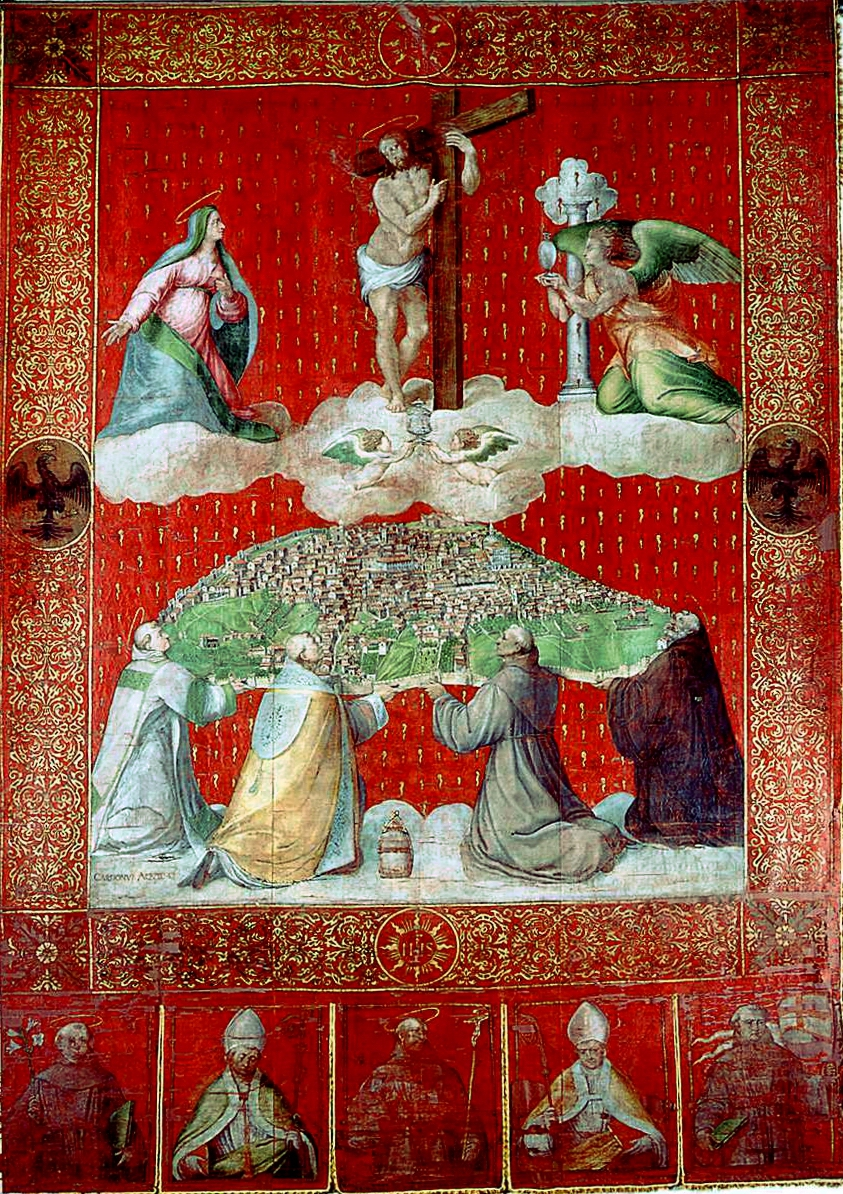
Gonfalone della Città dell'Aquila di Giovan Paolo Cardone, in basso è visibile la città

Altre disegni della città, che in un certo qual modo, malgrado licenze poetiche dei pittori, sono visibili nei cicli di affreschi della chiesa di San Silvestro, nel Quarto Santa Maria, del XIV-XV secolo, opera forse di Saturnino Gatti o del Maestro di Beffi, poi nell'opera Vita di San Giovanni da Capestrano di Giovanni di Bartolomeo (1485) ca., soprattutto nel riquadro della predica, dove si mostra una chiesa romanica, l'antica chiesa di San Giovanni di Lucoli, poi di San Marciano. L'ultima grande opera è il Gonfalone della città dell'Aquila di Giovan Paolo Cardone, che sotto la figura del Cristo portatore della croce, dei monaci Osservanti di San Bernardino tengono tra le mani in cerchio la "conca aquilana", con la città molto ben rappresentata, prima del sisma del 1703.

### Il rinnovo dopo il 1703

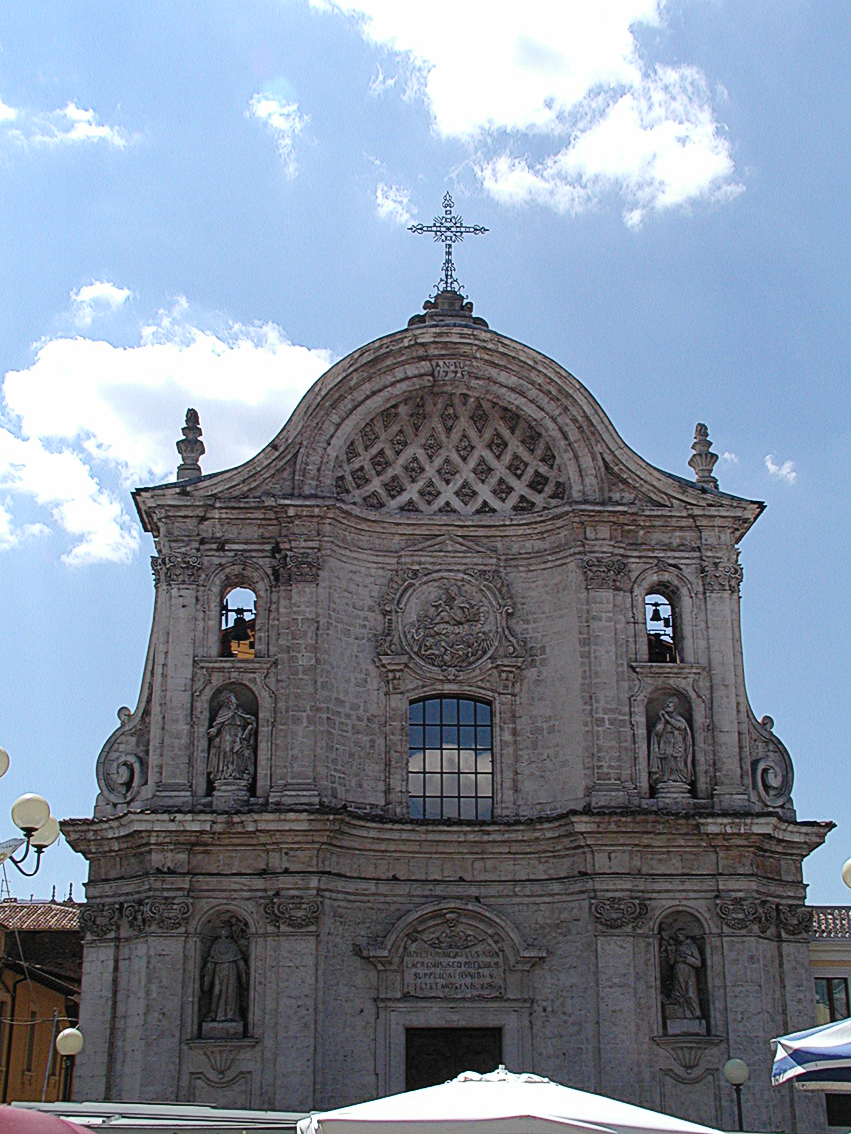
Chiesa delle Anime Sante in Piazza Duomo

Il rinnovo figurativo del dopo 1703, si ripropone attraverso la riqualificazione degli spazi e degli assi urbani con protagonismo esclusivo dell'architettura in presenza di una sostanziale invarianza del tessuto urbano storico. Le piazze si arricchiscono di opere architettoniche che ne modificano i valori percettivi e spaziali, attraverso proposizione spesso antagoniste alle preesistenze, come l'inserimento di Palazzo Centi (1752-66) in Piazza Santa Giusta, davanti alla chiesa omonima, che dal punto di vista formale e volumetrico sovrasta la chiesa stessa; il salto di scala spaziale e e figurativo di Piazza Santa Maria di Roio con le quinte dei Palazzi Rivera (1746) e Persichetti, il Palazzo Ardinghelli (1732-42) in Piazza Santa Maria Paganica, il Palazzo Pica Alfieri (1711-27) in Piazza Santa Margherita, lungo via Andrea Bafile, a suggellarne la definizione spaziale e figurativa, unitamente al Palazzetto della Congregazione dei Nobili (1708-1715), il Palazzo Antonelli (1712), in Piazza Fontesecco, sulla Piazza San Biagio la chiesa di Santa Caterina martire (1745) a forma ellittica, opera di Ferdinando Fuga, e il Palazzo Gaglioffi-Benedetti, coevo,; poi su Piazza San Marco la neo-ricostruita chiesa di Sant'Agostino (1705-1725), sulla piazzetta Annunziata il Palazzo Carli (1711-1725), su Piazza San Marciano il Palazzo Rustici, su Piazza San Pietro il Palazzo Porcinari (1732), su Piazza Duomo la neocostituita chiesa delle Anime Sante (1713-75), su Piazza San Basilio la chiesa e monastero (ante 1713-1750).
Le strade si animano di molteplici nuove costruzioni che modificano il mero valore di spazio compreso tra le quinte: via A. Bafile (già via Roma, nella parte mezzana tra il viale e il corso Umberto, altezza di Piazza S. Margherita-Palazzo Carli), con i Palazzi Quinzi (1721-25) e Pica Alfieri; via Camponeschi con la lunga facciata del Palazzo omonimo sede del Collegio del Gesù (1700-67), annesso alla chiesa dei Gesuiti; via Roio con Palazzi Antonelli, Rivera e Persichetti; via Santa Giusta con Palazzo Manieri (1708-52), risvoltante con interessante soluzione angolare su Corso Federico II; poi via Sassa con Palazzi Gaglioffi-Benedetti e Antonelli (1710-12); via Garibaldi con Palazzo Antinori su Piazza Chiarino (1756-61); via delle Buone Novelle con Palazzo Zuzi (1760); via Cavour con Palazzo Ienca (1710-21); via Antonelli con Palazzo Petropaoli (1743-57); via San Marciano con i Palazzi De Nardis-Oliva-Vetusti (1744, l'Oliva Vetusti del 1755), via Burri con Palazzo Burri-Corsi (1750).
Oltre ad episodi minori, quali la facciata tardo barocco a tre luci su via Rustici, le finestre con balconcini rococò dell'ultimo piano a Piazza Bariscianello, via Bominaco e via Patini; il portale di Palazzo Nodari-Gagliardi-Sardi (1710) in Piazza San Flaviano, la facciata di Palazzo Ciampella in via Cascina. Dunque la tipologia di impianto dei palazzi aquilani del XVIII secolo è definibile come il prodotto di programmi edilizi spesso rimasti incompiuti, e di confronto con storiche preesistente medievali-rinascimentali.
Il caso classico del rifacimento è il rimodernamento che naturalmente oscilla dalla semplice riconfigurazione del piano nobile, e comunque degli spazi rappresentativi, al parziale o totale rifacimento della struttura, con opere di rifusione, omogeneizzazione della facciata, rare soluzioni di rifacimento ex novo dalle fondamenta, come Palazzo Centi e Palazzo Ardinghelli. Soprattutto il Palazzo Centi, che risulta essere l'esempio principe del barocco aquilano, venne edificato isolato sulla piazza, mentre per gli altri palazzi si hanno soluzioni di testata dell'isolato, come il Palazzo Rivera in Piazza Santa Maria di Roio, Palazzo Antonelli a Piazza Fontesecco, Palazzo Manieri di via Bazzano, Palazzo Carli, articolazioni su due fronti, come Palazzo Benedetti di via Sassa, Palazzo Ciccozzi di via Indipendenza-via Simeonibus, Palazzo Persichetti in Piazza Santa Maria di Roio con risvolto in via Cesura, Palazzo Pica Alfieri su Piazza Santa Margherita con risvolto in via San Martino, Palazzo Antonelli di via Roio con risvolto in via Seminario, Palazzo Quinzi di via Andrea Bafile con risvolto in via san Martino, Palazzo Ardinghelli con risvolto sulla via omonima; mono-affacciato, ossia Palazzo Rustici su Piazza San Marciano, Palazzo Zuzi, Palazzo Antinori in Piazza Chiarino, il Collegio dei Gesuiti di via Camponeschi, il monastero di San Basilio, Palazzo Antonelli di via Sassa, Palazzo De Nardis Oliva Vetusti.
Rispetto alla tecnica dello spazio-corte, si verificano situazioni molto differenti: inglobamento dei cortili preesistenti come nel caso di Palazzo Antonelli, in via Roio che metabolizza nella nuova struttura ben tre cortili ad archi e colonne di formazione cinquecentesca, e similmente nel Palazzo Rivera; corte con compiuta articolazione spaziale e qualificazione architettonica come per la configurazione barocca dei Palazzi Carli, Quinzi e Benedetti con loggiato su tre lati, e Ardinghelli con la particolare conformazione semicircolare su Piazza S. Maria Paganica; corte con modesta qualificazione spaziale ed architettonica nei Plaazzi Pica Alfieri, Centi e Rivera; corte priva di qualificazione spaziale per i Palazzi Manieri, Antonelli di Piazza Fontesecco, Ciccozzi, Antinori, Persichetti, Rustici e Zuzi; in seguito la corte assente nel monastero non compiuto di San Basilio, e nei Palazzi Burri, Pietropaoli, Nardis-Oliva-Vetusti,; a parte i Palazzi Antonelli di via Sassa e Ienca, parzialmente interessati dalle demolizioni del 1941 per creare la nuova via Sallustio, per cui va sospesa la valutazione, se non quella per la facciata.

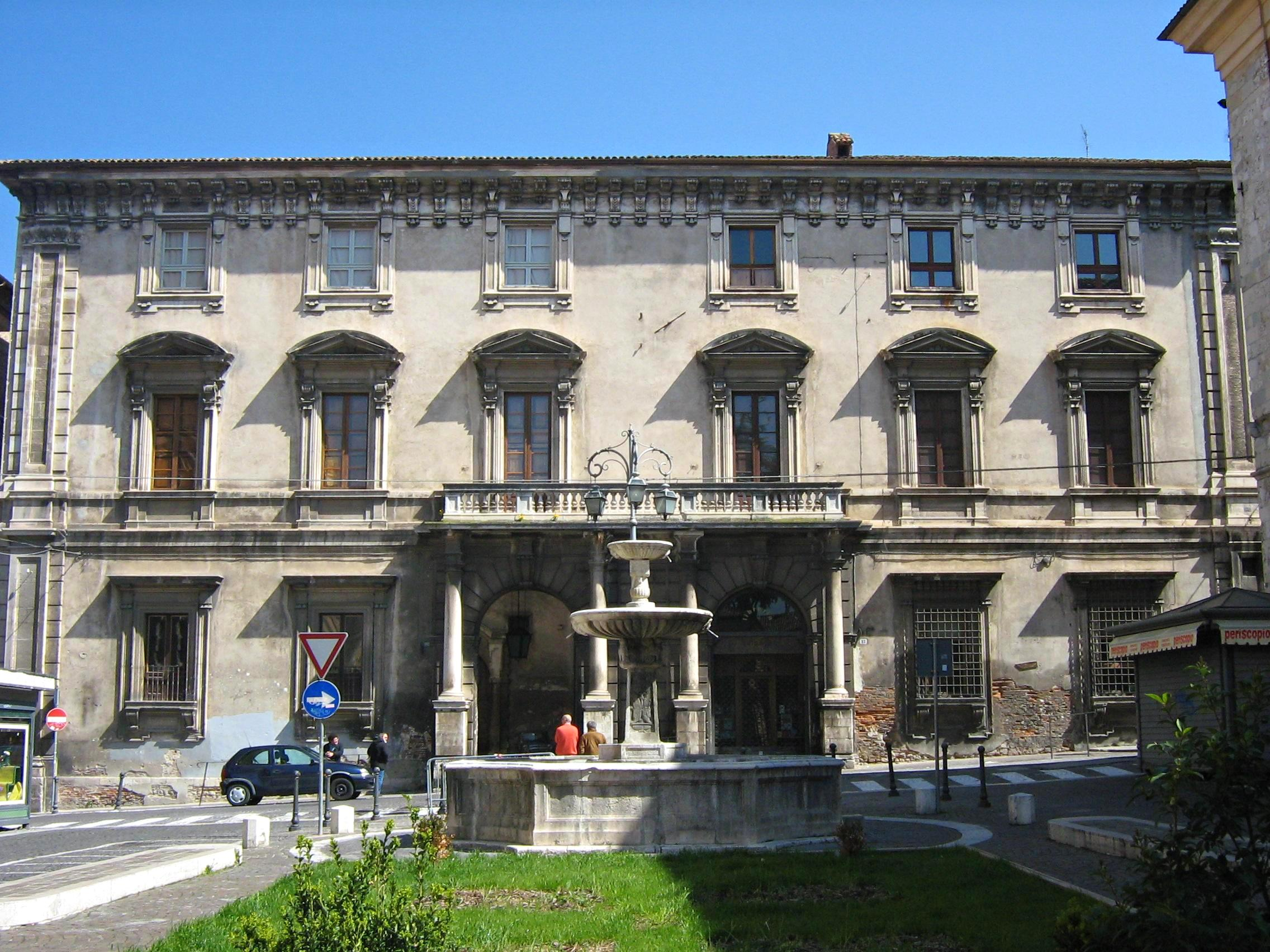
Palazzo Pica Alfieri

Altre modifiche riguardano le facciate, l'ordine delle finestre, alcune anche dipinte, per non compromettere l'equilibrio dell'impaginato e la costanza dei ritmi; è il caso di Palazzo Antonelli di via Roio e di Palazzo Zuzi. Per il Palazzo Zuzi si suppone la maestranza di Cicco da Pescocostanzo, ma non fu ciertamente il solo architetto che si occupò della costruzione, mentre si ha notizia certa degli architetti che si occuparono del ridisegno delle chiese maggiori, come Sebastiano Cipriani, allievo di Carlo Fontana, che si occupò di San Bernardino, del Duomo di San Massimo (1708-anni '50 del Settecento), della chiesa di San Basilio, e Palazzo Antonelli; poi Carlo Buratti, sempre allievo del Fontana, attivo a L'Aquila dal 1708 al 1733, che progettò la chiesa delle Anime Sante, per la facciata subentrò l'aquilano Leomporri (1770-75), poi Filippo Barigioni, che nel 1730 restaurò San Bernardino per la cappella interna, Ferdinando Fuga, realizzatore di Santa Caterina martire nel 1745. Dunque la ricostruzione barocca aquilana venne fortemente influenzata dall'intromissione della cultura romana, ma non solo, tanto che il centro storico risulta comunicare una pluralità di linguaggi stilistici facenti capo all'arte barocca, soprattutto per i casi di Santa Caterina, del Duomo e di Sant'Agostino dove operò il Cipriani.
L'edilizia civile aquilana appare da sempre caratterizzata da un'accentuata orizzontalità dei volumi, da una prevalenza della massa costruita nel rapporto pieno-vuoto, dalla costante riproposizione di cantonali in pietra di notevole evidenza formale, caratteri che vanno certamente ricondotti a una consolidata tradizione costruttiva, ben consapevole della storicità sismica del territorio. Dell'architettura cinquecentesca romano-toscana si prende il modello della facciata del palazzo nella definizione di Sangallo del tipo formale, caratterizzata dall'organizzazione a più piani per fasce sovrapposte, definizione formale dell'elemento seriale della finestra, allineamento orizzontale e verticale delle finestrature con interassi di regola costanti, finitura della parete d'intonaco, chiusura laterale dei fonti con angolari bugnati, rinuncia all'accentuazione plastica dei portali, cornicione di chiusura superiore.
Al contrario con l'arte tardo barocco della metà Settecento, s'impostano nell'architettura aquilana tre tipi di facciata: a due ordini di finestrati sovrapposti, piano terra e piano nobile, a tre ordini con attico, a tre ordini equivalenti. Al primo gruppo appartengono il fronte del monastero di San Basilio, del Collegio dei Gesuiti, e dei Palazzi Zuzi e Burri, per lo schema a tre ordini con attico si riferiscono i Palazzi Antonelli di via Roio, Rivera, Persichetti, Manieri, Ciccozzi, Antinori, Rustici, mentre per l'ultimo schema i palazzi Carli, Quinzi, Pica Alfieri, Antonelli di Piazza Fontesecco, Centi, Antonelli, Pietropaoli;, diverso il discorso per i palazzi Benedetti e Ienca, non caratterizzati dall'organizzazione a fasce orizzontali, anzi impostati su soluzioni molto verticali

### Trasformazione otto-novecentesca

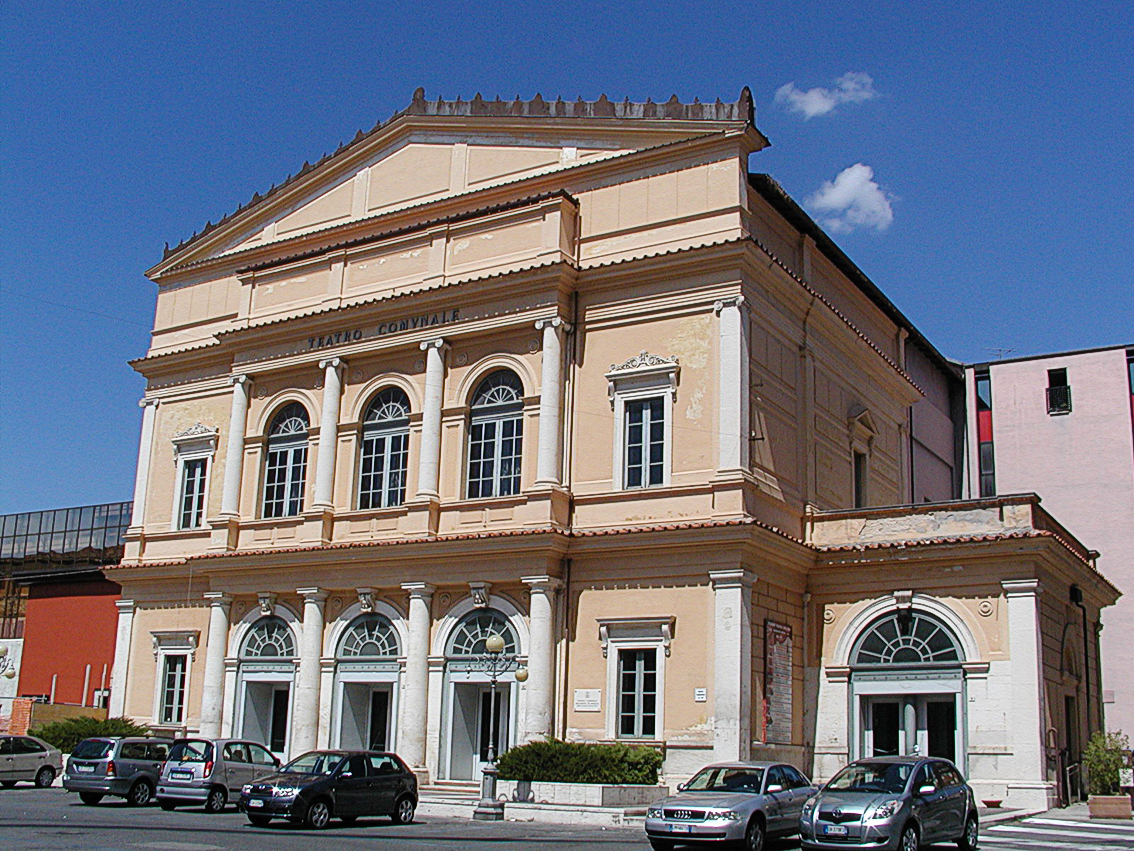
Teatro comunale nel 2007

La città contemporanea dell'Aquila vede le maggiori modifiche degli ultimi 200 anni nel rione Santa Maria e in Santa Giusta. I processi caratterizzanti sono il sostanziale rispetto dei tracciati storici, con la riconfigurazione tuttavia edilizia dei fronti e del tessuto interno agli isolati, l'estensione dell'abitato nelle aree periferiche interne alle mura. Sino all'inizio del Novecento essere erano occupate da zone verdi, da orti e campagne, la saturazione degli spazi vuoti nel centro storico, e infine interventi di sostituzione edilizia hanno determinato il grande cambiamento tra fine Ottocento e inizio Novecento della città.
Il disegno degli assi viari storici si mantiene costante, ad accezione del nuovo tracciato fascista di viale Duca degli Abruzzi, realizzato mediante la distruzione totale del rione Genca, che era in parte sopravvissuto dopo la costruzione del Castello spagnolo nel XVI secolo, con la distruzione della chiesa di San Benedetto d'Arischia, e di quella di Santa Maria del Vasto (detta anche di San Leonardo, la cui facciata romanica fu rimontata sulla chiesetta degli Angeli presso via di Porta Napoli); l'asse di via Roma viene prolungato ad ovest oltre le mura di Porta Barete, che venne demolita e mai più ricostruita, creando un'insanabile frattura rimasta invariata per secoli tra la città e la campagna di Pile, che pian piano iniziava ad urbanizzarsi. Interventi minori realizzati nei primissimi anni del Novecento comportarono il completamento della facciata di Palazzo Ardinghelli con la costruzione dello scalone monumentale, e la demolizione totale del vecchio Palazzo De Rosis Ciampella, grandeggiando sopra le costruzioni rinascimentali del Palazzo Cappa Camponeschi e delle Case Oliva-Cappa.
Nell'Ottocento si ebbe la ridefinizione edilizia della casa alto-borghese, con al primo e secondo piano le stanze residenziali, al pianterreno le aperture delle botteghe, sopravvivono alcuni cortili storici quattro-cinquecenteschi, come quello di Palazzo De Rosis in via S. Benedetto in Perillis, la casa di Corso Vittorio Emanuele (poi demolita negli anni Trenta), la casa con il cortile di via Bominaco. Nell'ambito di queste ennesime rifusioni edilizie, le chiese di campagna e di minori importanza, come Santa Maria di Cascina su viale Francesco Crispi (dove oggi sorge la parrocchia di Cristo Re), lungo via Garibaldi scompaiono: San Leonardo dei Porcinari, Santa Maria di Gignano e la chiesa dei Santi Giustino e Martino presso Piazza Chiarino (demolita durante il fascismo), a ridosso delle mura settentrionali viene demolita la chiesa dei Santi Pietro e Nicolò, in via Verdi crolla Santa Maria di Intervera. La pianta del Vandi del 1753 testimonia che all'epoca erano state già distrutte le chiese di San Martino di Pescomaggiore, San Flaviano di Barisciano, il conservatorio delle terziarie francescane di Santa Elisabetta, il monastero cistercense di Santa Maria Nuova

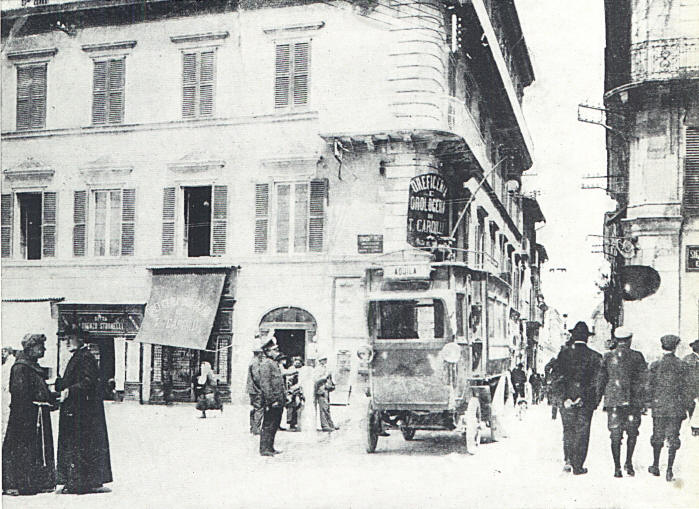
L'Aquila nel 1924: Piazza Duomo e ingresso al Corso Vittorio Emanuele

In particolare la demolizione della chiesa dei SS. Martino e Giustino a Piazza Chiarino comportò la modificazione del perimetro della piazza apertasi su via Garibaldi, orientata verso nord dalla facciata del Palazzo Antinori. Per quanto riguarda i complessi religiosi, al sisma sono da aggiungere gli effetti indotti dalle leggi napoleoniche e dalle nuove destinazioni d'uso del Regno d'Italia. A L'Aquila tra il 1807 e il 1809 vengono soppresso la maggior parte degli ordini religiosi, e demanializzate le loro proprietà. Nella prima metà dell'Ottocento il monastero di Santa Maria dei Raccomandati viene convertito in Municipio, nella seconda metà del secolo usato anche come scuola, dall'inizio del Novecento divenne un museo musicale; il monastero di Sant'Agnese a nord di Porta Paganica continua ad essere impiegato per le congregazioni religiose sino al 1875, quando vi si insedia l'ospedale civile San Salvatore, il complesso del Carmine diventa caserma e analogamente parte del convento di San Bernardino, quest'ultimo demanializzato nel 1866

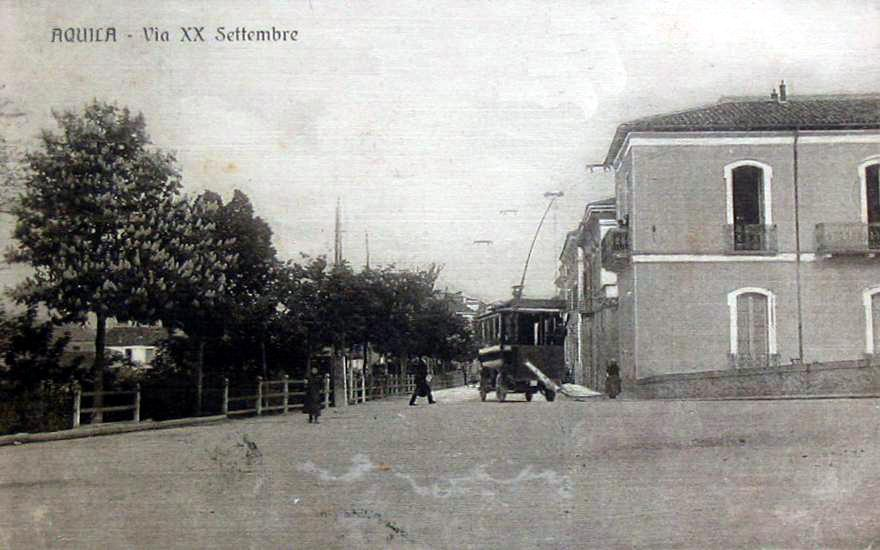
Via XX Settembre nel primissimo Novecento

Per quanto concerne i giardini e gli orti a ridosso delle mura, occupati successivamente dagli anni Trenta del Novecento, si hanno i giardini delle chiese di San Nicola d'Anza ad ovest, di San Benedetto d'Arischia, di Santa Maria del Vasto, dei monasteri di Santa Lucia, San Basilio e Sant'Amico, dei conventi del Carmine a nord-est, e di San Bernardino. Dall'apertura nel 1933 del viale Duca degli Abruzzi, inizia il processo di edificazione in queste aree; il viale parte dal piazzale del Castello, a sud del monastero di Sant'Amico, quindi è tangente all'abside della chiesa di San Silvestro presso Porta Branconia, giungendo a Porta Romana, collegandosi con il nuovo viale Papa Giovanni XXIII, più successivo. Demolita la chiesa di San Benedetto, sono tranciati gli isolati lungo via Arischia, via San Pietro, via Pretatti, via Roma, via Barete; il viale che procede secondo propria livelletta, richiede la configurazione delle intersezioni stradali, risolte con semplici scalinate: l'antica via Cascina che si prolungava sino a via Sant'Agnese, è troncata nel mezzo. L'ospedale di San Salvatore con scuola di ostetricia venne rifatto tra il 1931 e il '34, facendo quasi perdere completamente l'aspetto della chiesa di Sant'Agnese. Si ridisegna l'asse viario, a sud, di viale XX Settembre, che dal sobborgo di Cascina permette una facile circumnavigazione del rione San Marciano, arrivando direttamente a Campo di Pile passando Porta Roiana e Porta Lucoli.

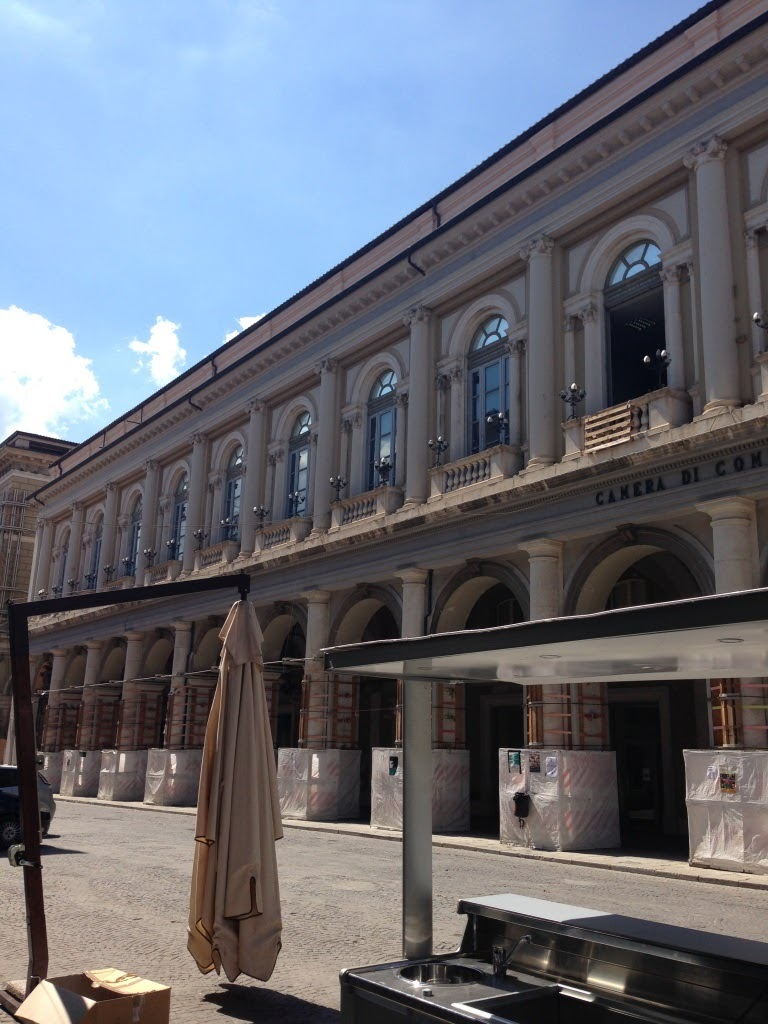
La Camera di Commercio presso il Palazzo del Convitto sul corso Vittorio Emanuele, ricavato dal monastero di San Francesco a Palazzo

Il sobborgo di Cascina viene completamente modificato già nel periodo unitario con la realizzazione della villa comunale, dotatasi nel 1928 del Monumento ai caduti di Nicola D'Antino, viene creato il viale Crispi (ex strada di Porta Napoli), che collega verticalmente la Porta San Ferdinando (appunto Porta Napoli) sino al Corso Federico II. Questo sobborgo dunque si popola di abitazioni residenziali civili di gusto eclettico (liberty-neoclassico-neorinascimentale), e di costruzioni d'importanza come la parrocchia di Cristo Re (1934) in stile razionalista, la Casa della Giovane Italiana, l'ex Casa del Balilla (oggi Rettorato del Gran Sasso Science Institute), e la moderna costruzione del Consiglio della Regione Abruzzo, edificato dietro il Palazzo dell'Emiciclo (1888), massima costruzione civile neoclassica di Carlo Waldis, che venne progettata sopra lo sconsacrato convento di San Michele dentro le mura. Tracciato poi il diretto viale di Collemaggio che porta alla basilica, gli interventi di trasformazione durante il fascismo interessano completamente l'asse verticale del Corso Federico II-Corso Vittorio Emanuele: il primo viene quasi del tutto stravolto con la demolizione totale delle case civili e l'edificazione di palazzi di rappresentanza e di uffici, come L'INPS e prima di essa il Grande Albergo del Parco prospettante sulla villa (1941), il Cinema Massimo, il Palazzo delle Assicurazioni, la Banca d'Italia, mentre sul corso Vittorio Emanuele vengono realizzati vari palazzi in stile neoclassico con i portici, che si collegano al Palazzo del Convitto di San Francesco, ospitando la Cassa di Risparmio e la Camera di Commercio, mentre sul lato di destra sono realizzati INAIL in chiaro stile razionalista (1934-36), che mediante via San Bernardino si collega al Palazzo degli Uffici Amministrativi, mediante un lungo porticato; successivamente sono costruiti anche il Palazzo della Banca di Roma e all'ingresso dal Castello i due palazzi gemelli: Palazzo Leoni e Casa del Combattente o del Mutilato. Il completo progetto di riqualificazione urbanistica promosso dal fascismo è stato riportato nel Piano Regolatore del 1940-41: prevedeva una estesa espansione fuori le mura ma anche la realizzazione di una nuova piazza del regime con un'alta torre littoria al posto dei 4 cantoni proseguendo i portici fino alla piazza Regina Margherita. Il Piano Regolatore, redatto da Cipriano Oppo, Alfredo Cortelli e Mario Gioia non venne approvato per la caduta del regime fascista.

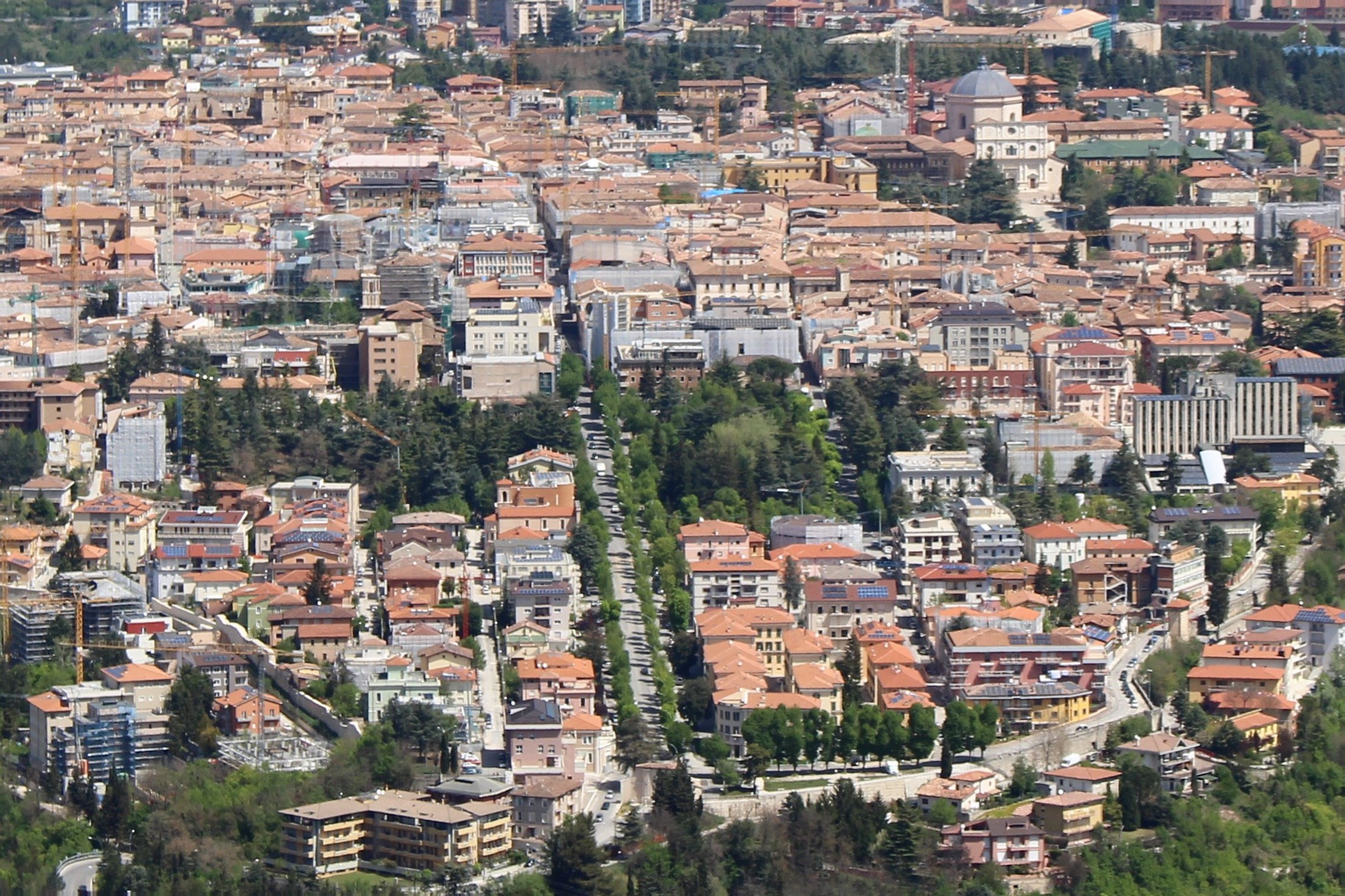
Veduta panoramica di viale Porta Napoli, della villa comunale, e dell'ingresso al centro storico

Nuovi ampliamenti sono eseguiti nel 1951, e poi sempre di più negli anni seguenti, con la realizzazione di alcune moderne strutture nel centro storico, demolite in seguito ai danneggiamenti del sisma del 2009, come in via Sallustio e in Piazzale Fontesecco, o anche in via XX Settembre, demolizioni iniziate nel 2017 con l'ex Casa dello Studente. Sempre nel centro storico, un vasto processo edilizio realizzato a nord, iniziato sempre negli anni Trenta con la costruzione del rione Costanzo Ciano presso Santa Maria di Forfona, interessa i rioni di Santa Maria e di San Pietro. Nel primo venne rifatto tutto il tessuto pressoché vergine posto dietro l'abside della basilica di San Bernardino, compreso tra questa via e via Castello, mentre ad ovest la parte del sobborgo Santa Croce di via Roma e di viale Duca degli Abruzzi-via San Giovanni Bosco, a ridosso delle mura, venne completamente popolato da palazzine di modesta fattura e resistenza sismica, dato che sono ancora sfregiate dal terremoto del 2009, e in attesa di demolizione. Stesso caso può dirsi per la parte nord di via XX Settembre, dove vennero popolati i locali di Tornimparte e Preturo costruendo gli isolati e i tracciati abitativi di via dei Marsi e via dei Frentani, a ridosso di Porta Stazione e Porta Romana; in passato fino alla seconda guerra mondiale, l'area verde era occupata soltanto dalla Caserma del IX Reggimento di Fanteria "Francesco De Rosa".

### Urbanistica dopo il terremoto del 2009
In seguito al grave sisma del 6 aprile, varie società private insieme all'intervento stesso dell'ex presidente Silvio Berlusconi per mezzo del commissario Guido Bertolaso s'attivarono per ospitare gli oltre 100.000 sfollati non in tende e ricoveri di fortuna, ma realizzando vere e proprie "new-towns", a ridosso dei centri colpiti. Ancora oggi l'operatore del progetto C.A.S.E. è chiaramente visibile nei pressi dei 52 comuni del cratere sismico, e nelle contrade limitrofe il centro dell'Aquila, consistenti in casette residenziali provviste di garage con piloni di ferro antisismici e giardinetti antistanti.

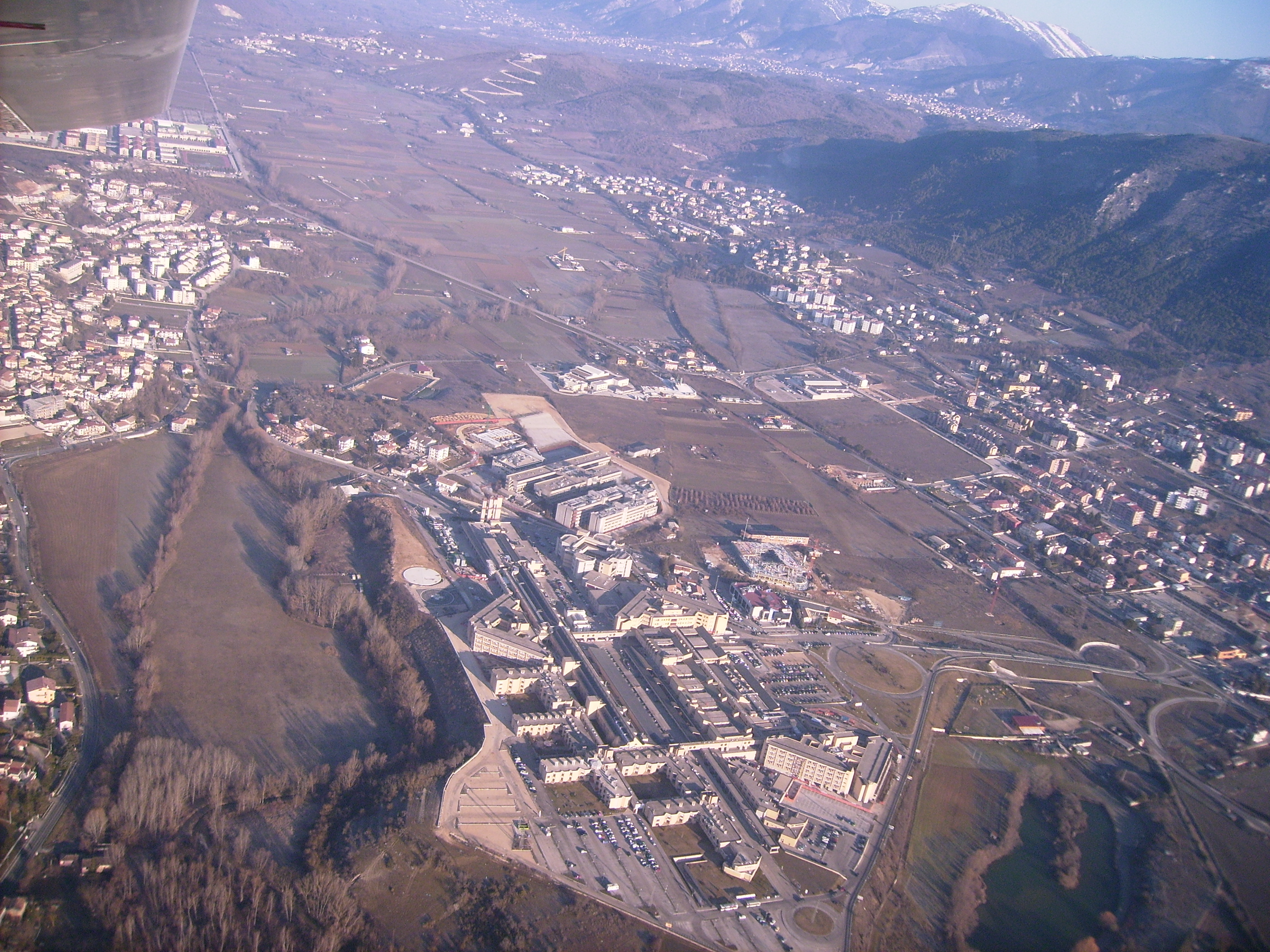
Veduta dell'ospedale nuovo San Salvatore a Coppito, anno 2009

In contemporanea al fenomeno della gestione dell'emergenza sono stati attuati diversi piani di modernizzazione e collegamenti delle piccole realtà extraurbane, soprattutto delle contrade di Sassa, Preturo, Paganica, Onna, Coppito, Pile-Pettino, Roio, Bazzano e Bagno, ossia la realizzazione di nuove strade di collegamento, stazioni, incremento edificatorio nelle compagne di Onna-Monticchio ad est, e a Roio Poggio-Bagno a sud-est, e presso Sassa-Pile e Pettino sulla fascia sud-occidentale. Già piccoli quartieri moderni, interamente sorti negli anni '60-'70, a ridosso delle mura aquilane, oggi sono stati completamente collegati e inglobati nell'area metropolitana, vale a dire del quartiere Torretta-Sant'Elia, che mediante via Strinella da sud si collega all'area della Questura-cimitero, mentre a nord si trova il quartiere Torrione che mediante una nuova strada si collega a San Giacomo, e poi ad Aragno e Assergi.
Tuttavia oggi, benché manchi di un fulcro orografico vero e proprio che non sia l'area mercantile di Piazza d'Armi, il nucleo moderno aquilano del commercio, dell'università, e di uffici amministrativi dislocati, nonché dell'uscita del casello autostradale 123 "Autostrada dei Parchi", è il contado di Campo di Pile, che include l'area del centro commerciale L'Aquilone, di Coppito scalo col nuovo ospedale San Salvatore, e di Pettino, posta più a nord-ovest, dove si trova il Palazzo Silone (1997), sede moderna e alternativa del Palazzo dell'Emiciclo del Consiglio Regionale dell'Abruzzo.

## Descrizione

### Centro storico
Il centro storico aquilano è stato fondato secondo uno specifico schema a scacchiera di cardi, decumani e piazze da dei coloni con-focolieri dei "castelli" che popolavano il circondario attorno al villaggio di Acculi (presso il Borgo Rivera delle 99 cannelle, da cui il nome "Acquili", e poi Aquila), come Paganica, Assergi, Collebrincioni, San Vittorino, Coppito, Camarda e Roio. La leggenda vuole che 99 castelli fondassero la città nel 1254, sotto il patronato di Federico II di Svevia, distrutta cinque anni dopo da Manfredi di Svevia e ricostruita dal 1265 per volere di Carlo I d'Angiò.
Fu studiata l'espansione del primo villaggio per questioni economiche, dato che i confocolieri erano i mercanti e gli artigiani che, insieme ai contadini, desideravano liberarsi dal giogo delle baronie dei vari castelli: ogni lotto sarebbe andato in mano a una famiglia di grande rilievo, che avrebbe finanziato la costruzione della chiesa, e attorno sarebbero sorte le varie case coloniche. Tutto il nuovo centro sarebbe stato cinto da possenti mura, che abbracciavano un'area molto più vasta del territorio colonizzato, per lasciare spazio ai campi di coltivazione; tale vuoto fu colmato soltanto dall'espansione urbana della metà del '900.
La particolarità che rendell'Aquila una città unica in Italia sta appunto nella presenza di quattro principali quartieri la cui gestione era affidata a delle famiglie nobili, o di ricchi mercanti (come i Gaglioffi del quarto San Pietro), aventi i palazzi di rappresentanza, quattro chiese capoquartiere chiesa di Santa Giusta, chiesa di Santa Maria Paganica, chiesa di San Pietro a Coppito, chiesa di San Marciano) insieme ad altre chiese fondate come "duplicato" delle parrocchie già esistenti nei relativi castelli, delle piazze, e delle relative porte di accesso dalle mura medievali, quasi tutte conservatesi perfettamente.
I quarti dell'Aquila sono divisi in gruppi di due: i quarti "amiternini" posti ad Ovest, che volgono verso il borgo di San Vittorino, dove si trovava la romana Amiternum, e sono quelli di San Pietro e San Marciano; mentre gli altri due sono quelli "forconesi", che volgono ad Est, verso il comprensorio di Bagno, dove si trovava la città di Forcona, prima sede diocesana della città, e sono quelli di Santa Maria e Santa Giusta. Solo l'area di Piazza Duomo, con la relativa Cattedrale dei Santi Massimo e Giorgio fungeva da punto neutrale dall'amministrazione dei quartieri e delle parrocchie, mentre l'amministrazione pubblica era affidata al Capitano Regio, che stazionava presso il Municipio, ossia il Palazzo Margherita.

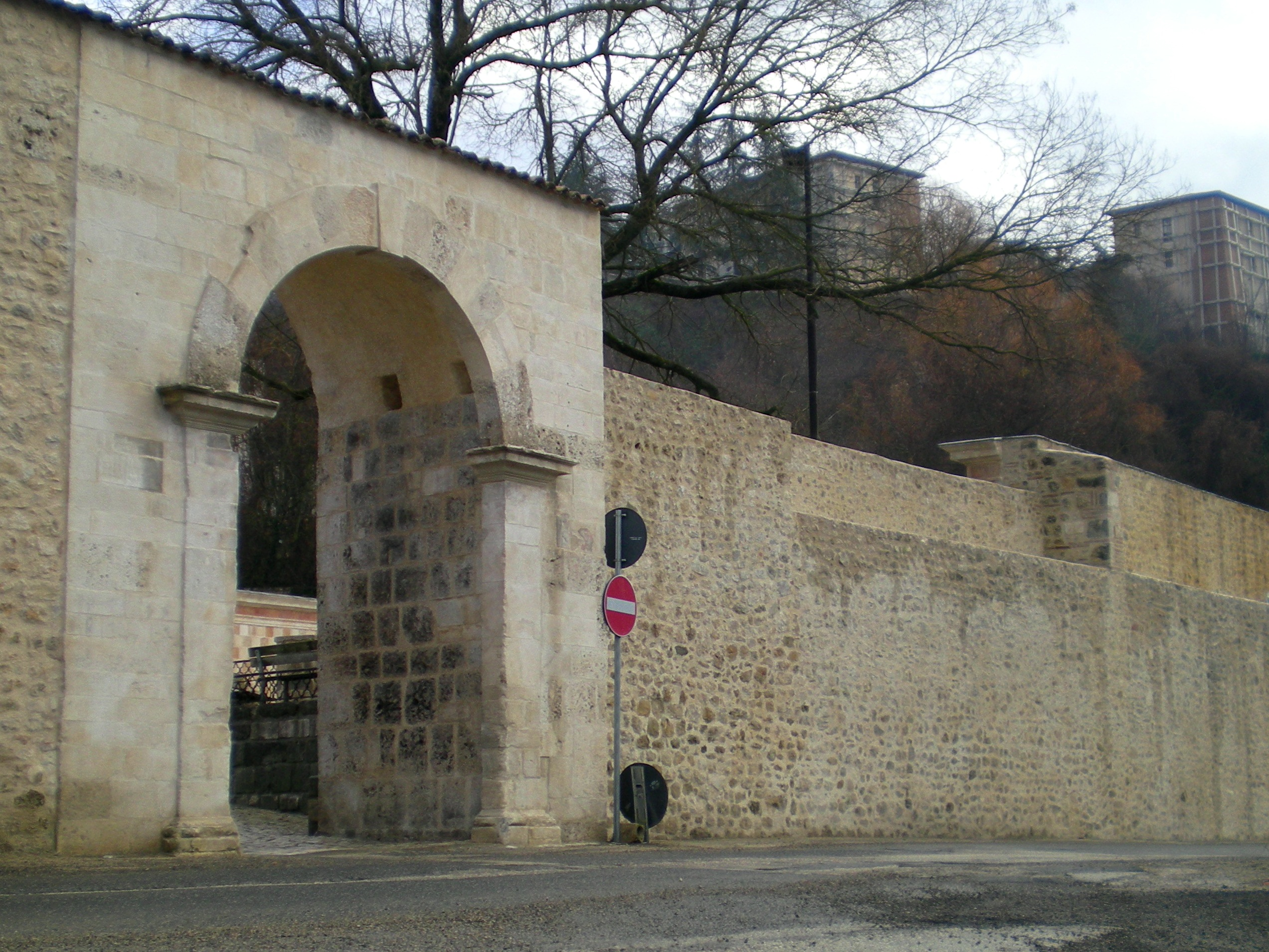
Porta Rivera

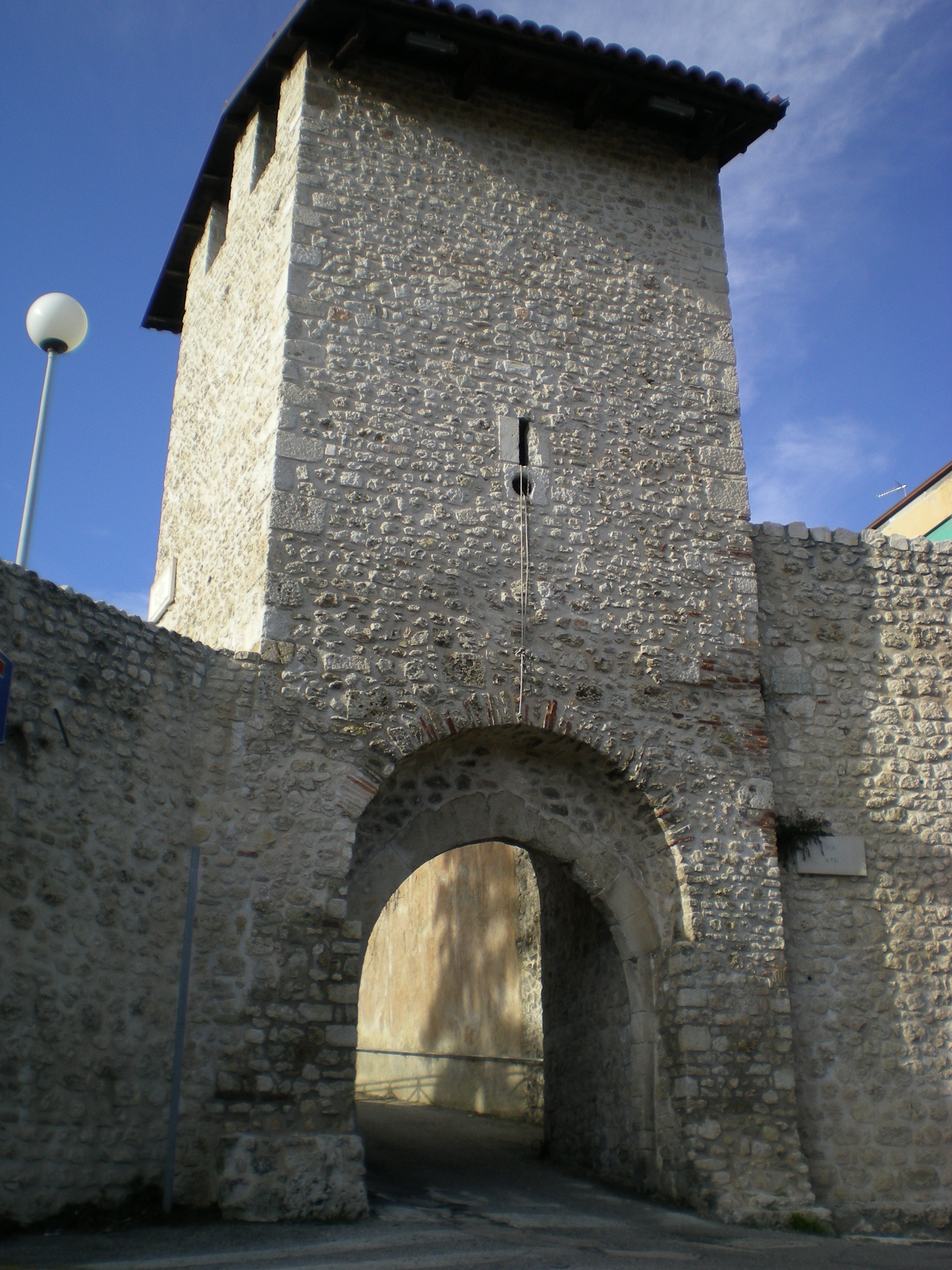
Porta Leone

Le mura abbracciano ancora quasi totalmente il centro storico, e sono scomparse solo in alcuni punti, come nella zona sud-est del viale di Collemaggio e nella porzione di via Papa Giovanni XXIII. Le porte di accesso sono:
- Porta Castello (nord-est) - via Castello
- Porta Leoni (est) - via Atri - Via P. Tedeschi
- Porta Bazzano (est) - via Fortebraccio
- Porta Tione (sud-est) - Costa Picenze
- Porta di Bagno (murata a sud-est) - via don Luigi Sturzo
- Porta Napoli (sud) - viale Francesco Crispi
- Porta Roiana o di Sant'Apollonia (murata, a sud, presso via XX Settembre)
- Porta Lucoli (coeva di Porta Roiana)
- Porta Rivera (sud-ovest, presso le 99 cannelle) - via Tancredi di Pentima
- Porta Stazione di Poggio Santa Maria (sud-ovest) - via Tancredi di Pentima, incrocio via Francesco F. Guelfi
- Porta Pilese (sud-ovest, scomparsa) doveva sorgere tra Porta Stazione porta Romana, in via XXV Aprile
- Porta Barete (ovest, semi-murata) - via Roma, sbocco su via XXV Aprile
- Porta Romana (appena dopo Porta Stazione) - via XXV Aprile
- Porta San Lorenzo (nord-ovest, murata) - via San Giovanni Bosco, all'altezza dell'Istituto femminile dell'Opera Salesiana
- Porta Branconia (nord) - viale Duca degli Abruzzi, in asse con l'abside della chiesa di San Silvestro
- Porta Paganica (a nord, presso il Castello, oggi distrutta per facilitare l'ingresso al corso Vittorio Emanuele) - sorgeva lungo lo storico viale delle Aquile, oggi via Ovidio

In disegno che ritrae il centro dell'Aquila, come si presentava la città ai tempi di Celestino V (XIII secolo), viene dettagliatamente spiegata la suddivisione dei Quarti, con i relativi "locali" di occupazione dei vari castelli fuori le mura. Soltanto lo spazio quasi baricentrico della "Piazza" era territorio neutrale.
Quarto Santa Maria
- Colle Branconio (Collebrincioni), presso Piazza San Silvestro, dove si trovano la chiesa di San Silvestro, il Palazzo Branconio e il Palazzo Farinosi Branconi, e Porta Branconia. Verso est, presso il Castello, è delimitato da via Tre Spighie, via d'Appari, via Collebrincioni, via Sant'Amico, via del Gusto e il viale Giuseppe Garibaldi. I monumenti di questa parte sono il Palazzo Antinori, la chiesa di Santa Maria della Misericordia e i due monasteri di Sant'Amico e San Basilio. Confina a sud-ovest con il piccolo locale della Genca.
- Paganica: il locale maggiore del quarto, presso Piazza Santa Maria, con la chiesa di Santa Maria Paganica, il Palazzo Ardinghelli, il Palazzo Cappa Camponeschi, la casa di Buccio di Ranallo. Le vie che comprende sono via Paganica, via Accursio, via Leosini, via Collepietro.
- Navelli: locale posto a sud-est di Paganica, delimitato da via de' Navelli, via Accursio, via Mazzini, via Bominaco: i monumenti principali sono la casa di Jacopo di Notar Nanni, il Palazzo Baroncelli-Cappa, la casa dove fu ospitato Giuseppe Mazzini, il Palazzo Carli Benedetti.
- Cascina e Gignano: due locali posti ad ovest di Paganica, al confine con i locali del quarto San Pietro, ed a nord con Collebrincioni; sono delimitati da via San Martino, via Garibaldi, Piazza Chiarino, via Caserma Angelini, via Veneziani, via dei Lombardi, e confinano con il quarto San Pittro nei locali di Arischia e Poppleto mediante via Cascina. I monumenti principali sono il Palazzo Lely Gualtieri, l'eclettico Palazzo Chiarino edificato sopra la storica chiesa di San Martino, il Palazzo Antinori.
- San Pietro della Genca: locale che sbocca in Piazza Battaglione degli Alpini, delimitato da via Genca e Costa Mandatario. Trasformato quasi completamente negli anni '30 con nuove strutture, di interesse aveva il Palazzo dei Giardini di Momolo e la chiesa di Santa Maria del Vasto, demolita per creare il viale Duca degli Abruzzi, la cui facciata è stata rimontata nella chiesetta di Santa Maria della Misericordia. Sopravvive il piccolo piazzale della Genca, antico punto vitale del sobborgo.
- Camarda: locale posto ad est di Paganica ed a nord di Navelli, compreso tra la zona ovest del corso Vittorio Emanuele, via Carlo Franchi, via Mazzini, via Altonati e via Leosini. Di grande interesse è il Palazzo Franchi-Fiore, insieme al Palazzo Paone Tatozzi.

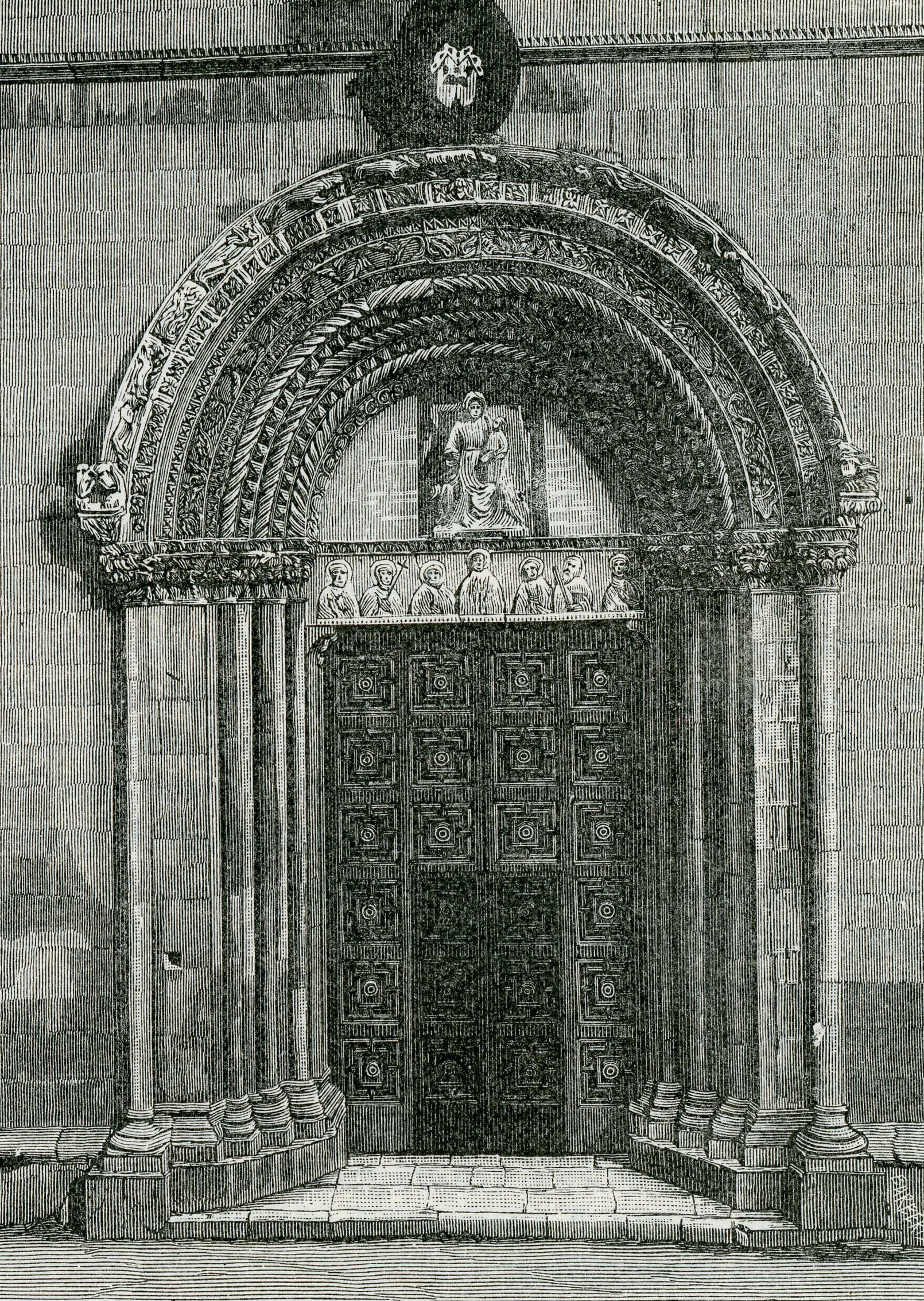
Immagine del portale di Santa Maria di Paganica

- Assergi: locale posto ad est del corso Vittorio, comprendente via Sali, via Assergi, via Castello, Piazza Regina Margherita, via del Carmine e via Adamo da Rotweill. Tra gli edifici di interesse ci sono la chiesa di Santa Maria del Carmine (ex Santa Maria d'Assergi) con convento, dei palazzi settecenteschi che si affacciano sul corso, e il teatro comunale.
- Terra Negra - Aragno - Guasto - Chiarino - Pescomaggiore - Filetto - Barisciano: sono tutti locali oggi completamente trasformati, che abbracciano l'area nord-est che si trova prospiciente la Basilica di San Bernardino, nel locale "Terra Negra". Il termine nord delle mura era presso Porta Paganica, oggi Porta Castello, le vie principali sono via Castello, via Pescomaggiore, via Arco delle Terziarie, via Sant'Elisabetta, via Zara, viale Vittorio Veneto e via Sinizzo. Data la scarsa abitabilità di questi locali, e la poca presenza di grandi monumenti, negli anni '60 tutta l'area è stata colonizzata da palazzine moderne, fino a via Vittorio Veneto, dove si trova l'abside di San Bernardino.
- San Demetrio - Sinizzo - Poggio Picenze - Terra Negra: sono i locali posti all'estremo sud del quarto Santa Maria. Il locale di Poggio Picenze abbraccia una vasta area del quarto che ad ovest sfocia nel corso, all'altezza dei "Quattro cantoni", presso via San Bernardino, ed è delimitato da via Giuseppe Verdi, via San Giovanni di Capestrano e Piazza Teatro, dove si trovano la scuola elementare De Amicis, il teatro comunale e il sagrato della basilica di San Bernardino, mentre Sinizzo e San Demetrio occupano la zona delle mura di Porta Leoni, lungo il decumano di via San Bernardino che diventa via Panfilo Tedeschi, che s'incrocia con il cardo di via Signorini Corsi, dove si trova il monastero della basilica.
- Forfona - San Nicandro e Prata - Villa San Basilio: ultimi locali posti a sud-est, a confine con via Fortebraccio del quarto Santa Giusta, a sud di Porta Leoni. Trattandosi di piccolissimi agglomerati, si sono sviluppati nel corso del Novecento, poiché prima vi erano solo delle chiese, come Santa Maria di Forfona, compresa negli anni '30 nel quartiere "Costanzo Ciano", con la Piazza Matteotti, via Santa Maria di Farfa, via Invalidi di Guerra, via Barbara Micarelli e via Maiella. Il punto d'incontro con il quarto sottostante è Piazza Bariscianello, dove inizia la scalinata di San Bernardino, e dove a sud parte via Fortebraccio che conduce a Porta Bazzano.

Quarto Santa Giusta

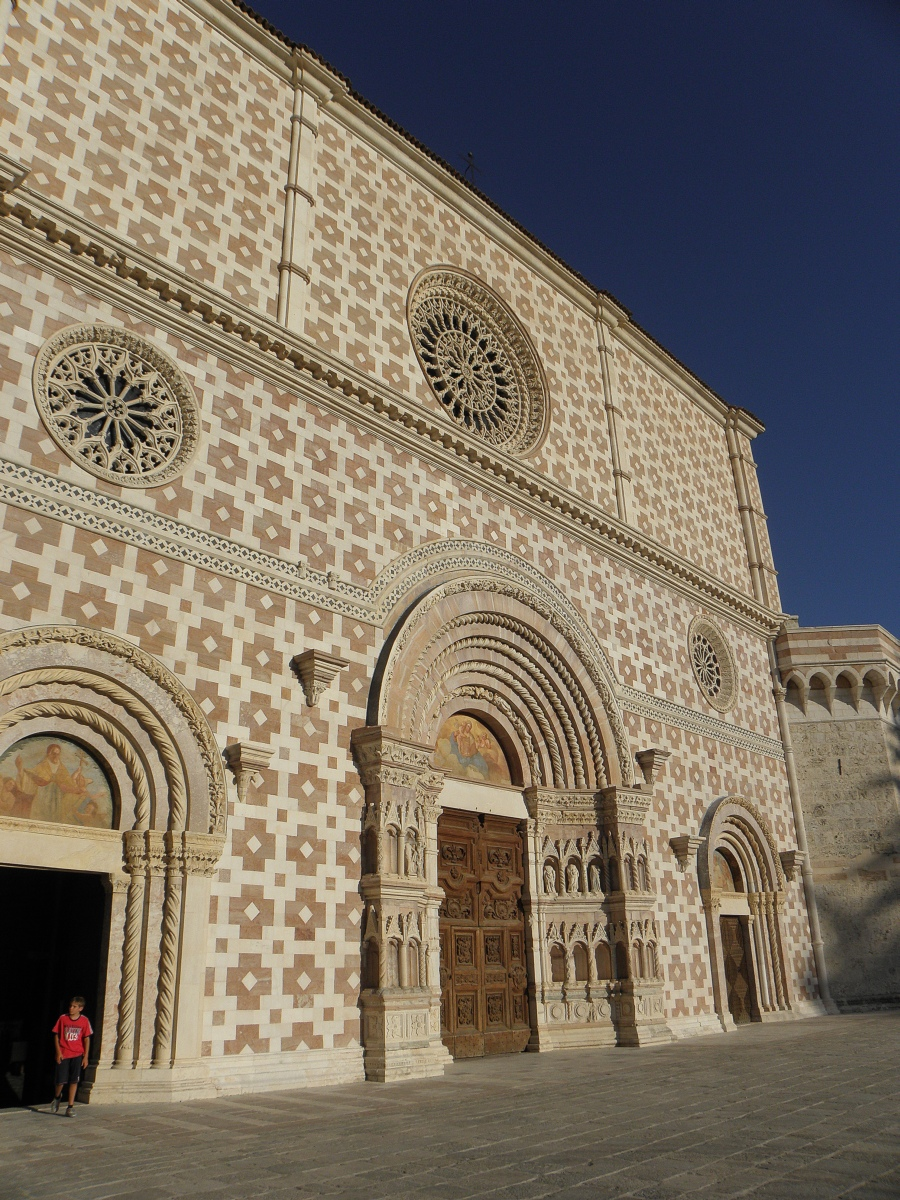
Santa Maria di Collemaggio

- La Torre: è il locale più grande del quarto fondati dai castellani di Goriano Valli di Tione degli Abruzzi, comprendente la parte nord, che all'estremo ovest confina col corso Vittorio Emanuele fino all'inizio della Piazza Duomo, all'estremo est è delimitato dalla costa di via Fortebraccio, che traccia una curva crescente fino a Porta Bazzano, dove si trova il minuscolo locale di Picenze. Le vie che delimitano questo quarto, oltre ai principali slarghi di Piazza Santa Giusta, Piazza San Flaviano, Piazza Silvestro dell'Aquila e Piazza Nove Martiri, sono via Goriano Valle, via Santa Giusta, via Casella, via Campana, via Crispomonti, via delle Grazie, la costa Masciarelli, la parte nord di via Guelfaglione, via Casella, costa Due Stelle, via Simonetto, Costa Due Archi e via San Crisante. I monumenti sono il Palazzo Cappa Cappelli, la chiesa di San Flaviano, il Monumento ai Nove Martiri, Palazzo Gagliardi Sardi, Palazzo dell'Albergo Sole, Palazzo Dragonetti De Torres, la Villa Alfieri, il convento di Santa Maria degli Angeli, Casa Lepidi in stile gotico.

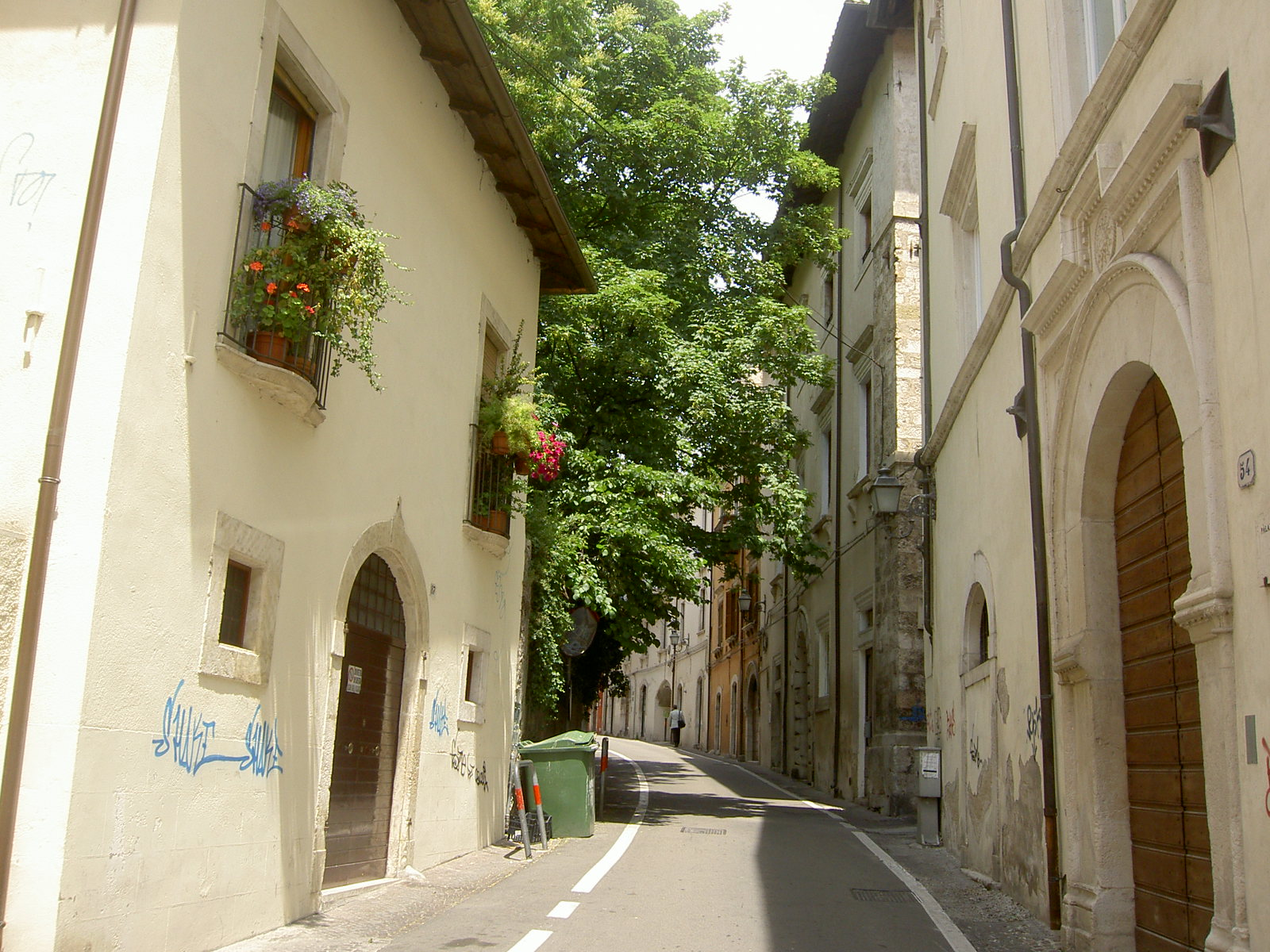
Via Fortebraccio

- Bazzano - Sant'Eusanio - Picenze - Goriano Valle: locali che compongono la seconda grande porzione del quarto a sud delle mura di Porta Tione, sono separati dal locale della Torre mediante via Clestino, il suo fulcro è nel sagrato della capoquartiere chiesa di Santa Giusta dei castellani di Bazzano, dove si trova anche l'ingresso del monumentale Palazzo Centi. Il cardo principale è via San Michele, seguito da via Goriano Valle, Corso Federico II (nel locale di Sant'Eusanio), mentre i decumani sono via Tione, via Giardini, via Luigi Rendina. La parte a sud di questo locale è stata ampiamente rimaneggiata negli anni '40, con la costruzione di monumentali strutture, come il Grande Albergo del Parco, il Palazzo dell'Istituto INPS e l'Hotel San Michele. Il nome di questo santo è associato all'antico convento dentro le mura che sorgeva dove oggi si staglia il Palazzo dell'Emiciclo, presso la villa comunale, sede del Consiglio Regionale dell'Abruzzo. La Porta Tione, presso le mura, dà il nome al piccolo locale di Picenze - Goriano Valle, i monumenti di maggiore interesse sono l'ex chiesa di Santa Maria di Picenze e il convento di San Paolo dei Barnabiti.

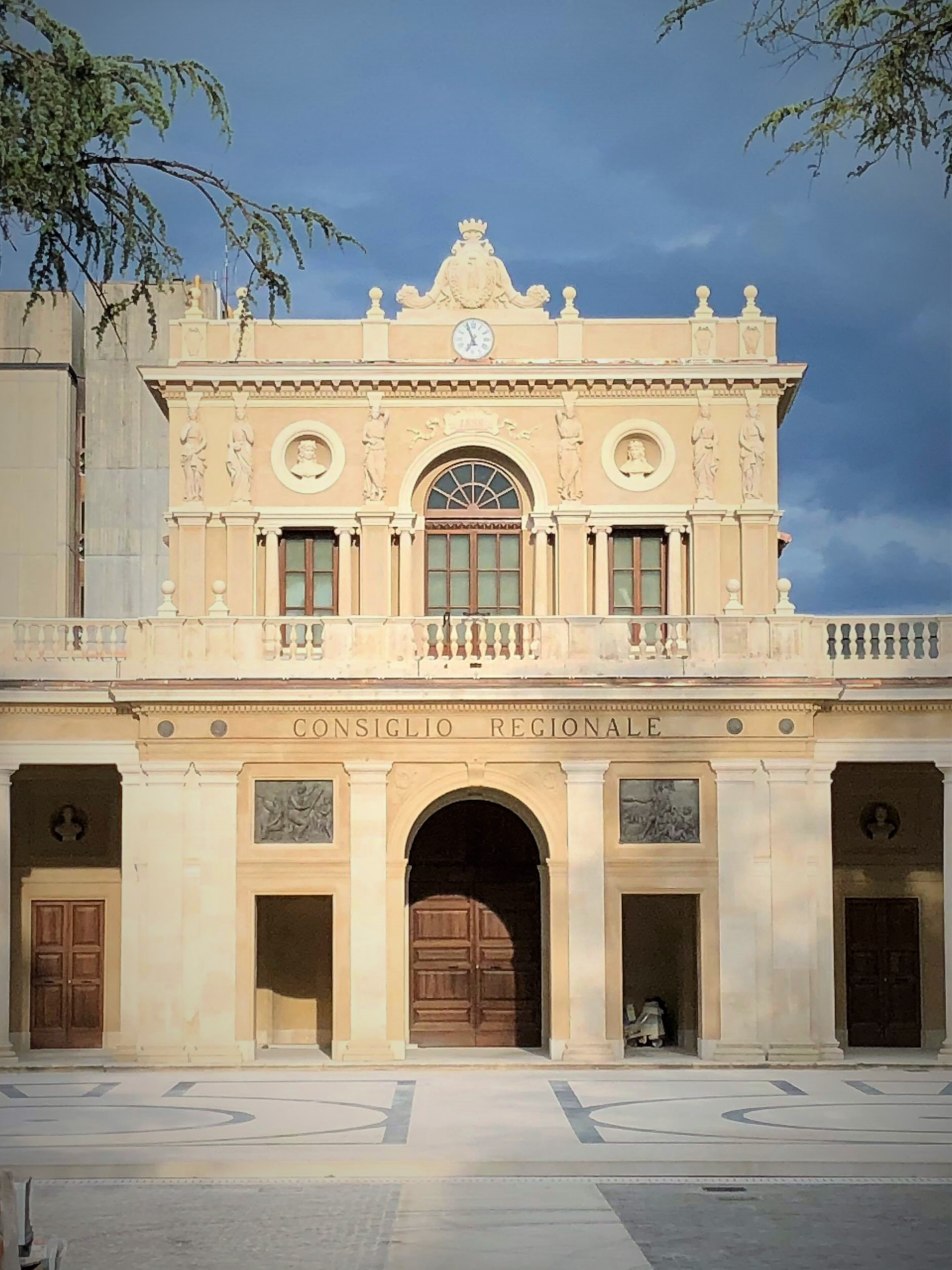
Corpo centrale del Palazzo dell'Esposizione, sede Consiglio Reg. Abruzzo

- Monticchio - Fontecchio - Fossa: locali posti ad estremo sud del colle, che raggiungono Porta Napoli, edificata nella prima metà dell'800, e non compresa tra le mura. Il contado fino al primo '900 non era largamente popolato, e vi erano soltanto alcune chiese, tra le quali l'imponente Basilica di Santa Maria di Collemaggio. Solo successivamente la zona fu lottizzata con delle villette liberty, e successivamente delle costruzioni moderne. Il viale che lo delimita è dedicato a Francesco Crispi (prima si chiamava via Porta Napoli), mentre altri viale principali sono il viale Collemaggio, via Gabriele d'Annunzio, via Michele Iacobucci, via Luigi Cadorna, via Armando Diaz, via Piave, via Gualtieri d'Ocre, via XXIV Maggio. Tra le villette liberty più interessanti c'è Villa Nurzia, gli altri monumenti sono la chiesa di Cristo Re, sorta sopra la chiesa di Santa Maria di Cascina, nel piccolo locale di Cagnano Amiterno, l'ex Casa della Giovane Italiana in stile razionalista, sede del Gran Sasso Science Institute, la monumentale villa comunale col Monumento ai caduti di Nicola D'Antino, il Palazzo ex Casa del Balilla sede del Rettorato del Gran Sasso Science Institute, e Porta Napoli, posta all'estremità del corno collinare del centro storico.

- Barile - Ocre - Bagno: serie di locali posti nella parte occidentale del corno, all'altezza di Porta di Bagno e Porta Roiana; il locale di Bagno, insieme a quello di Cagnano, e molto vasto e confina a nord-ovest con i locali del quarto San Marciano, e più a nord ancora con Piazza Duomo. Lo sproporzionato locale di Bagno è delimitato ad est dal Coeso Federico II, da via Sant'Agostino, dal viale San Francesco di Paola che confina in Piazza della Repubblica, poi via Indipendenza, che dopo Piazza San Marco, sfocia direttamente in Piazza Duomo, e via Arcivescovado, per quanto riguarda i cardi; mentre i decumani sono via Buone Novelle, via Simeonibus, via San Francesco e viale XX Settembre all'altezza di Porta Bagno. I monumenti sono i palazzi del Corso Federico II, dove dal 2018 è stata avviata la costruzione della nuova sede della Prefettura, il Palazzo della Banca d'Italia, il Palazzo INPS, la chiesa di Sant'Agostino, la chiesa di San Marco, la monumentale chiesa delle Anime Sante, il Palazzo delle Cancelle il Palazzo de' Nardis e il Palazzo Arcivescovile. La zona di Porta Roiana, lungo via XX Settembre, ha di interesse la chiesa di Santa Maria delle Buone Novelle o Sant'Apollonia, la chiesa di San Francesco di Paola, fuori le mura Porta Lucoli, Porta Bagno, Porta Roiana e le due piccole chiese di Santa Maria del Monte e della Madonna degli Angeli, con la facciata gotica dell'ex chiesa di Santa Maria del Vasto.

Quarto San Pietro

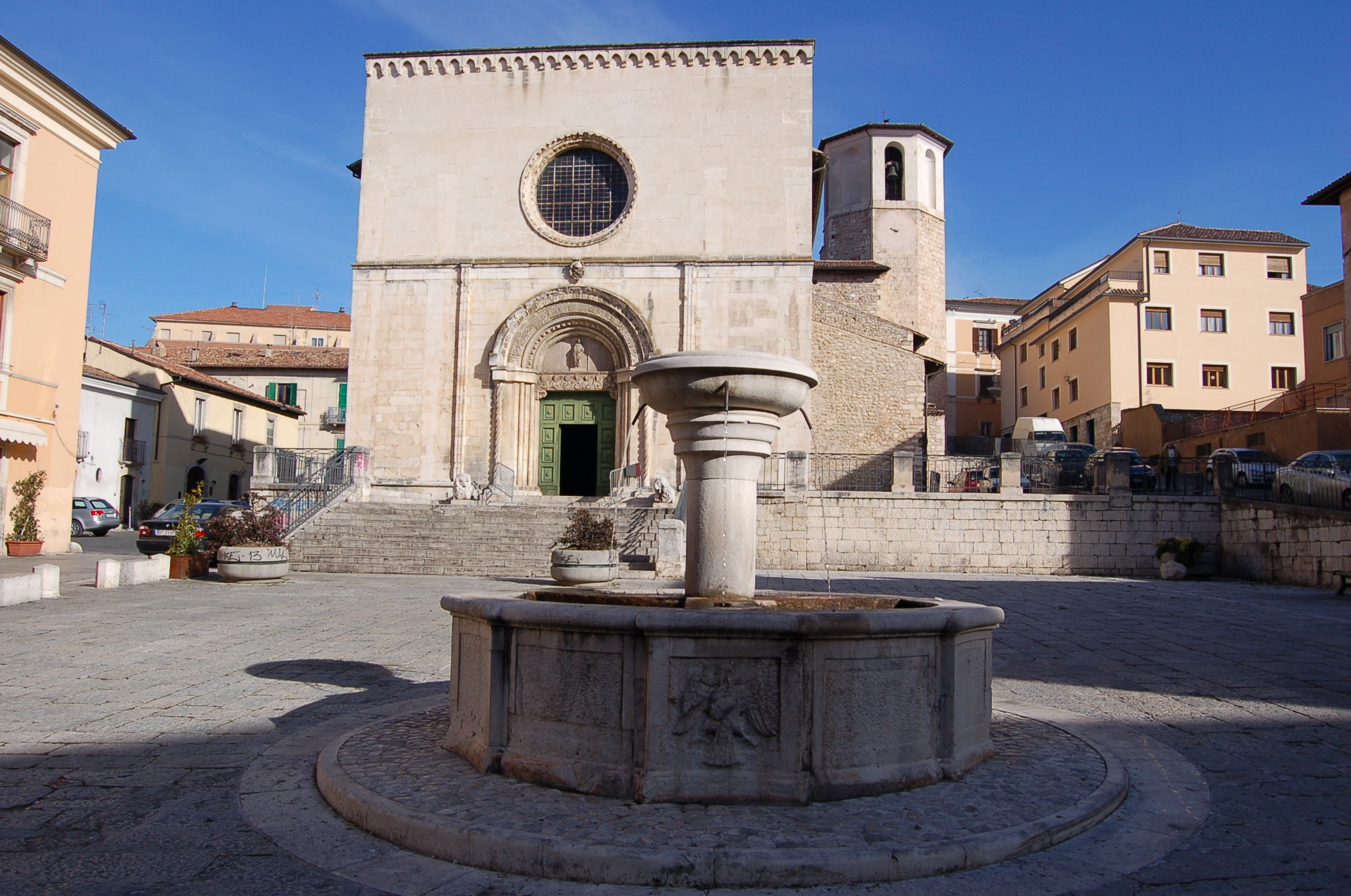
Chiesa di San Pietro di Coppito

- Poppleto: è il locale "cuore" del quarto, dove si trova Piazza San Pietro con la chiesa di San Pietro a Coppito, affiancata dal Palazzo Vastarini Cresi e dal Palazzo Porcinari, lungo via Roma. Poppleto è delimitato da via San pietro, via Minuccio d'Ugolino, via Coppito, via Pretatti e via Roma, che segna il confine tra il locale con quello a sud di Pile.
- Pile: locale molto vasto del quarto insieme all'adiacente San Vittorino e Roio, che si prolungano ad est fino alla Piazza Duomo. Pile abbraccia l'area del mastodontico complesso di San Domenico con l'ex convento, adibito alle carceri nel 1860 e poi alla Corte dei Conti. Dunque il fulcro è la chiesa di San Domenico, il locale è delimitato dai cardi di via Angioina, via San Domenico, via Carceri e via Bargello, mentre i decumani sono via Angioina, via Buccio di Ranallo, via Amiternini, via Saturnino, via Barete e via Forcella. Diversi sono i palazzi rinascimentali, tra i quali Palazzo Carli, ex sede del Rettorato dell'Università dell'Aquila, dopo il sisma del 2009, e la chiesa dell'Annunziata, a confine con il locale di San Vittorino. La cosiddetta "chiesa capo" di questo locale è l'ex San Quinziano di Pile, oggi dedicata a San Pietro di Sassa, posta in via Buccio di Ranallo, a confine con il locale Sassa del quarto San Marciano.

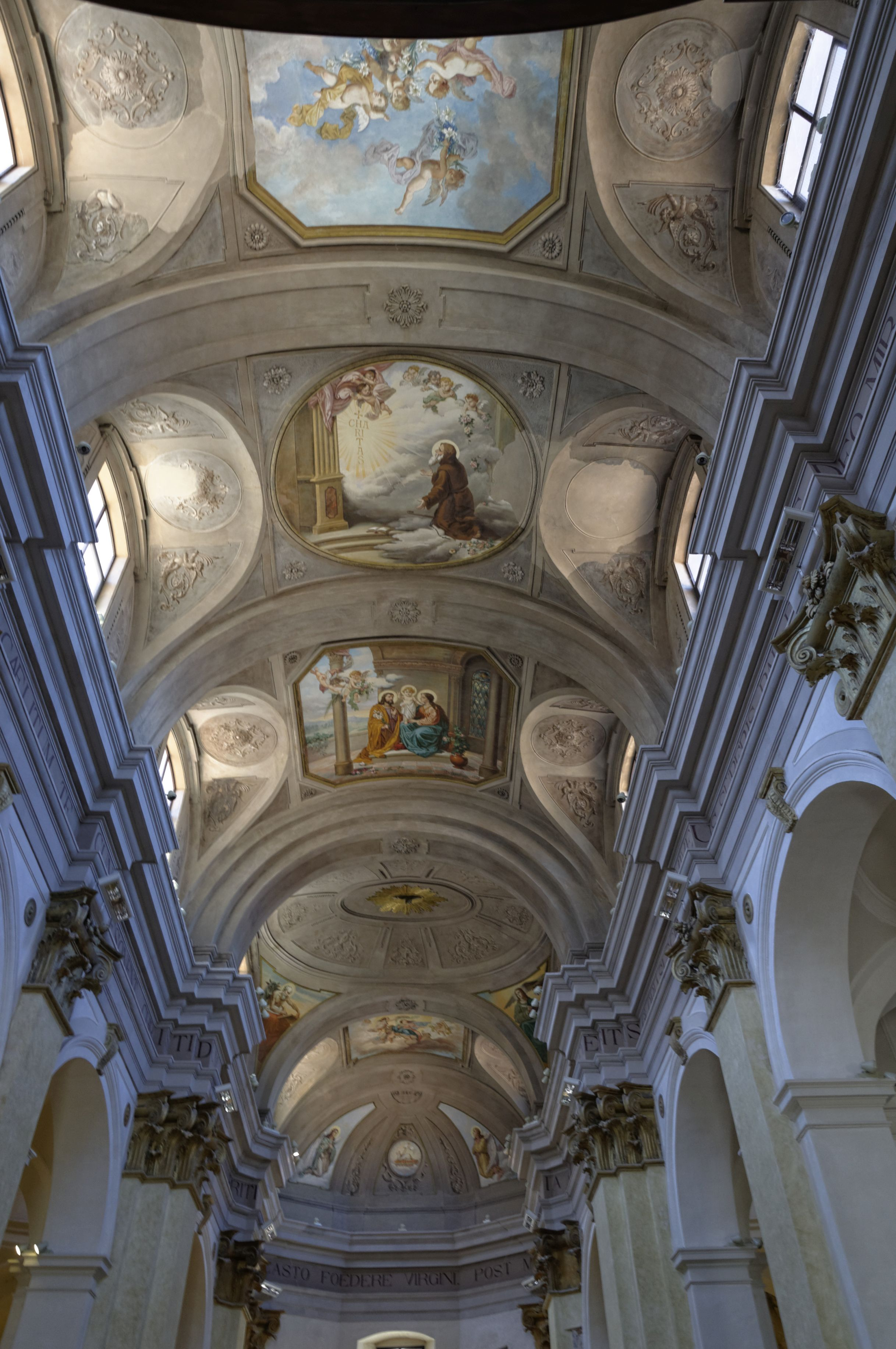
Interno della chiesa di San Biagio d'Amiterno, oggi Basilica di San Giuseppe

- San Vittorino: è posto a confine meridionale con il locale Paganica, e d a sud di esso c'è il locale di Roio, che confluisce direttamente nella Piazza del Duomo. Il locale è delimitato dal moderno viale Sallustio, via Sassa, via Andrea Bafile, Corso Umberto I e via Burri come decumani, mentre i cardi sono via Annunziata, via Camponeschi, via Antonelli, via Teofilo Patini, via Marrelli e via Cavour. Le piazze principali sono Piazza Santa Margherita, Piazza Palazzo e Piazza Fontesecco; i monumenti sono molto cospicui: la chiesa di Santa Margherita, la basilica di San Giuseppe Artigiano, l'oratorio di San Giuseppe dei Minimi, la chiesa di Santa Caterina Martire, Palazzo Gaglioffi, Palazzo Benedetti, Casa Burri, l'ex chiesa di San Filippo Neri, il Palazzo Margherita, il Palazzo Pica Alfieri, il Palazzo Camponeschi, il Palazzetto dei Nobili, la chiesa della Beata Antonia e la casa museo Signorini Corsi.

- Arischia: piccolo locale posto a nord di Poppleto ed a sud di San Silvestro di Collebrincioni, è delimitato dalle parti nord di via Minuccio d'Ugolino e via Coppito, mentre il decumano è via Rustici. Aveva una chiesa, esistente sino ai primi anni 20 del Novecento, intitolata a San Benedetto d'Arischia, e demolita per delle costruzioni civili, a loro volta ridemolite per la costruzione di un grande complesso edilizio andato abbattuto dal terremoto del 2009.

- Cagnano - Scoppito: si trova nella zona ovest del quarto, verso Porta Barete, lungo via Roma. Le strade principali sono via Pretatti, via Santa Lucia, e il viale Duca degli Abruzzi, che taglia il locale in due tronconi. Diverse sono le strutture rinascimentali, che verso la campagna della porta si mescolano alle costruzioni moderne, ma edifici di particolare interesse non ve ne sono. Del locale originario di Scoppito non è rimasto quasi nulla perché constava in una chiesa oggi distrutta in mezzo alla campagna. Oggi l'area, che si trova a sud di Porta Barete, al termine di via XX Settembre, dove oggi si trovano gli Uffici Giudiziari ed i complessi edilizi di via dei Frentani, via dei Marsi e via dei Peligni.

- Barete - Pizzoli - Santanza: questi locali si trovano all'estremo nord del quartiere, nella zona ovest, al confine con il locale Collebrincioni del quarto Santa Maria. Da Porta San lorenzo parte Barete, presso la porta omonima, poi Pizzoli presso la seconda porta e infine Santanza. Anche qui si tratta di piccoli agglomerati oggi quasi del tutto scomparsi, ricoperti dall'edilizia moderna, dove di interesse c'è solo l'ex convento di Santa Lucia, oggi sede dell'Opera Salesiana Don Bosco. All'incrocio di via Roma con via Castiglione si trova la storica chiesa di San Paolo di Barete, mentre della chiesa fondata dai castellani di Pizzoli non v'è traccia. La seconda chiesa più importante, nel locale di Barete, è quella dedicata a Santa Croce. Presso Santanza ossia la zona delimitata dal viale San Giovanni Bosco e da via San Nicola d'Anza c'era una chiesa, dedicata proprio a San Nicola di Bari, demolita nel primo '900, di cui si conserva il portale conservato nella parrocchia di Santa Maria ad Antrodoco (Rieti)

- Porcinaro - Vio - Pedicino: sono tre piccoli locali posti a nord, presso l'ingresso di Porta Branconia, trasformati e ripopolati completamente negli anni '60. Non si segnalano elementi di interesse architettonico, se non la suddetta porta delle mura medievale. Delimitato dall'inizio del viale San Giovanni Bosco.

Quarto San Marciano

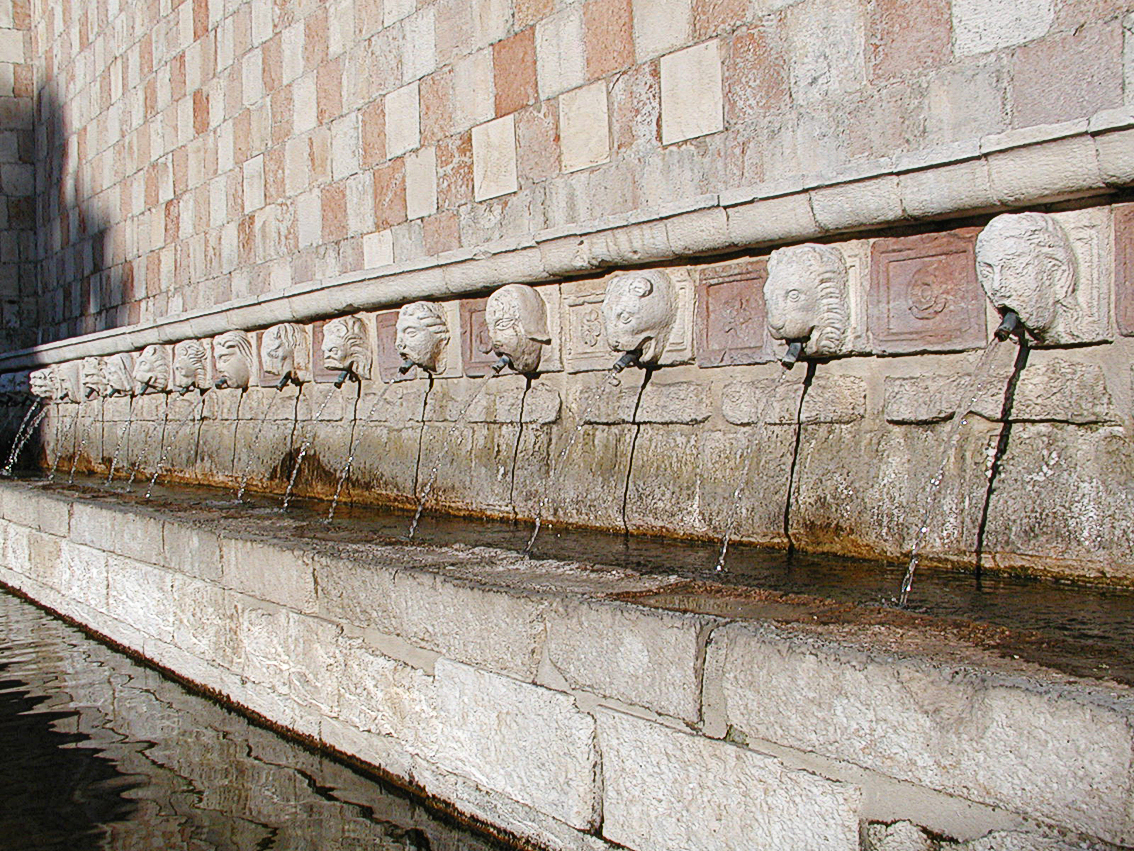
Fontana delle 99 cannelle

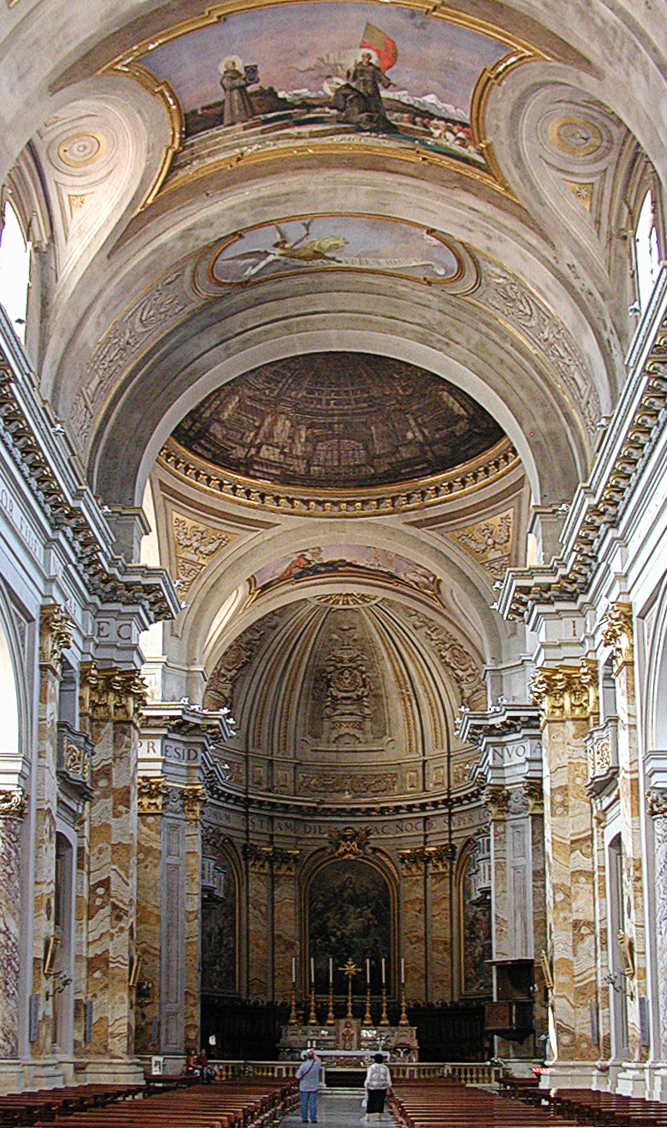
Interno del Duomo di San Massimo prima del 2009

- Roio: è il locale che racchiude il cuore religioso dell'Aquila, con il Vescovado e la Cattedrale. Delimitato da via Roio, via Seminario, via San Marciano, via Monteluco e via del Cardinale, ha una forma rettangolare, con la mole del Duomo di San Massimo che si affaccia sulla Piazza, affiancato a sud dall'Episcopio. Lungo via Roio si trova la piazzetta della chiesa di Santa Maria di Roio, con il settecentesco Palazzo Persichetti. Il locale è anche sede della capoquartiere chiesa di San Marciano, edificata dai castellani di Roio sopra la vecchia chiesa di San Giovanni dei castellani di Lucoli, ed a fianco a nord ha il prezioso Palazzo Visca, mentre a sud il Palazzo Rustici. Altri palazzi di rilievo sono quello della famiglia Zuzi in Piazza Rocca di Corno e Palazzo Vetusti.

- Sassa: locale delimitato dai cardi di via Addolorata, via Giorgetto e viale Papa Giovanni XXIII, e dai decumani di via San Pietro di Sassa, via Calvario, ha di interesse il monastero dei Sette Dolori (o chiesa dell'Addolorata), insieme a vari case settecentesche. La zona ad ovest di via Fontesecco è stata cambiata nel corso degli anni '30, con il piano di risanamento del sobborgo del "Vicolaccio", con la creazione successiva di via Sallustio (1941)

- Lucoli - Rocca di Corno: si trovano nella parte a sud del quarto, delimitati dalla circonvallazione di via XX Settembre, da Piazza Rocca di Corno, da via Drappieri, via Rocca di Corno e via Persichetti. I monumenti di interesse sono alcuni palazzi settecenteschi, la chiesa di San Francesco di Paola, la chiesa di Sant'Apollonia, il Palazzo Agnifili. Presso Porta Roiana si trovava fino al 2017 la Casa dello Studente, tristemente famosa per le vittime del 2009.

- Acquili: è il castello locale più antico del centro, dove nel 1254 venne fondata la prima città. Comprende una vasta area delle mura a sud-ovest fino al Borgo Rivera, con la fontana delle 99 cannelle, vero e proprio cuore abitativo della zona, da cui si risale fino al viale XX Settembre. I monumenti sono la fontana, la chiesa di San Vito dei castellani di Tornimparte, posta all'esatto confine occidentale con il locale omonimo, la torre-chiesa di Santo Spirito e il convento di Santa Chiara d'Assisi. Nel locale si trova anche una piccola area sorgiva, detta "Parco delle Acque". Infatti è proprio l'acqua l'elemento caratterizzante di questo locale e del nome attuale dell'Aquila, anziché il simbolo dell'uccello rapace.

- Castiglioni - Tornimparte: i due locali si trovano a nord di Acquili, sono delimitati da via Tancredi da Pentima e viale XXV Aprile, che include gli ultimi tre locali del quarto. Di questi due locali, come gli altri del gruppo, solamente Tornimparte è il più storico e popolato con la chiesa di San Vito e l'ex mattatoio del 1934, sede provvisoria dal 2015 del Museo Nazionale d'Abruzzo, mentre il resto era quasi totalmente campagna, colonizzata dall'espansione edilizia degli anni '60, lungo via Poggio Santa Maria e via Francesco Filomusi Guelfi.

- Poggio Santa Maria - Civitatomassa - Preturo: da Porta Rivera fino all'estremo ovest di Porta Romana, erano piccoli villaggi rimasti quasi completamente spopolati. Nell'800 erano sede del complesso della Caserma militare "Francesco de Rosa", poi demolita, e le due vie di accesso dalle mura erano e sono ancora Poeta Stazione o di Poggio Santa Maria, e Porta Romana. Ragion perc ui non si segnalano luoghi di interesse, se non io nuovo Palazzo di Giustizia, che si affaccia su via XX Settembre, allo sbocco di Porta Barete.

### Strade e piazze
L'elenco seguente riguarda il centro cittadino.

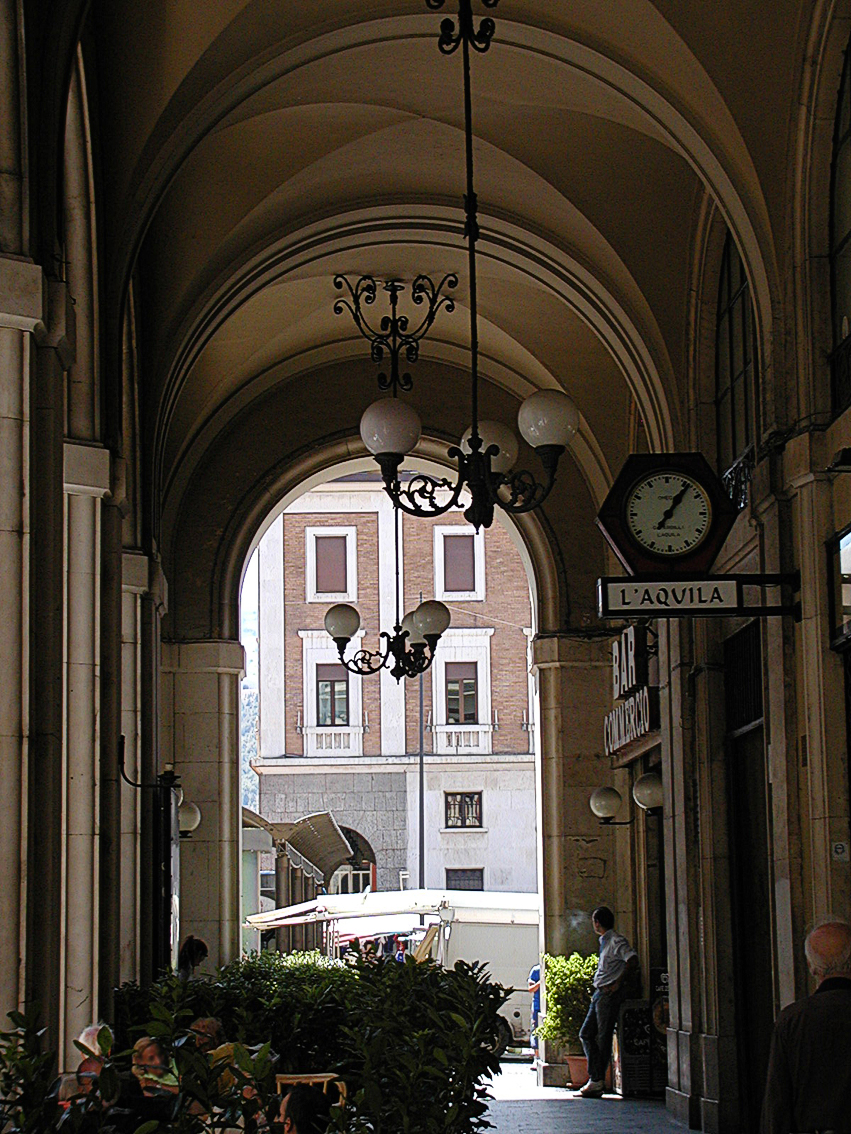
Portici del corso Vittorio Emanuele

- Corso Vittorio Emanuele: cardo massimo del centro storico, insieme al Corso Federico II, che si sviluppa a sud, dopo Piazza Duomo. Questo stradone fu progettato con l'edificazione della città nel Medioevo, e mantenne sempre la sua funzione, fino all'aspetto di "struscio" monumentale che ebbe dopo i lavori post 1703. Vi si affacciava il convento dei Francescani, soppresso e semi-demolito nel 1878 per la costruzione del Palazzo del Convitto e della Camera di Commercio, con i caratteristici portici di deambulazione. Il corso ha l'aspetto attuale dopo gli ultimi lavori dell'era fascista, quando delle costruzioni furono demolite per l'edificazione dell'ex INAIL e della Banca dell'Adriatico. I palazzi più interessanti sono Palazzo Paone Tatozzi, Palazzo Lucentini Bonanni che si affaccia su piazza Regina Margherita, con la fontana del Nettuno, il Palazzo del Convitto e Palazzo Federici, il Palazzo Cappa Cappelli e il Palazzo Fibbioni, posto all'incrocio dei "Quattro Cantoni". All'ingresso dal parco del Castello con la Fontana luminosa, il corso è stato ammodernato negli anni '30 con le costruzioni gemelle della Casa del Combattente e del Palazzo Leone.
- Corso Umberto I: è uno dei decumani principali del centro, che con via San Bernardino all'incrocio con il corso Vittorio forma i "Quattro cantoni". Esso confluisce in via Andrea Bafile prezzo la Piazza Palazzo, e poi con via Roma, fino alle mura del quarto San Pietro. I palazzi principali sono quello del Convitto Nazionale, il Palazzo Margherita che si affaccia sul piazzale, Palazzo Quinzi e il Palazzo Pica Alfieri.
- Corso Federico II: cardo massimo della zona sud a Piazza Duomo, terminante nella villa comunale, oggi è stato molto modificato dalle costruzioni monumentali del fascismo, come la Banca d'Italia, la nuova Provincia, l'Istituto INPS e il Grande Albergo del Parco, in stile razionalista.
- Via Roma: insieme a via Bafile è un prolungamento verso ovest del corso Umberto, ed è costellata di vari palazzi storici, come Palazzo Alfieri, Palazzo Spaventa, Palazzo Vastarini Cresi, Palazzo Ciavoli Cortelli, il Palazzetto dei Nobili, Palazzo Camponeschi e Palazzo Carli. Gli edifici di culto sono la chiesa di Santa Margherita, la chiesa dell'Annunziata, presso Piazza San pietro la chiesa di San Pietro a Coppito, e alla fine del viale la chiesa di San Paolo di Barete.
- Via Paganica: è il cardo massimo del quarto Santa Maria, nel locale di Paganica, che sfocia nella piazza con la capoquartiere chiesa di Santa Maria Paganica. Gli edifici che si affacciano su questa via sono il Palazzo Baroncelli Cappa di Tussio e il Palazzo Lely Gualtieri, che però ha la facciata su Piazza Chiarino.

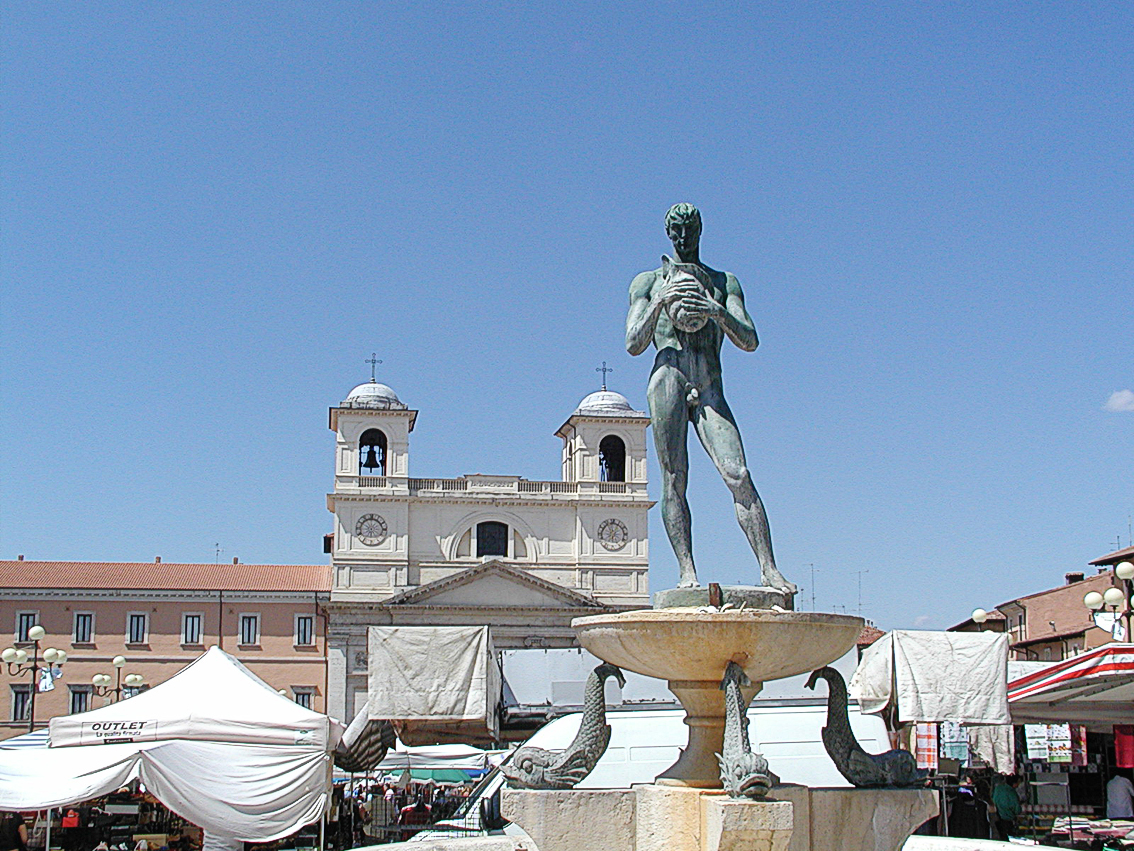
Piazza Duomo nel 2007, con in primo piano uno degli efebi della Fontana Vecchia

- Via San Bernardino: è il viale principale della zona ad estremo est del quarto Santa Maria, dove si affaccia la Basilica di San Bernardino, e termina con Porta Leoni. I palazzi principali sono quello dell'INAIL con i portici in stile razionalista, e il Palazzo degli Uffici Amministrativi, edificato in era fascista, mentre atri palazzi storici sono la scuola elementare De Amicis e il convento di San Bernardino. Dal sagrato della basilica scende la monumentale scalinata con nicchie laterali che conduce a via Fortebraccio.
- Quattro Cantoni: incrocio degli assi parti nord e sud del corso Vittorio, e di via San Bernardino con il corso Umberto
- Piazza Duomo: è la piazza principale della città, progettata in uno stile rettangolare nell'epoca della fondazione della città, dove posizionare la Cattedrale con l'episcopio. Nel corso dei secoli essa è stata modificata con la costruzione della chiesa delle Anime Sante, altri palazzi signorili, e negli anni '30 con la costruzione della Banca d'Italia, allo sbocco del corso Federico. Oltre alla Cattedrale dei Santi Massimo e Giorgio con palazzo vescovile, alle due fontane del gruppo "Fontana vecchia", di interesse ci sono il Palazzo delle Poste, progettato in stile liberty e il neoclassico Palazzo Betti.

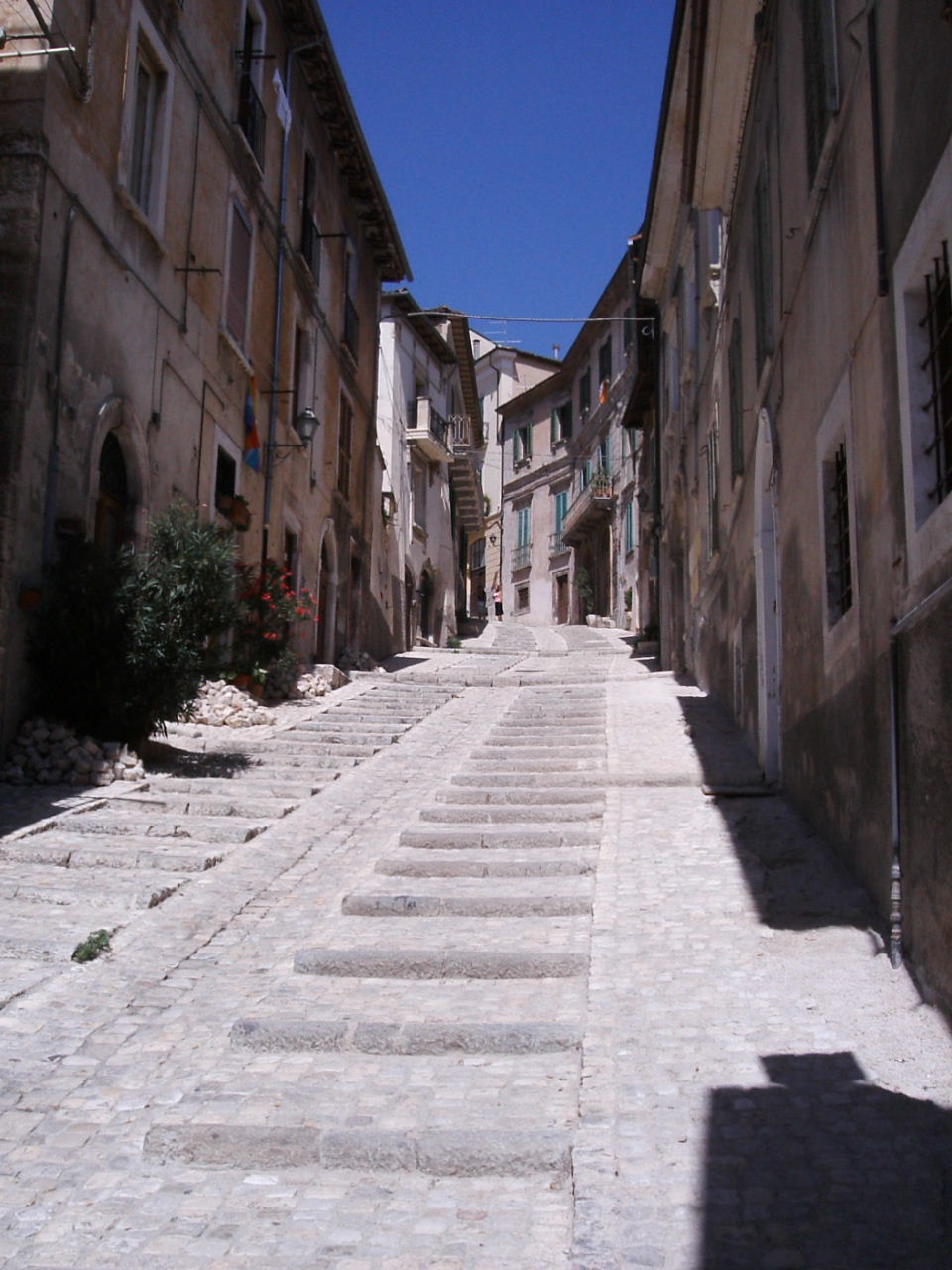
Costa Masciarelli

- Piazza Palazzo: fulcro politico della storia aquilana, dove si trova il Palazzo del Capitano Regio, ristrutturato poi da Margherita d'Austria nel XVI secolo. Si trova lungo il corso Umberto, delimitando questo decumano con via Bafile, e vi si affacciano oltre al Palazzo Margherita il Palazzo Quinzi, il Palazzo del Convitto con l'ingresso alla biblioteca provinciale, e lo storico Albergo del Sole. Al centro della piazza troneggia la statua dello storico Sallustio, nato ad Amiternum.

- Piazza Nove Martiri: piccolo piazzale già intitolato a XVIII Ottobre, reintitolata ai Nove martiri aquilani uccisi nelle persecuzioni nazifasciate del 1943. Vi si affaccia la seconda sede dell'Albergo del Sole, e al centro vi si trova il Monumento alla fanciulla di Nicola D'Antino.
- Costa Masciarelli: è una delle tre principali "coste" del centro storico, e parte da Piazza Duomo per scendere a curva fino a Porta Bazzano, congiungendosi con via Fortebraccio. Varie sono le strutture cinque-settecentesche.
- Via Fortebraccio: è la costa più famosa, che parte da Porta Bazzano e sale fino alla scalinata di San Bernardino; tra i monumenti, oltre alla porta delle mura, il convento della Madonna degli Angeli con villa Alfieri, casa Lepidi e altre strutture rinascimentali.
- Via Sallustio: è una via moderna aperta tra il 1940 e il 1941 per risanare la zona del "vicolaccio" che dal corso Vittorio portava a Piazza Fontesecco, a ridosso delle mura. La via è stata aperta anche per creare maggiore collegamento con la zona del viale XX Settembre, benché siano state sventrate delle case, e parte del convento della Beata Antonia, mentre presso la chiesa di Santa Caterina d'Alessandria è stato annesso un moderno edificio per ospitare l'ordine monastico. Poche sono le strutture di interesse, e molte le costruzioni moderne, che poco si relazionano con il contesto settecentesco.
- Via Sassa: è uno dei decumani principali del quarto San Pietro, che attraversa il sagrato delle due chiese di San Biagio d'Amiterno (oggi San Giuseppe) e Santa Caterina, arrivando mediante la chiesa della Beata Antonia fino a Piazza Fontesecco.
- Viale Collemaggio: è il viale alberato che dalla villa comunale porta alla Basilica di Santa Maria di Collemaggio. Vi si trovano tante strutture liberty, quando il Campo di Fossa, ancora incontaminato, agli inizi del '900 fu colonizzato. Tra le varie strutture si trova il Palazzo ex Casa del Balilla, oggi Rettorato del Gran Sasso Science Institute.
- Via XX Settembre: moderna via aperta nel tardo Ottocento per collegare l'area di Porta Roiana con il campo di Fontesecco. Poche sono le strutture di interesse, poiché negli anni '50 la via è stata interessata da un d forte sviluppo edile moderno, tra le quali fino al 2017 v'era la Casa dello Studente. Nel progetto di recupero del viale nel 2018 sono partiti i lavori del nuovo Palazzo della Prefettura.
- Piazza Santa Giusta: vi si affacciano la chiesa di Santa Giusta e il Palazzo Centi.
- Piazza San Marciano: vi si affacciano la chiesa di San Marciano e il Palazzo Zuzi.
- Piazza San Silvestro: vi si affacciano la chiesa di San Silvestro, il Palazzo Branconio e il Palazzo Farinosi Branconi.
- Piazza Santa Maria Paganica: vi si affacciano la chiesa capoquartiere, il Palazzo Ardinghelli e il Palazzo Cappa Camponeschi
- Piazza San Pietro: vi si affacciano la chiesa di San Pietro a Coppito, il Palazzo Vastarini Cresi e il Palazzo Ciavoli Cortelli.

L'elenco seguente riguarda le principali strade e piazze delle circoscrizioni dell'area metropolitana:
- Via Roma-Strada statale 17: viale principale ad ovest, che parte da Porta Barete, e attraversa longitudinalmente tutto Campo di Pile, passando Piazza d'Armi, l'ex caserma Campomizzi, arrivando a Piazza d'Arti di Pettino
- Viale della Croce Rossa-Viale De Gasperi: il primo lambisce la parte nord del parco del Castello spagnolo, dalla Questura, e arriva a sfociare in via Vicentini e nella SS 17; il secondo è l'asse viario principale del quartiere Torrione, che parte proprio dal monumento medievale del "Torrione", residuo di un antico acquedotto.
- Viale Amiternum: via principale che attraversa il quartiere Pettino, lambendo il cinema Movieplex, L'Accademia di Belle Arti e il Palazzo Silone, sede del Consiglio dell'Abruzzo.
- Strada statale 17bis: prolungamento ad est della SS 17, che attraversa il cimitero comunale, Bazzano, Gignano e Onna.
- Strada statale 5 bis, attraversa le località San Cipriano, Inciampa La Notte, e San Raniero di Civita di Bagno, dove si trova l'antico vicus romano di Forcona.

### Circoscrizioni
Le XII Circoscrizioni sono:

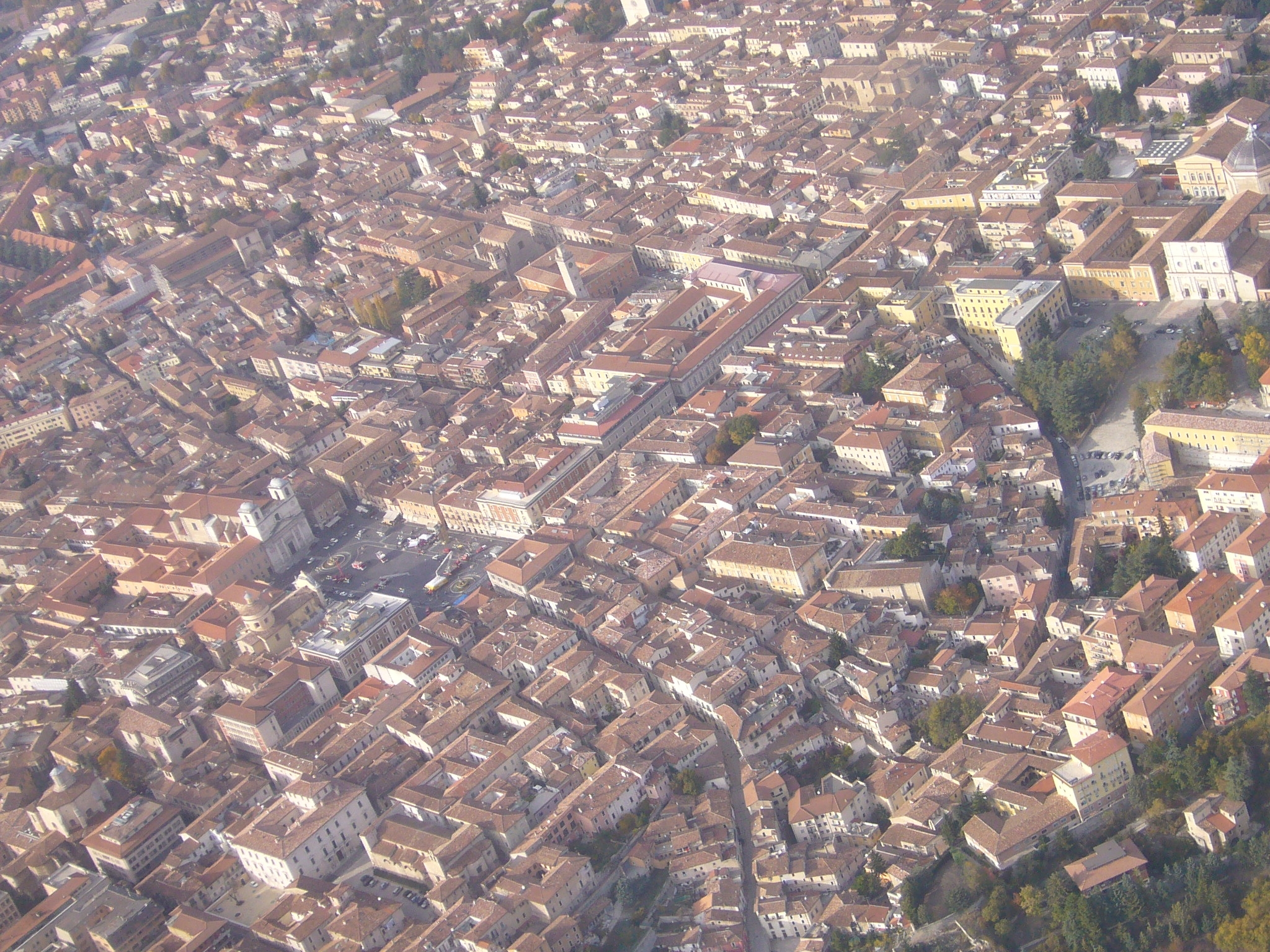
Panorama del centro storico (gennaio 2009) con in vista Piazza Duomo

- I: Centro storico - via Strinella - Collemaggio: ossia il nucleo medievale-settecentesco antico (che comprende i Quattro Quarti), con il moderno quartiere di via Strinella, che lambisce a est il parco del Castello (racchiude alcune sedi amministrative come la Questura e il Comando delle Forze Armate), e la zona di Collemaggio, dove si trovano la famosa basilica romanica e il terminal autobus "Lorenzo Natali", insieme all'ex ospedale psichiatrico.
- II: Roio: comprende il borgo di Roio Piano, sede amministrativa, ai piedi del Monteluco, dove si trovano la Facoltà d'Ingegneria dell'Università e il Santuario della Madonna di Roio. I borghi circostanti del "castello" sono Poggio di Roio, con la chiesa madre di San Marciano, Santa Rufina, Pianola, Roio Colle.

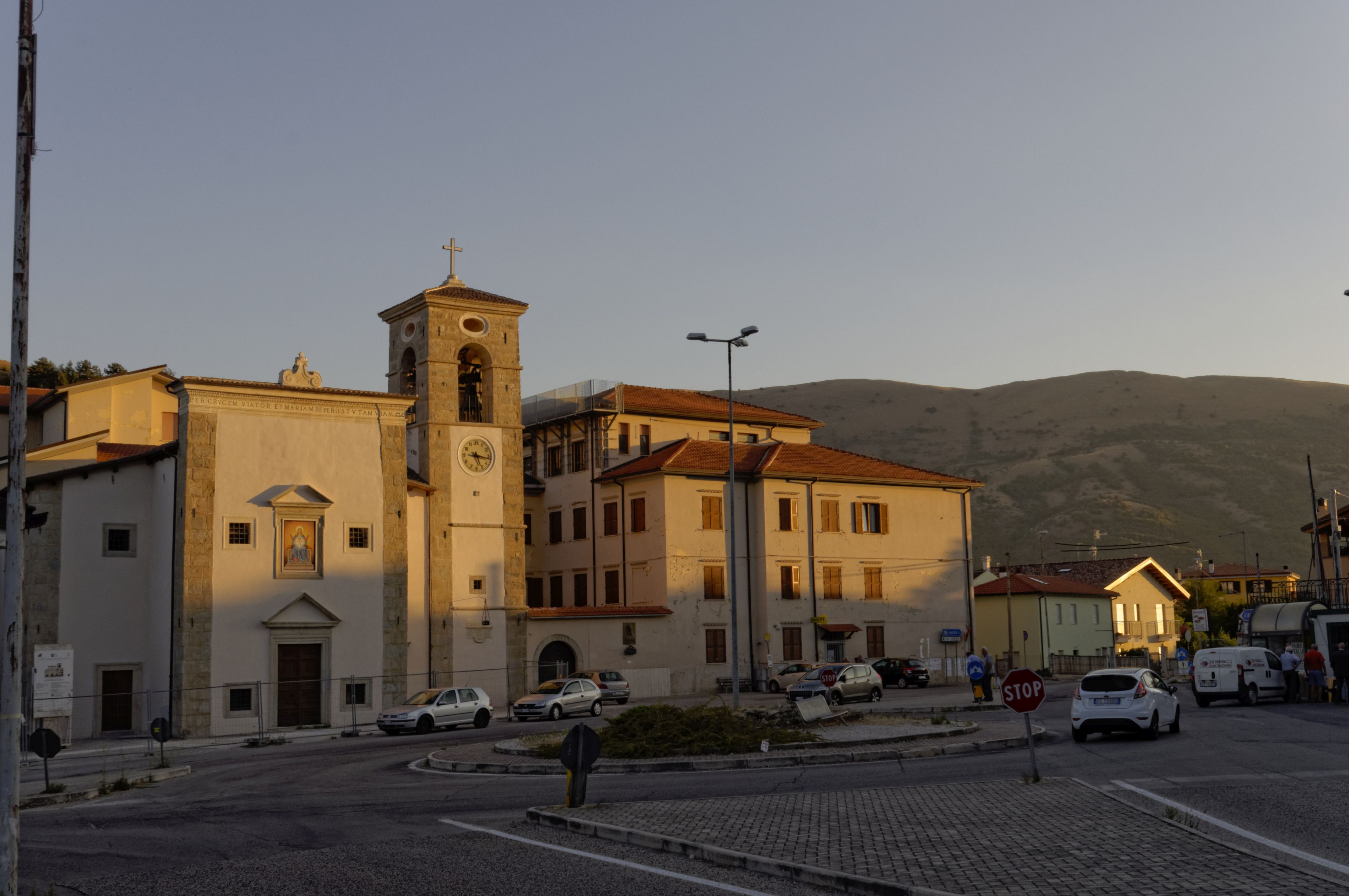
Il santuario della Madonna di Roio, a Poggio di Roio

Paganica, la piazza principale

- III: Sassa: comprende un agglomerato di borghi nella zona ovest periferica, a confine con Scoppito e la provincia di Rieti. La sede amministrativa è a Sassa paese, e i borghi circostanti sono Poggio Santa Maria (antica sede amministrativa), Sassa Scalo (nuovo agglomerato urbano dove passa la ferrovia), Genzano, Pagliare, Collemare e Madonna della Strada.
- IV: Preturo: comprende il borgo, nonché uno dei castelli che fondarono il quartiere di San Pietro, situati a nord-ovest del centro. La sede amministrativa è a Preturo paese, con vicino l'"Aeroporto dei Parchi", e gli altri borghi circostanti sono Colle, San Marco e Cese, zona di espansione dopo il terremoto del 2009 per la costruzione di nuovi moduli abitativi del progetto C.A.S.E.
- V: Coppito - Pettino: situati nella zona ovest, immediatamente fuori le mura del centro, sono due zone che hanno visto un forte sviluppo edilizio negli anni '60 e ancora più dopo il 2009. Coppito è uno degli antichi castelli che fondarono la città nel 1254, e si chiama a "Poppleto" originalmente. Il centro storico sopra uno sperone roccioso è ancora conservato, ma si è maggiormente sviluppato con la costruzione dell'Ospedale San Salvatore, attaccato alla Facoltà di Scienze della Formazione e di Matematica dell'Università degli Studi. Coppito è inoltre se della scuola della Guardia di Finanza, ed è quasi fusa con il nucleo di Pettino mediante la zona di Piazza d'Arti, creata dopo il 2009 per ospitare il Museo Sperimentale d'Arte Moderna.
Pettino in origine era un gruppo di casali situate attorno alla chiesetta della Madonna delle Grazie, successivamente sviluppatosi a ovest fino ai confini di San Vittorino, e ad est fino a Pile, oltre il casello autostradale L'Aquila Ovest. Numerose sono le attività commerciali.
- VI: Arischia - San Vittorino: comprende la frazione o "castello" che contribuì alla fondazione della città nel 1254. La frazione si è sviluppata tanto da arrivare alle porte di Pizzoli, a nord-ovest di L'Aquila, ed è composta da due nuclei collegato da un piazzale dove si trova la chiesa di San Benedetto, facente parte di uno dei monasteri benedettini più antichi d'Abruzzo, fondato da Sant'Equizio, discepolo del frate di Norcia. A sud la circoscrizione confina con Cermone e San Vittorino.
Quest'ultimo borgo è uno dei più importanti castelli aquilani, dove si trovava l'antica città romana di Amiternum, di cui oggi restano le vestigia dell'anfiteatro e del teatro. Il borgo fu fondato dai Longobardi, attorno a una cappella dedicata a Vittorino di Amiterno, l'attuale preziosa chiesa di San Michele Arcangelo, che conserva la stratificazione artistica dei secoli, fino all'epoca barocca.
- VII: Pile - San Sisto - Santa Barbara - Santanza: è una della circoscrizioni più estese della città, nonché cuore pulsante del nuovo centro urbano, costituitosi soprattutto dall'urbanizzazione di Campo di Pile. Questa frazione era usata come luogo di villeggiatura nel Settecento, e ha iniziato lo sviluppo negli anni '60, per incrementarsi dopo il 2009. Il baricentro di Pile sta lungo la Strada statale 17, nella zona Parco Erminio Iacobucci (ex Piazza d'Armi), accanto all'ex Caserma Campomizzi, usata come alloggio degli studenti universitari; mediante il viale Roma e il viale della Croce Rossa si allaccia al centro storico nella parte del rione San Pietro. Accoglie varie infrastrutture, sedi commerciali e sedi istituzionali, come l'Agenzia delle Entrate, la Corte d'Appello, il Centro per l'Impiego, il Tribunale Amministrativo Regionale. Inoltre è sede dell'Università degli Studi dell'Aquila, dell'Accademia di Belle Arti e dell'Ufficio Scolastico Regionale.
A nord Pile si è ormai fusa con i borghi di San Giuliano (dove si trova il convento) e di Santa Barbara, rappresentata dalla chiesa di San Sisto e dal Castello Rivera, mentre al confine con Pile si trova il Palazzo Silone, sede di alcuni importanti uffici della Regione, dopo il trasferimento dal Palazzo dell'Emiciclo a causa del sisma del 2009. A nord-est la circoscrizione di Santa Barbara confina con il moderno quartiere Torrione.
- VIII: Collebrincioni - San Francesco - San Giacomo - Torrione - Valle Pretara: la circoscrizione comprende la zona nord di L'Aquila. Collebrincioni è uno dei castelli che parteciparono alla fondazione del quarto Santa Maria, e da lì il nome della chiesa di San Silvestro fu tratto dal tempio maggiore presente nel borgo. Il Torrione è un quartiere moderno a nord del Forte Spagnolo, attraversato da via De Gasperi, via Cardinale Mazzarino e via Moscardelli. Prende il nome da una stele, rudere di un antico acquedotto romano, usato nel Medioevo e distrutto dal terremoto del 1703. Il termine del quartiere sta ai piedi del Parco del Castello, dove si trova lo Stadio Tommaso Fattori. La frazione di San Giacomo si trova poco più a nord del Torrione, e a sud di Collebrincioni, prendendo io nome dall'omonima chiesa. In passato si trovava un monastero degli Agostiniani dedicato a Sant'Onofrio, oggi allo stato di rudere. Il punto più alto di San Giacomo è il Colle Sapone, dove si trovano delle cave usate per la pietra rosea, con cui sono state costruite chiese e monumenti, come la fontana delle 99 cannelle e la facciata di Collemaggio
La zona di San Francesco corrisponde alla zona di via XX Settembre, ancora poco popolata nel 1927, dove si trova la chiesa di San Francesco di Paola.
- IX: Camarda - Filetto - Aragno - Assergi: comprendono la zona nord-est del comune, ai margini del Gran Sasso. Camarda era un comune autonomo fino al 1927, nonché uno dei castelli fondatori, insieme ad Assergi e Aragno, altri borghi storici, risalenti all'epoca romana come avamposti militari. Camarda è un borgo interessante dominato ancora dalla torre del castello, avente uno stile rinascimentale-settecentesco, e amministrava il borgo di Filetto, interessante per i boschi, le grotte, il centro antico e e per l'antichissima abbazia dei Santi Crisante e Daria.
Aragno è un borgo situato a metà strada tra Camarda e Collebrincioni, e Assergi è diventata dagli anni '30 rinomata località sciistica, con la costruzione di una funivia e di strutture alberghiere presso località Fonte Cerreto, nonché l'Hotel Campo Imperatore, dove nel 1943 fu prigioniero Benito Mussolini. La zona della stazione sciistica è staccata dall'antico borgo medievale, ancora racchiuso tra le mura, dove grandeggia la mole della chiesa di Santa Maria Assunta. Nei dintorni si trova anche il santuario di San Pietro della Jenca, dove si recò negli anni '90 papa Giovanni Paolo II in pellegrinaggio. Assergi è inoltre sede del Parco Nazionale del Gran Sasso e Monti della Laga, e dell'Osservatorio astronomico di Campo Imperatore, e dei Laboratori Nazionali del Gran Sasso.

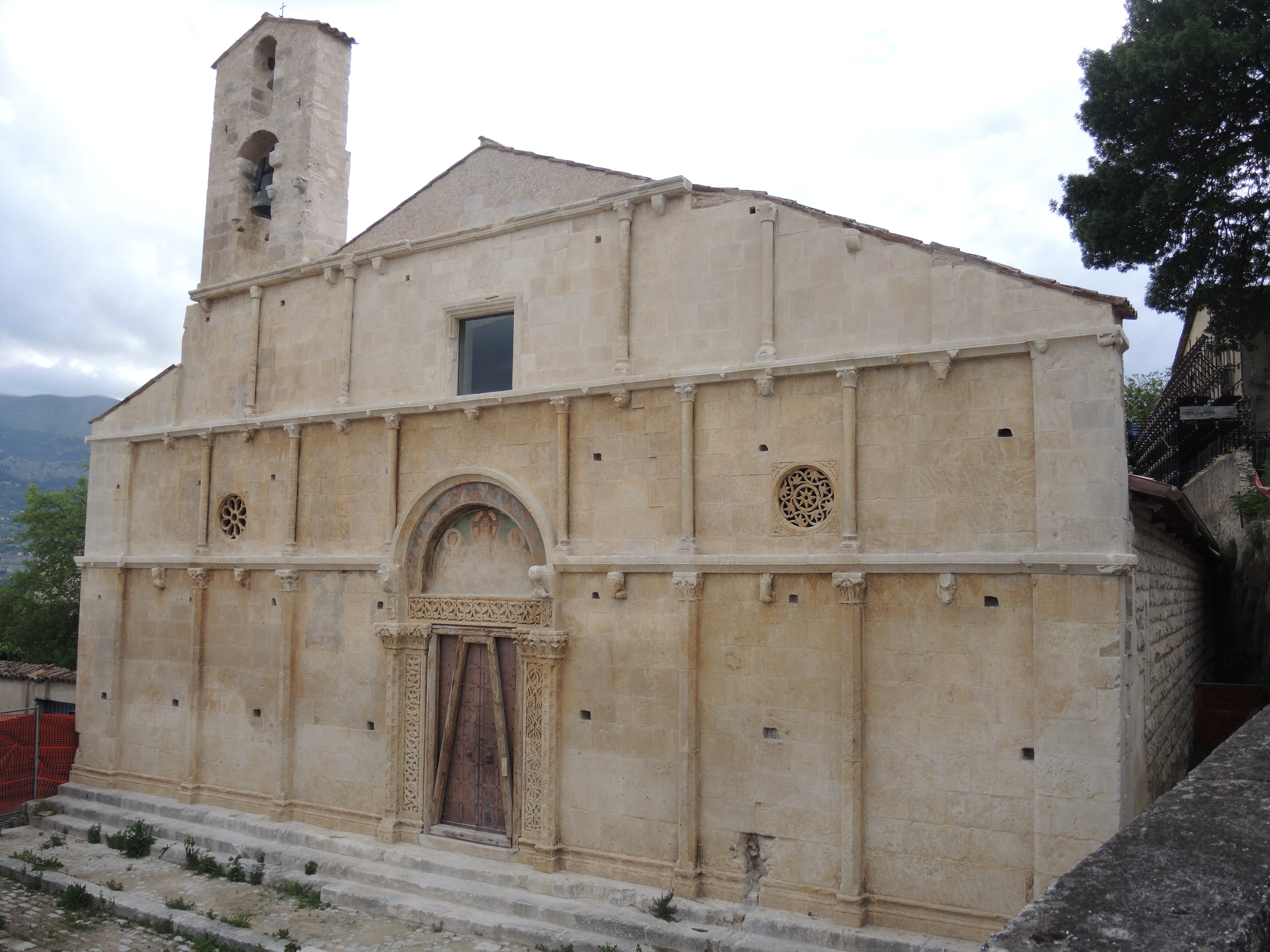
Chiesa di Santa Giusta di Bazzano

- X: Paganica - Tempera - Bazzano - San Gregorio: raggruppa degli importanti "castelli" che fondarono la città, precisamente i quarti di Santa Maria e Santa Giusta. Paganica era un comune autonomo, ed è una delle frazioni più grandi dell'Aquila, conservando ancora perfettamente il centro storico, con il colle dominato dalla chiesa di Santa Maria del Castello. Oltre alla chiesa parrocchiale dell'Assunta, Paganica ospita il monastero di Santa Chiara, dove furono custodite le reliquie della Beata Antonia da Firenze, e il santuario della Madonna d'Appari, scavato sulla roccia, percorrendo la Statale 17bis.
Tempera è una frazione quasi fusa con la periferia ovest di Paganica, e purtroppo è stata gravemente danneggiata dal terremoto del 2009.Bazzano ha origini romane in quanto vi fu trovata una necropoli, e ha il suo centro storico abbarbicato su di un colle, dove spicca la chiesa di Santa Giusta fuori le mura, in stile gotico. Bazzano negli anni '60, con lo sviluppo verso la Statale 17 in direzione da Pescara, è divenuta sede di un importante complesso industriale, secondo solo a Pile, che ospita varie sedi commerciali come i Grandi magazzini Piccinini e L'Oasi, e la sede provvisoria della Biblioteca "Salvatore Tommasi".
Il percorso della Strada statale 17 lega a Bazzano anche i nuclei di San Gregorio, anch'esso colpito dal sisma del 2009, Onna e Monticchio. Specialmente questa prima frazione è stata quasi completamente cancellata dal terremoto del 2009, conservando di storico solo la chiesa di San Pietro. Con i lavori di ricostruzione, sono stati potenziati lo stradario e la stazione ferroviaria, con l'inaugurazione nel gennaio 2018 di una nuova fermata del treno.
- XI: Bagno - Monticchio: il nucleo di Bagno, che contribuì alla fondazione del quarto di Santa Giusta, era un comune fino al 1927 con sede amministrativa bagno Grande, poiché formato da vari piccoli abitati limitrofi: Bagno Piccolo, Civita, Sant'Angelo, Vallesindola e San Raniero. La frazione esisteva sin dall'epoca romana, dove si trovava l'abitato italico-romano di Forcona, sede della prima diocesi aquilana fino al 1257, quando dalla vecchia cattedrale di San Massimo venne trasferita nel nuovo Duomo di Aquila. Le rovine della città romana si trovano presso Civita di Bagno, insieme alla chiesa longobarda.
- XII: Gignano - Pianola - Sant'Elia - Torretta: la circoscrizione comprende dei borghi situati nella zona est della periferia aquilana, alle porte di Bazzano. Gignano, con la ricostruzione post sisma, è stata assimilata nella zona periferica del cimitero comunale. Pianola faceva parte del comune di Roio, situata nella zona sud-est, ai piedi del Monteluco, Sant'Elia era l'antico punto di partenza del "tratturo magno", sotto il pendio della Basilica di Collemaggio, ed è una delle frazioni più sviluppate della zona est aquilana, sede del Comando Forestale Regionale, e quasi assimilata nel quartiere Torretta, che sorge a sud del cimitero monumentale.